# PCCカー
PCCカー（Presidents' Conference Committee Streetcar、PCC Streetcar）は、1930年代のアメリカ合衆国で開発された路面電車車両。北アメリカの路面電車事業体や鉄道車両メーカー、機械メーカーが参加した電気鉄道経営者協議委員会（Electric Railway Presidents' Conference Committee）によって開発され、多数の新技術が用いられた高性能電車で、量産車が導入されたアメリカ合衆国やカナダ、メキシコに加え、日本、イタリア、ベルギー、オランダ、チェコスロバキアなど世界中の鉄道車両に大きな影響を与えた。
この項目では、北アメリカで活躍を続けるPCCカーに加え、PCCカーの技術を用いて生産された北アメリカの地下鉄・高架鉄道用の電車や、ライセンス契約により世界各国で製造された路面電車車両についても解説する。

## 開発の経緯
第二次世界大戦前、北アメリカには大都市から中小都市まで多数の路面電車があり、人口50,000人以上の都市のほとんどは何らかの路面電車路線を有していた。車両数も1930年の時点で85,000両を超えていたが、これらの車両のほとんどは車齢が20 - 30年であり、老朽化や陳腐化が課題となっていた。加えて同時期は急速なモータリーゼーションの進展に伴い自動車化の流れが進み、路線バスへの置き換えが進んでいた。更に第一次世界大戦終戦後から続き、やがて1929年の世界恐慌へと繋がる経済の不安定さも路面電車へ深刻な影響を及ぼしていた。
その状態を打破するため、1921年にアメリカ電気鉄道工学協会（American Electric Railway Engineering Association、AEREA）は標準型車両の必要性を提唱し、各地の事業者やメーカーを集めた委員会を結成した。当初は各事業者間の抵抗が強かったが、1926年に開催された米国電気鉄道協会（American Electric Railway Association、AERA）の会議を機に、急速に発達する自動車との競争のためには、各事業者に対して基本的な構造を統一し、コスト削減など経済性を重視した標準型車両の開発が不可欠であるという意識が次第に高まり、1929年に路面電車事業者、鉄道車両メーカー、機械メーカーによって構成された電気鉄道経営者協議委員会（Electric Railway Presidents' Conference Committee、ERPCC）が発足した。委員長には各地のインターアーバンの経営改善を成功させたトーマス・コンウェイ・Jr.（Dr. Thomas Conway Jr. ）が就任し、翌1930年には主任技師としてデトロイトエジソン社（現：DTE Electric Company）の研究部長であったクラレンス・F・ハーシェフェルド（Dr. Clarence Floyd Hirshfeld）が起用された。彼はそれまで熱力学の分野で功績をあげており鉄道車両の開発には携わった事はなかったが、伝統に縛られない発想を望むコンウェイによって任命された経緯を持つ。
従来の路面電車とは異なる時代に即した新しい車両というコンウェイが打ち出したコンセプトに基づき、ハーシェフェルド率いる研究チームは18ヶ月に渡って乗り心地の向上、快適性の上昇、高加減速の実現を目指し研究を重ねた。その研究成果は1932年に開催されたAERAで発表された。そして1934年にウォームギア駆動方式を導入した"モデルA"（Model A）、ハイポイド・ギア駆動方式を用いた"モデルB"（Model B）という2種類の試作台車が完成し、同年にERPCC参加メーカーによって製造された試作車も加えてアメリカ各地の路面電車路線を用いた試験運転が実施された。
世界恐慌の影響もあり新型車両の開発期間は当初見込みの3年間を超過したものの、これらの試作車や試作機器を用いた研究は着実に進み、ERPCCも1935年に会社組織である"TRC"（Transit Research Corporation）となり、各鉄道車両メーカーがTRCにライセンス料を支払い、TRCは技術提供や開発指導を実施するという生産体制も整った。そして1936年、PCCカーの開発にも積極的に参加していたニューヨークのブルックリン・アンド・クイーンズ交通への導入を皮切りに、1952年まで5,000両近くが生産されるPCCカーの量産が始まった。

## 構造

### 車体・車内
アメリカやカナダ、メキシコへ向けて製造されたPCCカーは全て1両で運転可能な単車で、連接車は新造された時点では存在しなかった。ただしボストンやフィラデルフィア、トロントなど一部の都市では連結器が装備され、複数の車両を繋いだ総括制御運転が実施されていた。車体の製造はアメリカ向けの車両はセントルイス・カー・カンパニーとプルマン・スタンダードが、カナダ向けの車両はカナダ政府の意向により国内企業のカナディアン・カー・アンド・ファウンドリーが実施した。
車体は全溶接式の高張力鋼で作られ、従来の車両と比べ大幅な軽量化が実現した。車体デザインには設計当時世界的な流行であった流線形を取り入れており、運転台側には細い桟で区切られて後傾した2枚窓が設置された。また、一部を除いて機器の冷却に用いられた後の温かい空気を用いる床下暖房が搭載され、軽量車体と共に消費電力の削減が図られた。
各都市の需要に応じて様々な形態の車両が製造され、北アメリカにおいて主流であった標準軌（1,435 mm）だけではなく狭軌（1,067 mm）から広軌（1,638 mm）まで多様な軌間に対応した。その中で、車体の形態については運転台や乗降扉が片側にのみ存在する片運転台車両と、両側に存在する両運転台車両の2種類に大別出来る。

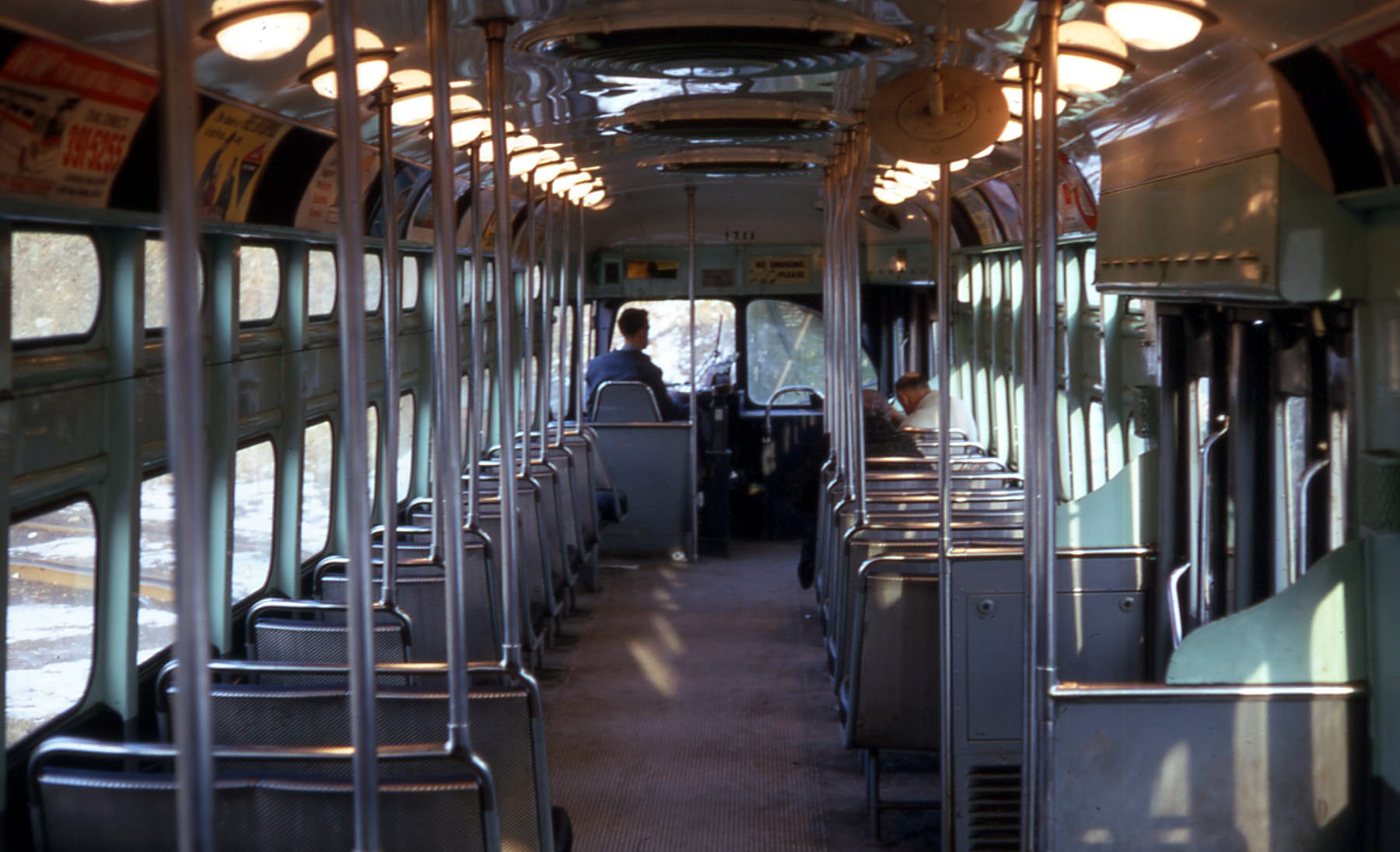
車内（ピッツバーグ）
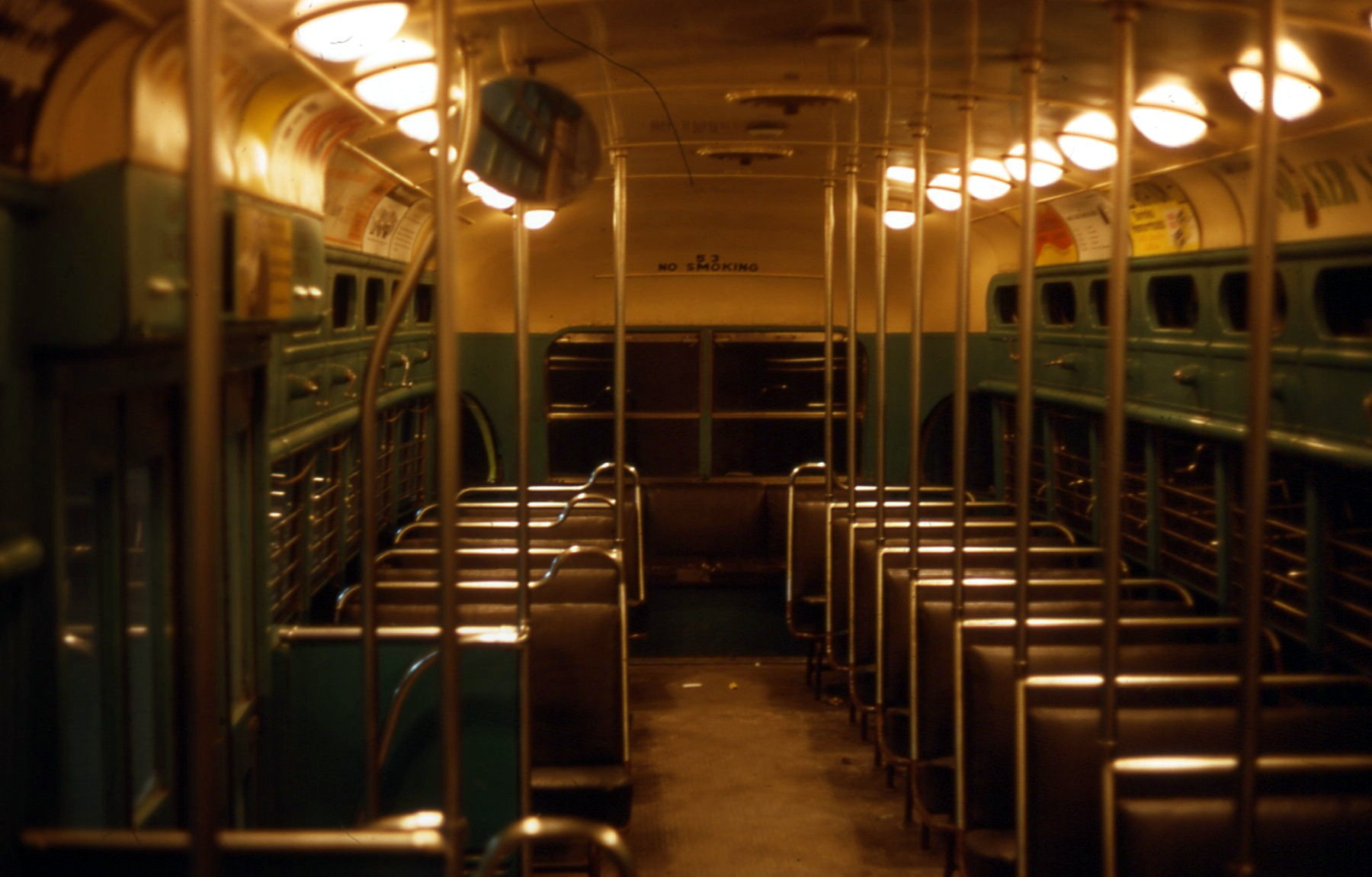
車内（クリーヴランド）
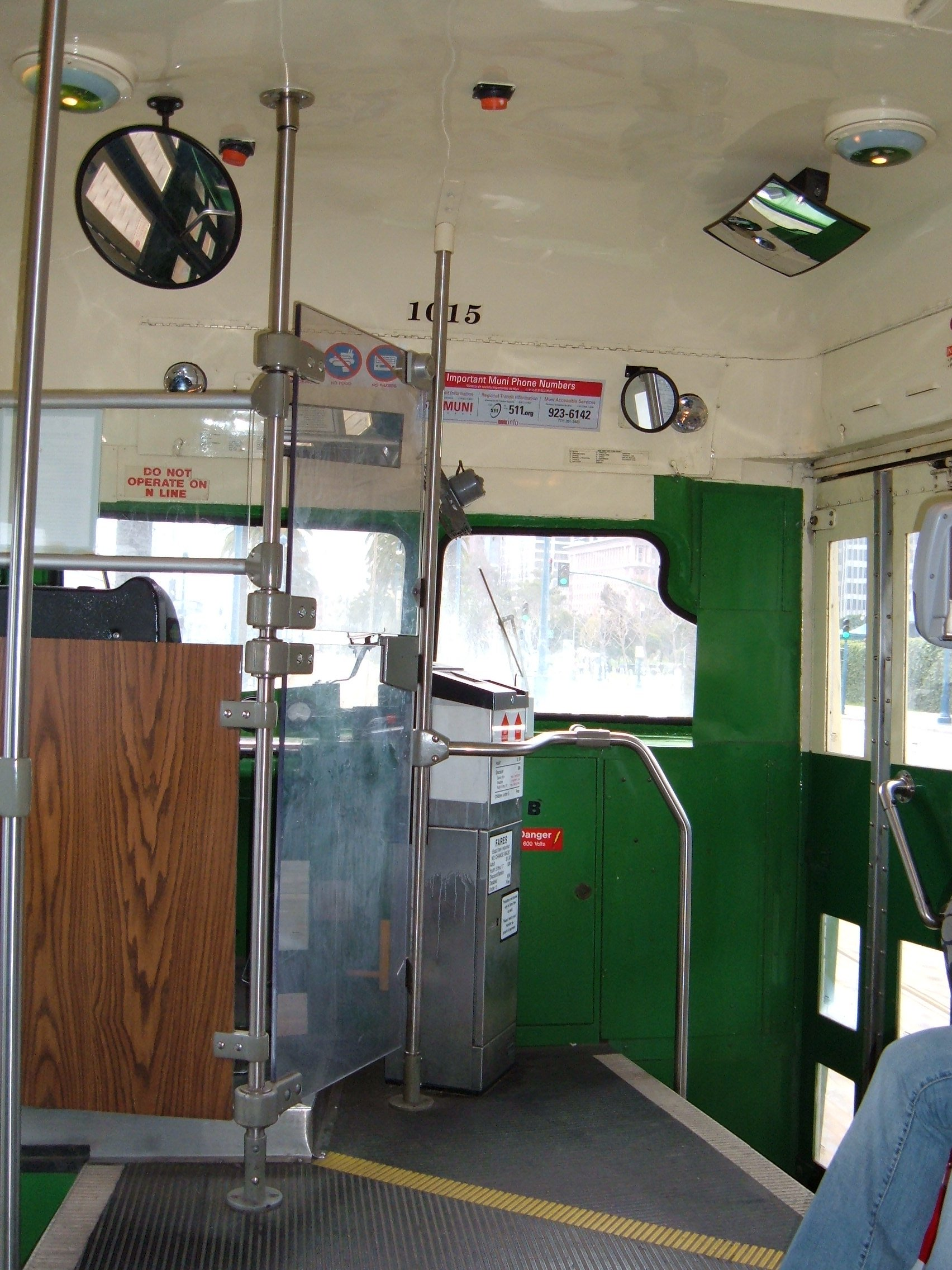
運転台・乗降扉付近（サンフランシスコ）

#### 片運転台

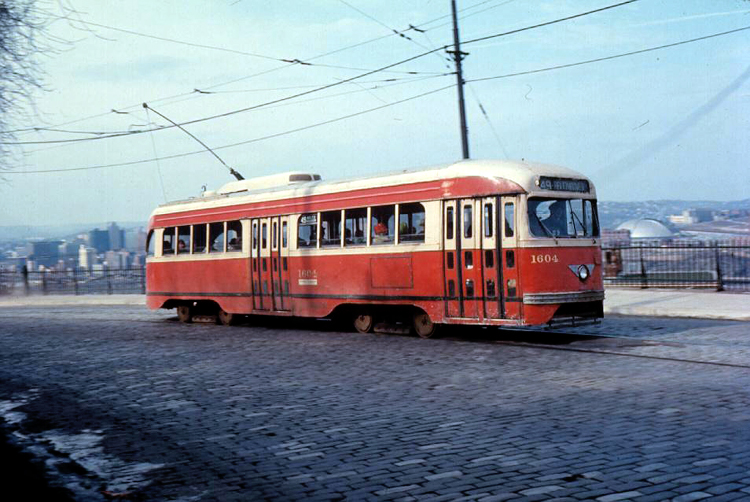
片運転台（戦前型、ピッツバーグ）

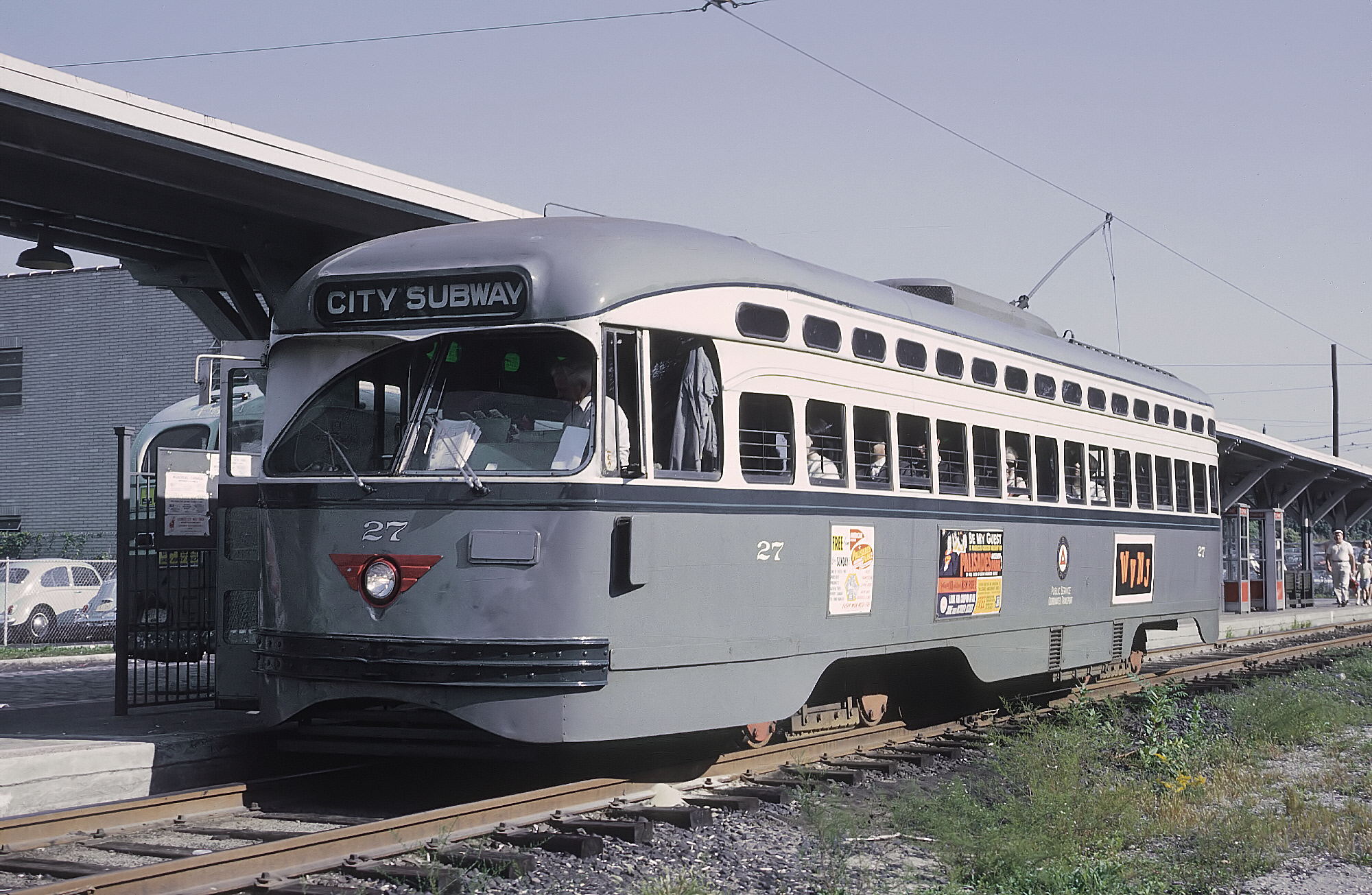
片運転台（戦後型、ニューアーク）

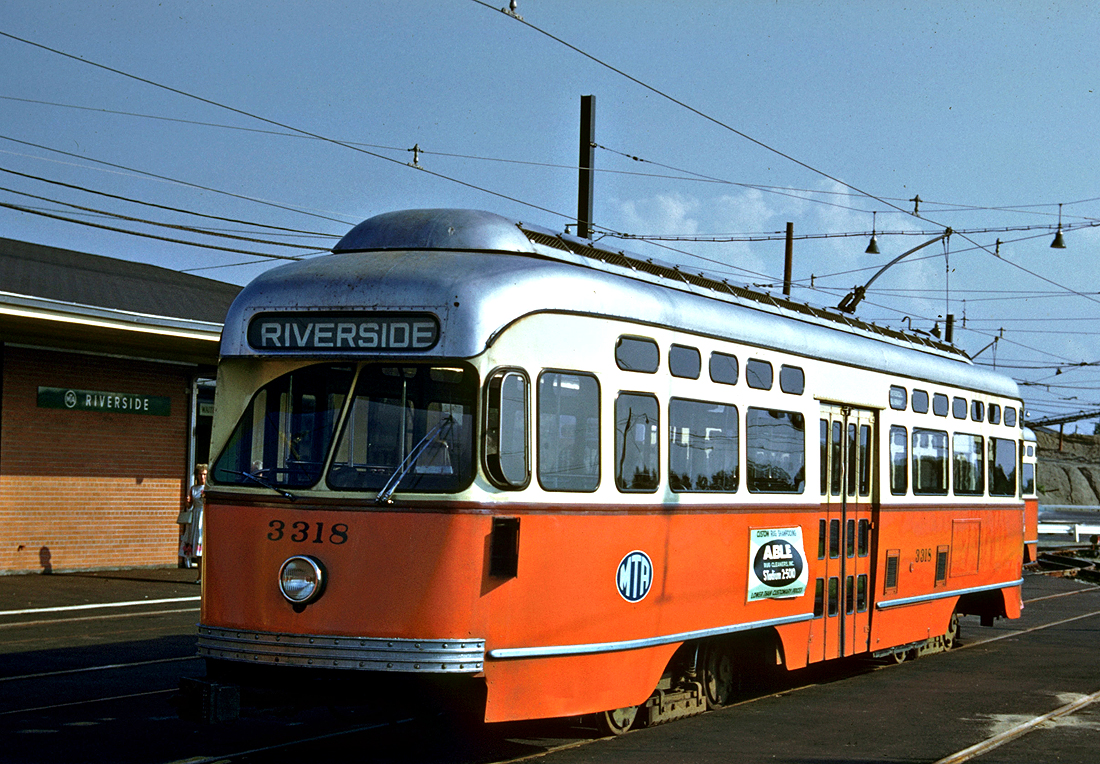
片運転台（"ピクチャー・ウィンドウ"、ボストン）

終端に折り返し用のループ線が存在する路線に適した形態。右側通行を導入しているアメリカやカナダの条件に合わせ、乗降扉は基本的に車体の右側の前方・中間のみに設置されているが、ボストンなど一部都市には左側にも存在する事例がある。長期に渡って製造されたため、製造年代や導入された都市によって様々な形態が誕生したが、第二次世界大戦前から戦時中の車両（戦前型）と戦後に製造された車両（戦後型）は主に以下のような違いがあり、特に戦後型で標準的に採用された、幕板部にHゴムで固定された立席窓（standee window）は日本ではバス窓とも呼ばれ、日本を始めPCCカー以外の鉄道車両やバス車体にも多数導入された。ただし戦前（1940年）の時点で戦後型の特徴を取り入れていたセントルイス、車体が長く扉も片側3箇所に設置されていたシカゴ、建設費用削減のため空調設備を省略したサンフランシスコ、そして1951年製車両に"ピクチャー・ウィンドウ"（Picture Window）と呼ばれる独特の窓配置を採用したボストンのような例外も多数存在する。

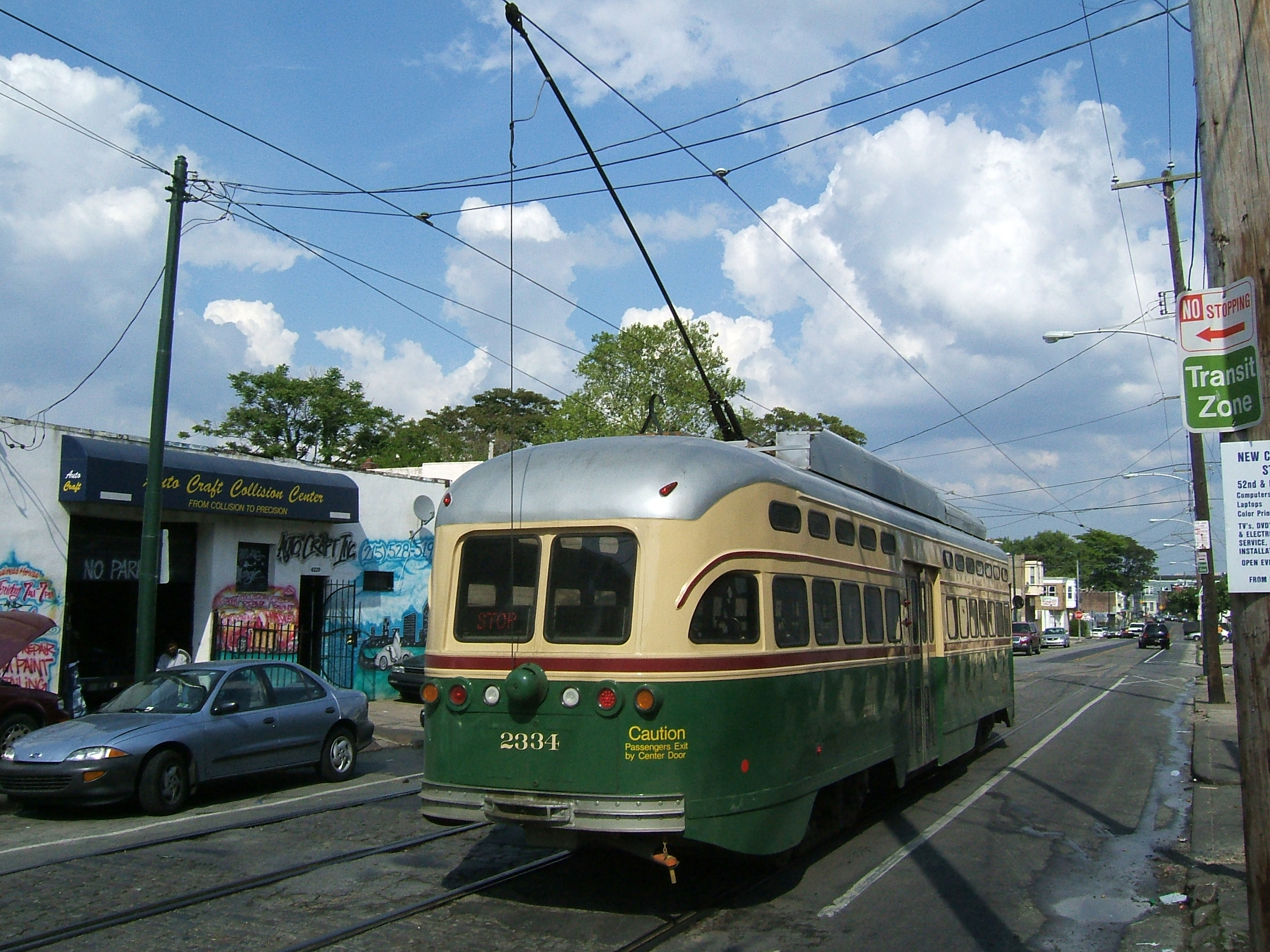
片運転台車両の後方（南東ペンシルベニア交通局）
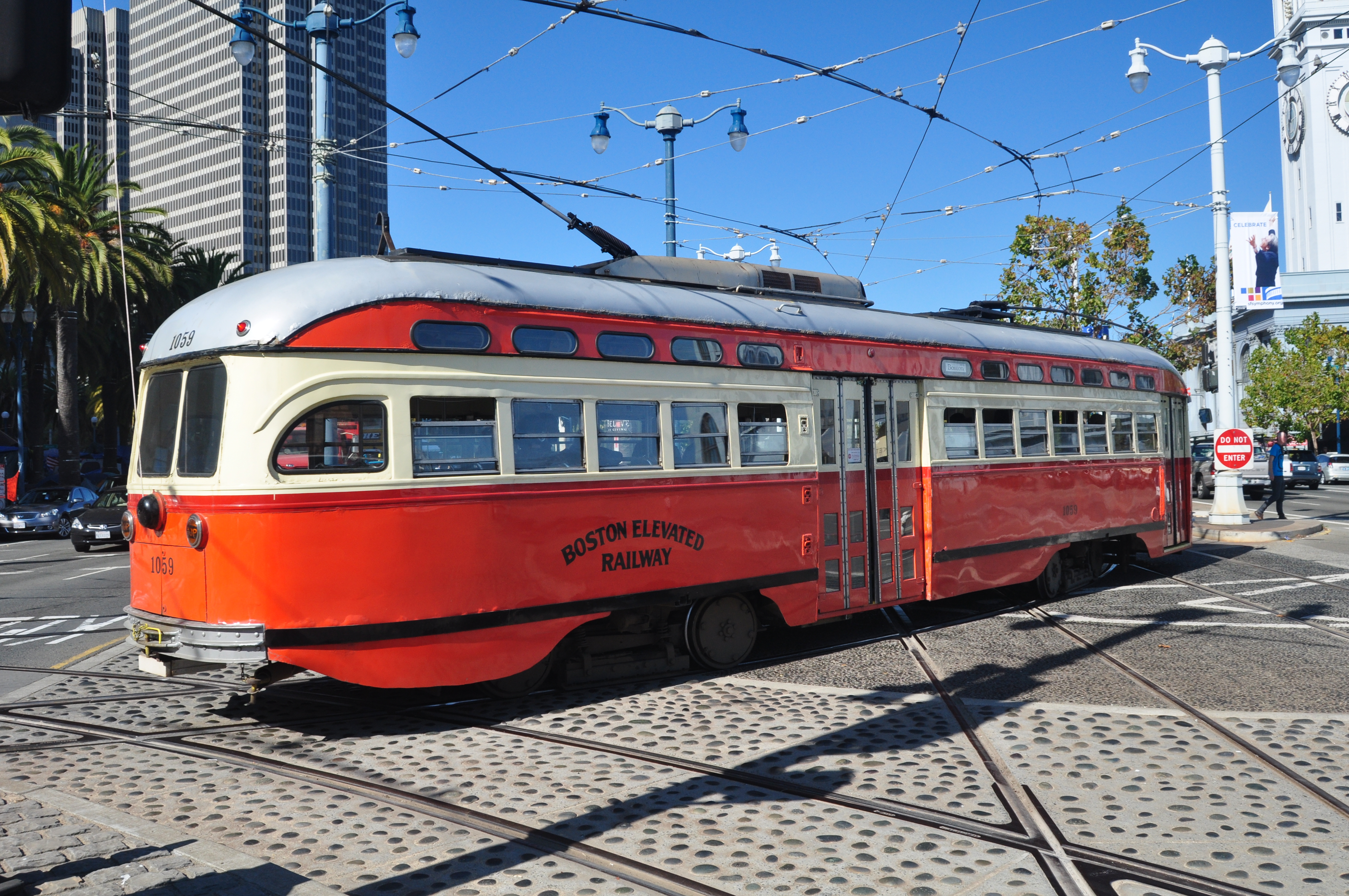
片運転台車両の後方（サンフランシスコ市営鉄道）

|                                                | 戦前型       | 戦後型                        |
| ---------------------------------------------- | ------------ | ----------------------------- |
| 前面窓の傾斜角                                 | 小さい       | 大きい                        |
| 側面窓の形状                                   | 1段窓        | 2段窓(バス窓)                 |
| ドラムブレーキ 制御装置 自動扉、ワイパーの動力 | 空圧式       | 電気式                        |
| 強制換気装置                                   | 無           | 有                            |
| 台車                                           | クラーク B-2 | セントルイス B-3 (1947年以降) |

#### 両運転台

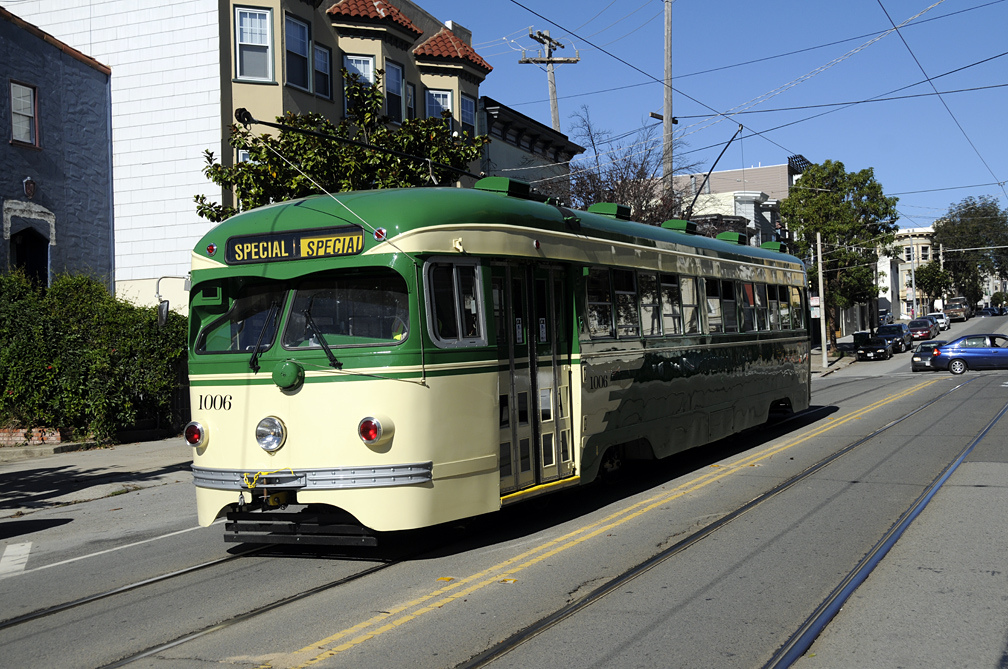
両運転台（サンフランシスコ）

終端にループ線が存在しない路線に適した形態で、運転台は車体の前後に設置され、両エンドに前照灯と尾灯を備える。乗降扉は車体の両側面に前後2箇所ずつ設置されているのが基本だが、パシフィック電鉄に導入された車両は車体の前方・中間に設置されていた。側面窓は1段式で、戦後に製造された車両でもバス窓は採用されていない。車体長は片運転台車両よりも長い15.4 m（50 ft 5 in）級が基本であったが、ダラスに導入された車両は14.3 m（47 ft）と片運転台車両とほぼ同じ長さであった。

### 運転台

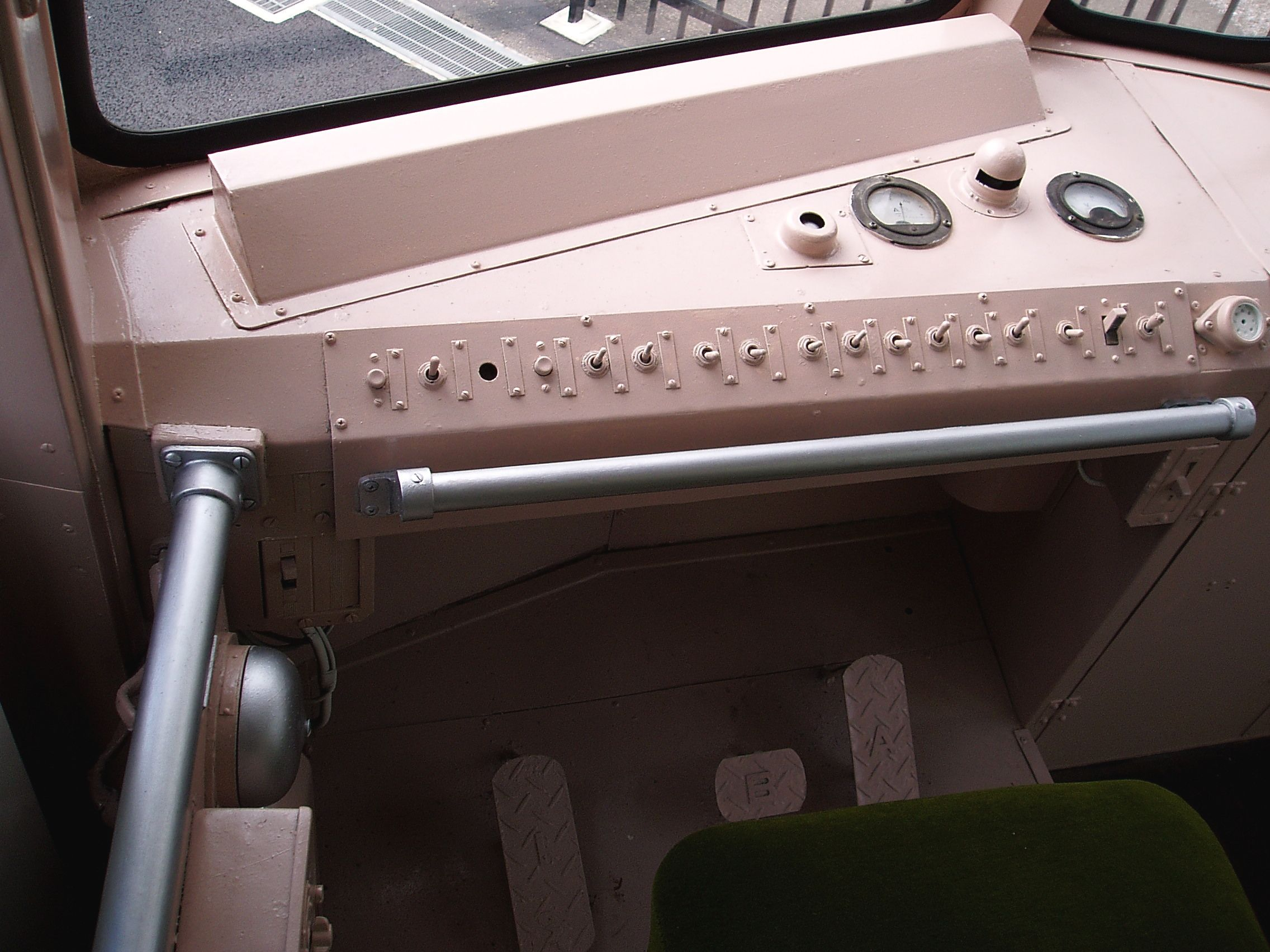
PCCカーのライセンス契約に基づいて製造された都電5500形の運転台

後述の通り制動装置に電気ブレーキが採用され、複雑な主幹制御器やブレーキバルブの操作が不要になった事で運転台の形状が見直され、運転士による速度制御装置には自動車を基にしたペダルが導入された。足元に加速（アクセラレーター）、減速（ブレーキ）、デッドマン装置の役割を持つ3個のペダルが置かれ、運転台卓（コンソール）には各種スイッチや運転時に掴む握り棒のみが設置された。運転士の手が空いた事は、ワンマン運転導入時の客扱いなどの業務でも大きな利点となった。運転台にはクッションや背もたれを有する椅子も設置されており、こちらも運転士の居住環境の向上に繋がった。

### 台車

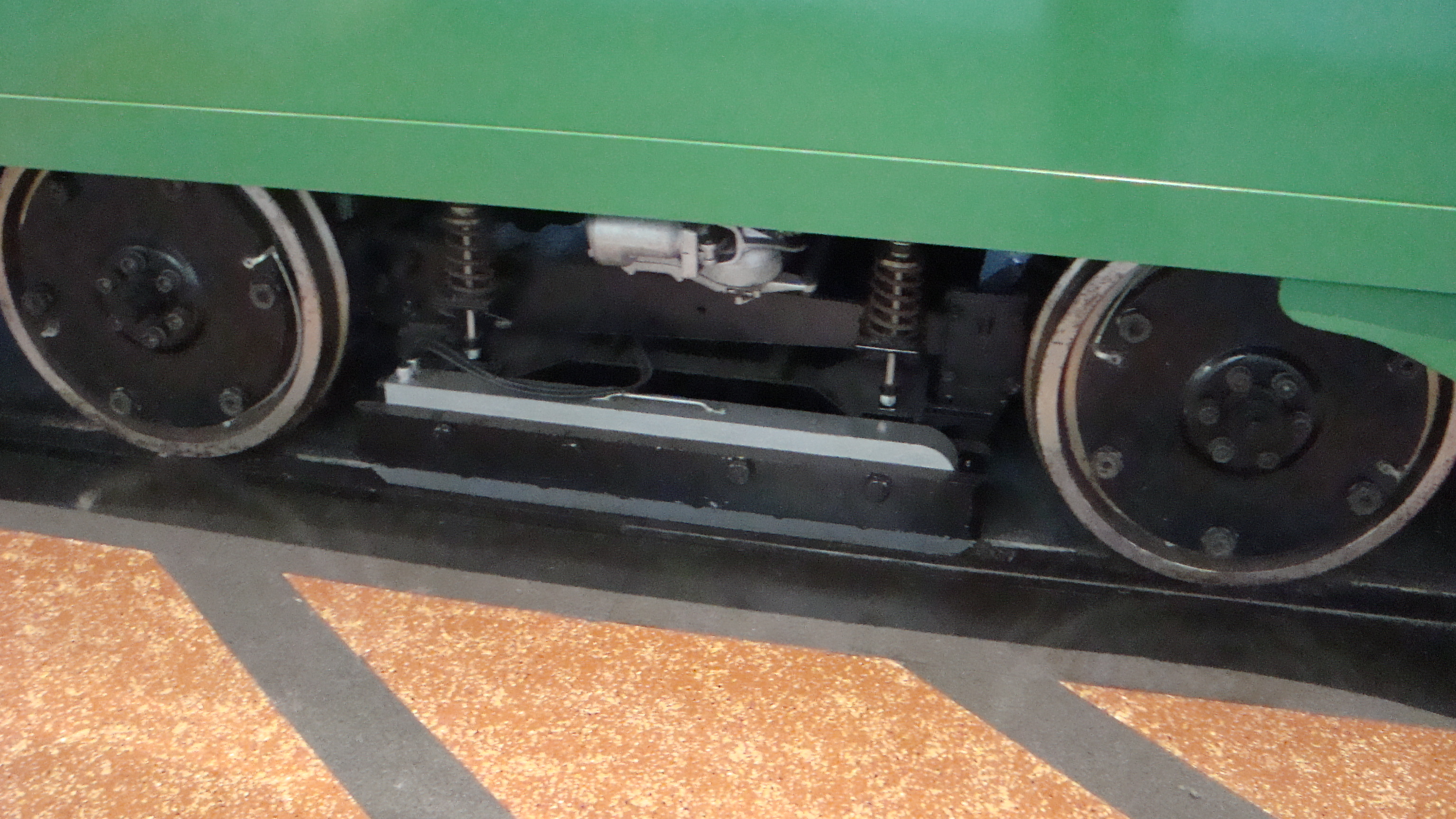
PCCカーの弾性車輪（フィラデルフィア）

PCCカーの設計において重視された要素の1つが騒音や振動の軽減だった。特に騒音については台車が主な発生源になっていた事から、車輪の外側（タイヤ部分）と内側（輪心）の間に防振ゴムを挟み、ボルトや押さえ金で固定する弾性車輪が導入される事となった。これにより騒音が大幅に減少し、世界各国の鉄道車両にこの車輪が多数採用されるきっかけとなった。
弾性車輪を用いたPCCカーのボギー台車は、主に以下の種類が採用された。双方とも電動機を搭載した動力台車で、製造は重量が増加する一体鋳造製ではなく組み立て式によって行われた。
- B-2形 - クラーク（英語版）が開発・製造した初期の台車。車軸より高い位置にチューブ状の台車枠が設置され、軸受をゴムで支持する事で上下の振動を抑制する構造であった。価格も安価であり、それまでPCCカーのに難色を示していた多くの鉄道事業者がこの台車の発表がきっかけで導入に名乗りを上げるほどだった。ただし状態が悪い専用軌道では追従性に乏しく、車軸が水平方向に振動し脱線を引き起こす要因となったため、後年には次に述べるB-3形と同様の構造に改良された台車も導入された[37][38][39]。
- B-3形 - B-2形で生じた課題を基に、セントルイス・カー・カンパニーが1947年から導入した台車。台車枠の形状が矩形断面に改められ、車軸が設置されている貫通部のうち2箇所で軸受が上下に動く構造になり、条件が悪い線路でも安定した走行が可能となった。この形態の台車はPCCカーの製造終了後もアメリカで製造された大型電車に多数導入されたが、これらは高速運転に適した鋳造製を採用した[37][40]。

### 主電動機・駆動方式
ボギー台車に2基ずつ設置されているPCCカーの主電動機はゼネラル・エレクトリック（GE）とウェスチングハウス・エレクトリック（WH）によって製造された。両社とも複数の種類を開発したが、基本的に出力55 hp (41.0 kW)・電圧300 Vと言う性能で統一され、PCCカーの出力は220 hp (164.1 kW)であった。ただし戦後フィラデルフィアの郊外路線に導入されたPCCカーは高速運転を行うため、出力75 hp (55.9 kW)の主電動機を用いた。これらの主電動機は各台車ごとに直列接続されており、直並列組合せ制御と比べ消費電力が多いという欠点を有していた一方、多段制御による高加減速が可能となった。
線路と主電動機から車軸への動力伝達は、2箇所に自在継手を設置したカルダン軸と、車軸とカルダン軸の接点に設置された傘歯車によって行われる直角カルダン駆動方式が導入された。傘歯車にはグリーソンが開発・製造する、振動や騒音を抑制する効果を持つハイポイドギアが用いられた。

### 制御装置

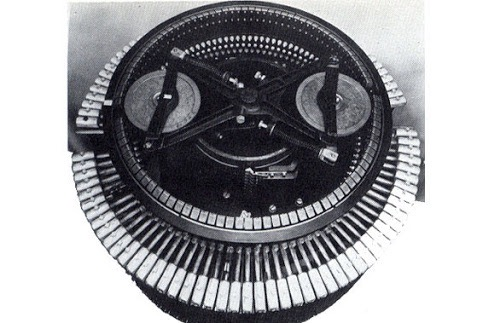
WHのPCCカー用多接点ドラム形加速器

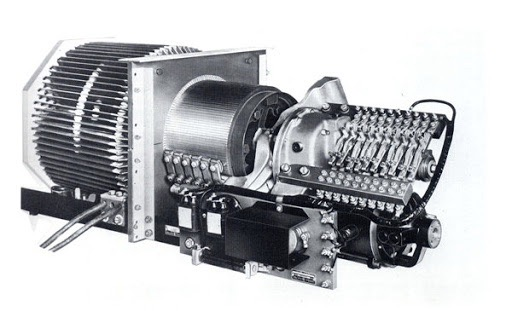
GEのPCCカー用全電気式整流子形加速器

制御装置は従来の車両と同様に抵抗制御方式が導入されたが、スムーズな加速や減速を実現させるため、抵抗段数は従来の10 - 20段から大幅に増やされた。そのため抵抗器のタップが円形に配置され、中心部から伸びた回転式の接触器によって抵抗の増減を行う構造が用いられており、その機構から"加速器"（アクセラレーター）とも呼ばれた。電動機と同様にGEとWHによって製造されたが、その形状や段数は製造メーカーによって異なっていた。
- ウェスチングハウス・エレクトリック（WH） - 制御装置は線路と垂直に配置され、電気動作によりローラーを持つ腕が接点に接触する構造だった。段数は力行82段、制動61段であった。
- ゼネラル・エレクトリック（GE） - 制御装置は線路と平行に配置され、周囲にリボン型抵抗器を円形に配置した整流子形スイッチを採用した。当初はGEのPCMや芝浦・東芝のPA・PBなどの電空油圧カム軸接触器と同様のエアーオイルオーバーエンジン（電空油圧差動）によって稼働したが、構造が複雑になった事で1941年頃にパイロットモーターを用いた電気式差動に変更された。段数は加速減速とも136段であった。1951年には全面改良され、リボン抵抗器を制御切替用カム軸と抵抗短絡用カム軸で挟み込み一つの筐体に纏めたパッケージタイプのMCMコントローラーに進化し、制御段数は力行28段、制動32段となった。

### 制動装置
制動装置として、ブレーキシューの不使用によるきしり音の抑制と保守の簡素化などの利点を持つ電気ブレーキ（発電ブレーキ）が導入され、発生した熱を用いた暖房装置も設置された。電気ブレーキの効果が小さくなる停止直前には、初期の車両は旧来の路面電車と同様に圧縮空気を用いた空気ブレーキが使われたが、これも密閉されたドラムブレーキとなり、乗降扉の開閉やワイパーの可動にも圧縮空気が使われた。だが、空気ブレーキを使用した際に生じる制輪子の摩擦熱は車輪のゴム部分の劣化に繋がるため、1940年に製造された車両からは熱を伝えない電気式ドラムブレーキが用いられるようになり、1946年製以降の車両からは電気式が標準となった。これに伴い、乗降扉やワイパーの可動、前述した制御装置の駆動についても電気式に改められた。これらの仕様の違いから、空気式車両を"エアー・エレクトリック"（Air-Electric）もしくは"エア・カー"、電気式車両を"オール・エレクトリック"（All-Electric）と呼び、区別する場合がある。他にも非常用として電磁吸着ブレーキが搭載されている。

## 運用

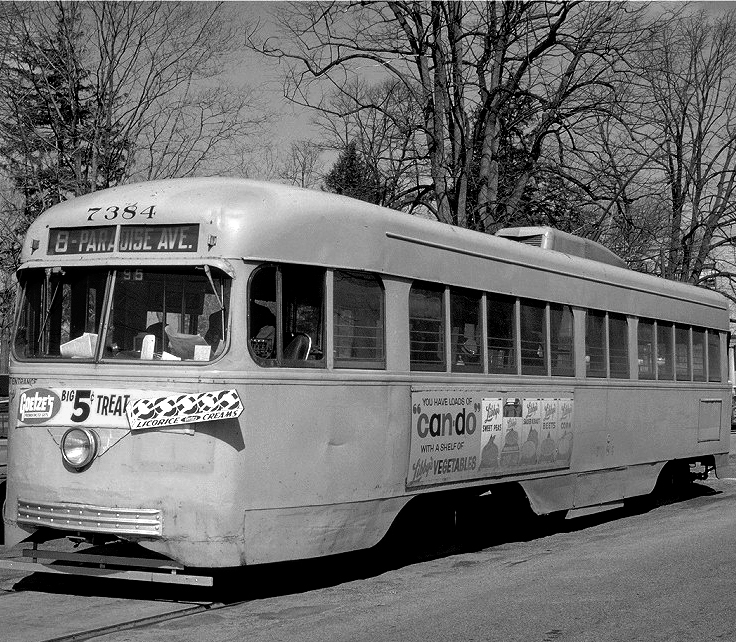
ボルチモアの路面電車に導入されたPCCカー

1936年にPCCカー最初の量産車が営業運転を開始したのは、ニューヨークに路線網を有し、開発においても車両や実験線の提供など多大な貢献をしたブルックリン・アンド・クイーンズ交通であった。同年にはピッツバーグでも営業運転に投入され、ボルチモア、シカゴも最初期にPCCカーが登場した都市となった。
世界恐慌後の暗い世相の中、流線形の斬新なデザインに加え高加減速、騒音抑制などの高い性能を誇るPCCカーは各都市の市民から絶大な人気を得て、ボルチモアでは試運転の段階で多数の住民が集まりパレードのような状況になったほか、シカゴでは開業初日だけで50万人以上が詰めかけるお祭り騒ぎとなった。企業側にも収入増加ばかりではなく、車両の高速化による必要車両数の減少などコスト削減の効果がもたらされた。PCCカーの登場により、北アメリカの路面電車の寿命は少なくとも15年程延びたと評されている。

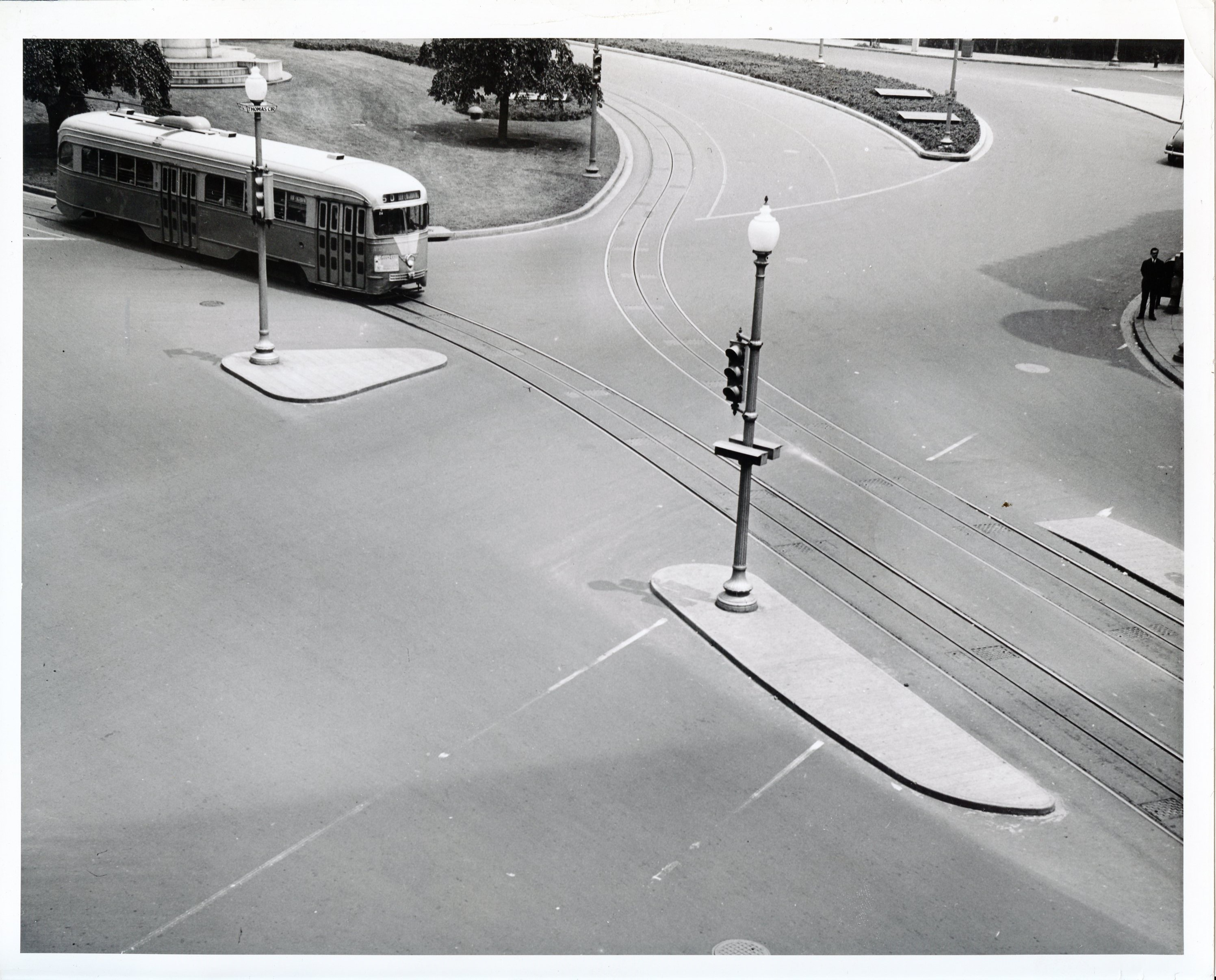
ワシントンD.C.のPCCカーは暗渠集電方式にも対応していた

前述の通り、PCCカーの基本仕様は軌間1,435 mm（標準軌）に対応した片運転台式であったが、ボルチモア（1,638 mm）、フィラデルフィア（1,581 mm）、シンシナティ（1,588 mm）、トロント（1,495 mm）などの広軌、ロサンゼルス鉄道（1,067 mm）のような狭軌の路面電車にも投入された他、サンフランシスコやフィラデルフィアなど両運転台式の車両も多数製造された。更にパシフィック電鉄や戦後のイリノイ・ターミナル鉄道のように、路面電車（ストリートカー）ではないインターアーバン路線に導入される例も現れた。一方でオークランドのキー・システムやサンフランシスコのマーケット・ストリート鉄道のように様々な事情でPCCカーの導入が実現しなかった鉄道事業者も存在したほか、ルイビルのルイビル鉄道では、第二次世界大戦後の1947年に発注した25両を車両製造後にキャンセルする事態が起きている。

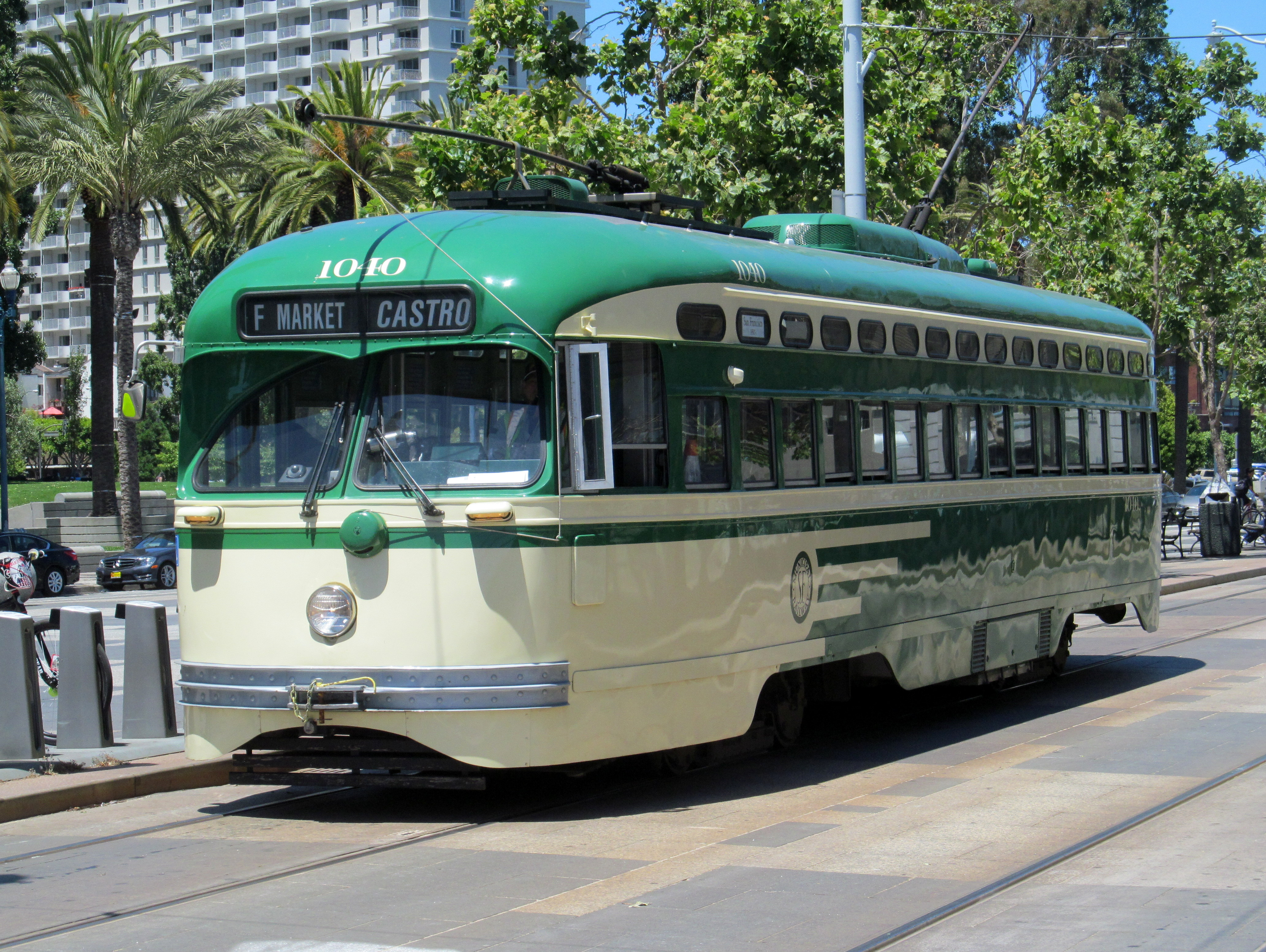
最後の新製PCCカーであるサンフランシスコ市営鉄道1040

第二次世界大戦中は戦時体制に入った影響で一時的に製造数が減少したが、終戦後は大量生産が再開され、全電気式・バス窓の"オール・エレクトリック"を主体として北アメリカ各地への導入が行われた。特にシカゴの路面電車網であるシカゴ・サーフェス・ラインは戦前・戦後通して683両ものPCCカーが導入され、最大の新製車両発注元となった。だが更なるモータリーゼーションの進展により路面電車の廃止が相次ぎ、需要が減少の一途を辿った事に加え、PCCカー自体の製造コストも高騰し、戦前は15,000ドルだったものが、サンフランシスコ市営鉄道が1951年から導入された車両は空調装置の撤去などコスト削減を務めたにもかかわらず1両あたり37,751ドルに膨れ上がった。そして、1952年に同社が購入したセントルイス・カー・カンパニー製の車両（1040）を最後に、5,000両近く作られたPCCカーの製造は終了した。

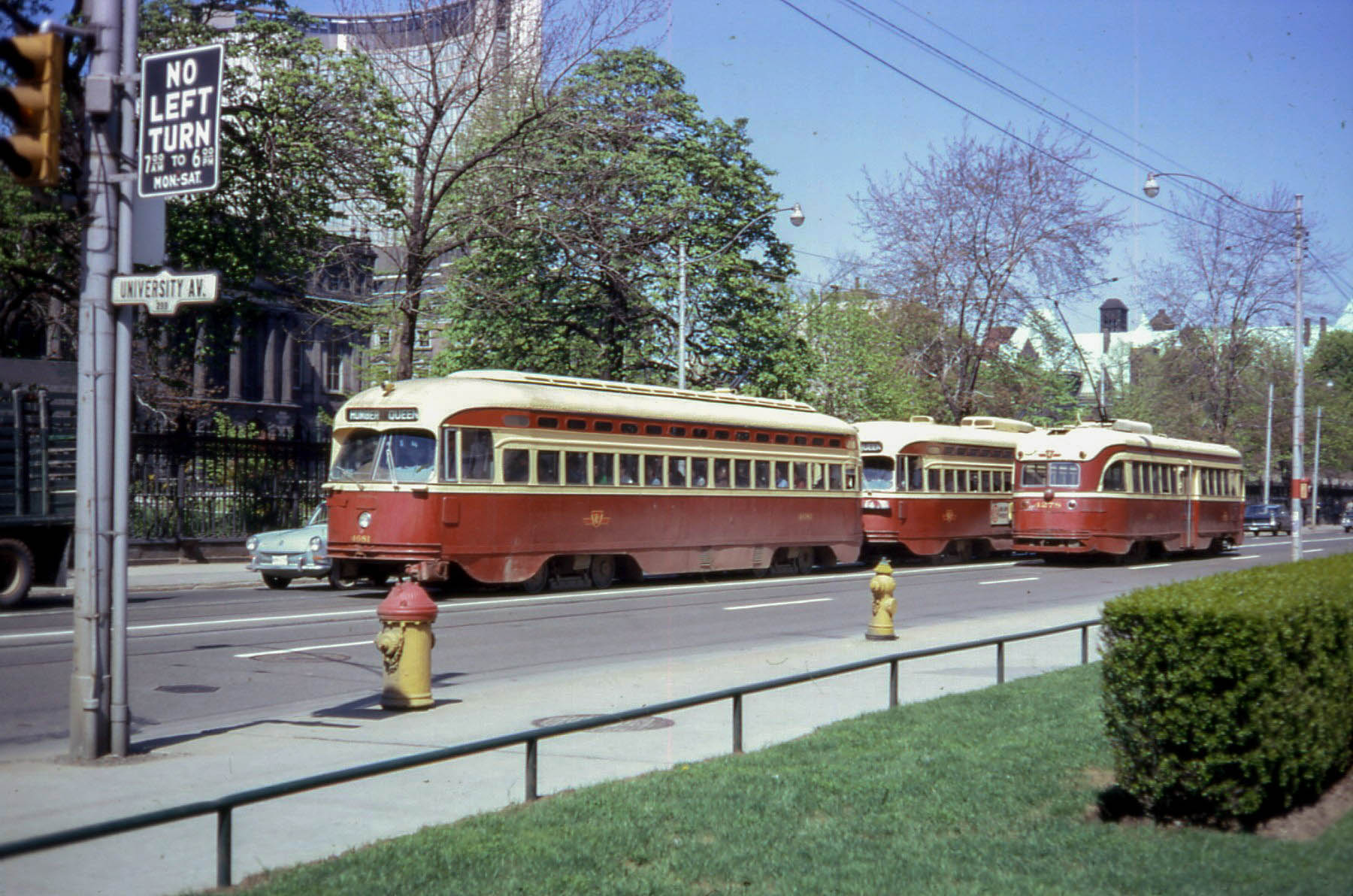
トロント市電ではPCCカーの連結運転も実施された

これ以降、アメリカ合衆国やカナダなど北アメリカにおける路面電車製造は長期に渡って途絶える事となり、1950年代から1970年代にかけて廃止された路面電車のPCCカーが残存する路面電車路線へ譲渡される事例が多数生じた。その中で500両以上の新製車両に加え200両以上の譲渡を受けたカナダのトロント市電は、計765両というPCCカーの最多導入数を記録した。また、一部の車両はスペイン、エジプト、ユーゴスラビア（現：ボスニア・ヘルツェゴビナ）といった北アメリカ以外の地域へ譲渡され、世界各地の路面電車の近代化に貢献した。だが1970年代以降、アメリカ合衆国のアメリカ標準型路面電車 (USSLRV)、カナダのCLRV等PCCカーの後継となる車両の量産が始まり、更に1980年代から各地の路面電車路線がライトレールへ高規格化されていった事を受け、老朽化が進んだPCCカーは次々に廃車されていった。

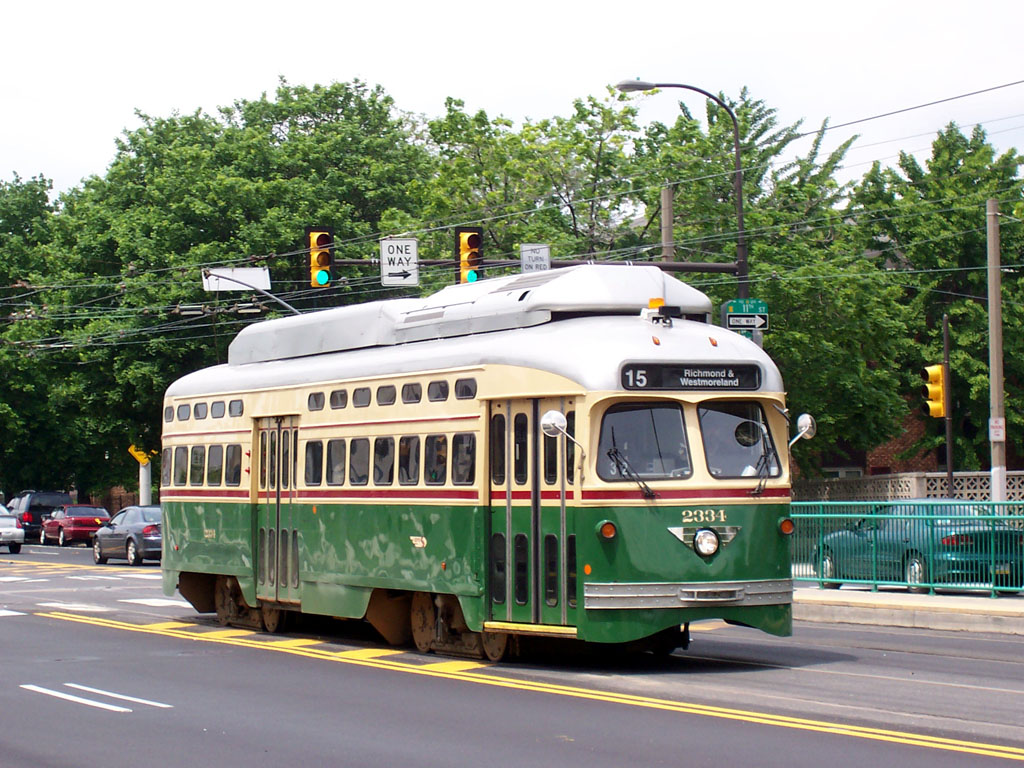
南東ペンシルベニア交通局（フィラデルフィア）では近代化工事を受けたPCCカーが活躍を続ける

その一方で、1995年のサンフランシスコ市営鉄道Fライン、2000年のケノーシャ・ストリートカーなど、歴史的価値が高いPCCカーを使用した保存路面電車が各地に開通している他、2005年に復活した南東ペンシルベニア交通局が2005年に営業運転を再開した15系統は、保存を兼ねた営業運転が実施されている。また、マサチューセッツ湾交通局のマタパン線は、1946年に導入されて以降2019年現在までPCCカーが継続して保存目的ではない営業運転に使用されている希少な路線である。これら2019年の時点で現役を維持するPCCカーの中にはペンシルベニア州のブルックビル・エクイップメント・コーポレーションで近代化工事を受け、空調装置やLED式方向幕の搭載、車椅子リフトの設置、電動機の誘導電動機への交換、wi-fiへの対応など、21世紀の路面電車での運行に適した仕様となった車両も存在する。

## 導入都市一覧
2019年の時点で、セントルイス・カー・カンパニー、プルマン・スタンダードおよびカナディアン・カー・アンド・ファウンドリーで製造されたPCCカーを導入した都市および鉄道事業者は以下の通りである。新造された車両を購入した都市に加え、これらを譲渡する形で導入した都市、ルイビル鉄道やバッファロー・メトロレールのように発注もしくは導入したものの営業運転に投入されなかった事業者も含む。また、「引退年」の欄に「現役」と記されている都市もしくは鉄道事業者は、2017年から2019年の時点で定期列車、もしくは臨時列車用にPCCカーを所有している事業者である。
| PCCカー 導入都市一覧                                                       | PCCカー 導入都市一覧    | PCCカー 導入都市一覧 | PCCカー 導入都市一覧 | PCCカー 導入都市一覧 | PCCカー 導入都市一覧 | PCCカー 導入都市一覧 | PCCカー 導入都市一覧 |
| 都市 （事業者）                                                            | 国                      | 導入車両数           | 導入車両数           | 導入車両数           | 登場年               | 引退年               | 備考 |
| 都市 （事業者）                                                            | 国                      | 新造                 | 譲受                 | 合計                 | 登場年               | 引退年               | 備考 |
| -------------------------------------------------------------------------- | ----------------------- | -------------------- | -------------------- | -------------------- | -------------------- | -------------------- | --- |
| トロント （トロント市電）                                                  | カナダ                  | 540                  | 225                  | 765                  | 1938                 | 現役                 | PCCカーの最多導入数 1995年に定期運用から引退、以降は臨時列車用として在籍                                                                                  |
| シカゴ （シカゴ・サーフェス・ライン）                                      | アメリカ合衆国          | 683                  | 0                    | 683                  | 1936                 | 1958                 | PCCカーの最多新造車両数 |
| ピッツバーグ                                                               | アメリカ合衆国          | 666                  | 0                    | 666                  | 1936                 | 1999                 | PCCカーの新造車両数第2位 |
| フィラデルフィア                                                           | アメリカ合衆国          | 470                  | 90                   | 560                  | 1938                 | 現役                 | 郊外系統向けの新造車14両は両運転台 15系統で定期運用あり、ただし2020年代以降に超低床電車への置き換えを検討                                                 |
| ワシントンD.C.                                                             | アメリカ合衆国          | 489                  | 0                    | 489                  | 1937                 | 1962                 | 暗渠集電方式に対応 |
| メキシコシティ （メキシコシティ市電）                                      | メキシコ                | 1                    | 390                  | 391                  | 1947                 | 1984                 | 一部車両の部品は1986年に開通したライトレール用の連接式電車へ流用                                                                                          |
| ボストン                                                                   | アメリカ合衆国          | 321                  | 25                   | 346                  | 1937                 | 現役                 | 譲渡車両(25両)は両運転台 2019年現在はマタパン線で使用、ただし2020年代以降に置き換え計画あり                                                               |
| セントルイス                                                               | アメリカ合衆国          | 300                  | 0                    | 300                  | 1940                 | 1966                 | [ 78 ] |
| ボルチモア                                                                 | アメリカ合衆国          | 275                  | 0                    | 275                  | 1936                 | 1963                 | [ 79 ] |
| デトロイト                                                                 | アメリカ合衆国          | 186                  | 0                    | 186                  | 1945                 | 1956                 | [ 80 ] |
| カンザスシティ                                                             | アメリカ合衆国          | 184                  | 0                    | 184                  | 1941                 | 1957                 | 廃車後、一部車両の部品はブリュッセル首都圏交通T7000形電車（3次車）へ流用                                                                                  |
| ロサンゼルス （ロサンゼルス鉄道）                                          | アメリカ合衆国          | 165                  | 0                    | 165                  | 1937                 | 1963                 | →「 ロサンゼルス鉄道P形電車 」も参照 [ 83 ] |
| カイロ （カイロ市電）                                                      | エジプト                | 0                    | ≦165                 | ≦165                 | 1965                 | 1981                 | ロサンゼルス鉄道から譲渡 正確な譲渡両数は不明 |
| ミネアポリス セントポール （ツインシティ高速交通）                         | アメリカ合衆国          | 141                  | 0                    | 141                  | 1945                 | 1953                 | [ 85 ] |
| アレクサンドリア （アレクサンドリア市電）                                  | エジプト                | 140                  | 0                    | 140                  | 1966                 | 1984                 | トロント市電からの譲渡車両 実際に営業運転に使用されたのは127両                                                                                            |
| サンフランシスコ （サンフランシスコ市営鉄道）                              | アメリカ合衆国          | 40                   | 80                   | 120                  | 1948                 | 現役                 | 新造車両のうち10両は両運転台 |
| バルセロナ                                                                 | スペイン                | 0                    | 101                  | 101                  | 1962                 | 1971                 | [ 75 ] |
| ブルックリン （ブルックリン・アンド・クイーンズ交通）                      | アメリカ合衆国          | 100                  | 0                    | 100                  | 1936                 | 1956                 | PCCカー最初の営業開始都市 |
| クリーブランド                                                             | アメリカ合衆国          | 50                   | 25                   | 75                   | 1946                 | 1952                 | [ 88 ] |
| サラエヴォ (サラエヴォ市電)                                                | ユーゴスラビア          | 0                    | 71                   | 71                   | 1958                 | 現役                 | 一部車両は2車体連接車に改造 2017年現在1両が残存 |
| クリーブランド シェーカーハイツ                                            | アメリカ合衆国          | 25                   | 43                   | 68                   | 1947                 | 1981                 | [ 89 ] |
| シンシナティ                                                               | アメリカ合衆国          | 26                   | 75                   | 51                   | 1939                 | 1951                 | [ 90 ] |
| バーミングハム                                                             | アメリカ合衆国          | 48                   | 0                    | 48                   | 1947                 | 1953                 | [ 91 ] |
| タンピコ                                                                   | メキシコ                | 0                    | 43                   | 43                   | 1957                 | 1974                 | [ 92 ] |
| バンクーバー                                                               | カナダ                  | 36                   | 0                    | 36                   | 1938                 | 1955                 | [ 68 ] |
| ロサンゼルス （パシフィック電鉄）                                          | アメリカ合衆国          | 30                   | 0                    | 30                   | 1940                 | 1955                 | 両運転台、廃車後は全車アルゼンチンへ譲渡 |
| ブエノスアイレス （ウルキサ線）                                            | アルゼンチン            | 0                    | 30                   | 30                   | 1959                 | 1962                 | パシフィック電鉄から譲渡、第三軌条方式への対応工事を実施                                                                                                  |
| ニューアーク                                                               | アメリカ合衆国          | 0                    | 30                   | 30                   | 1954                 | 2001                 | ツインシティ高速交通からの譲渡車両 |
| サンディエゴ （サンディエゴ電鉄）                                          | アメリカ合衆国          | 28                   | 0                    | 28                   | 1937                 | 1949                 | 廃車後は22両がエルパソ/シウダー・フアレス市電へ譲渡 |
| ダラス （ダラス・レールウェイ＆ターミナル会社）                            | アメリカ合衆国          | 25                   | 0                    | 25                   | 1945                 | 1956                 | 両運転台 廃車後は全車ともマサチューセッツ湾交通局へ譲渡                                                                                                   |
| ルイビル （ルイビル鉄道）                                                  | アメリカ合衆国          | 25                   | 0                    | 25                   | －                   | －                   | 製造後に注文がキャンセルされたため導入される事はなかった 車両は大クリーブランド地域交通局によって購入                                                     |
| マリア・エレーナ トコピジャ （チリ鉱業化学会社トコピジャ・アル・トコ鉄道） | チリ                    | 0                    | 22                   | 22                   | 1965                 | 1975                 | 両都市ともにトコピジャ県 ロサンゼルス鉄道からP形電車を譲渡 22両中20両をチリ硝石鉱山の鉱夫輸送に使用、残り2両は部品取りとして解体 引退後は鉱夫の住居に転用 |
| エルパソ シウダー・フアレス （エルパソ/シウダー・フアレス市電）            | アメリカ合衆国 メキシコ | 0                    | 20                   | 20                   | 1947                 | 1974                 | サンディエゴ電鉄からの譲渡車両 シウダー・フアレス側の路線は1973年に廃止                                                                                   |
| モントリオール                                                             | カナダ                  | 18                   | 0                    | 18                   | 1944                 | 1959                 | [ 6 ] [ 68 ] |
| ジョンズタウン （ジョンズタウン市街鉄道）                                  | アメリカ合衆国          | 17                   | 0                    | 17                   | 1949                 | 1961                 | 廃車後の部品はブリュッセル首都圏交通T7000形電車（4次車）へ流用                                                                                            |
| バッファロー （バッファロー・メトロレール）                                | アメリカ合衆国          | 0                    | 12                   | 12                   | －                   | －                   | 計画変更により営業運転には使用されなかった |
| セントルイス （イリノイ・ターミナル鉄道）                                  | アメリカ合衆国          | 8                    | 0                    | 8                    | 1949                 | 1958                 | 両運転台、区間運転に使用 |
| フォートワース （タンディ・センター地下鉄）                                | アメリカ合衆国          | 0                    | 7                    | 7                    | 1963                 | 2002                 | ワシントンD.C.の路面電車からの譲渡車両 1970年代後半以降車体更新を実施                                                                                     |
| ケノーシャ （ケノーシャ・ストリートカー）                                  | アメリカ合衆国          | 0                    | 7                    | 7                    | 2000                 | 現役                 | 元：トロント市電(6両)および南東ペンシルベニア交通局(1両)の車両                                                                                            |
| エルパソ （エルパソ・ストリートカー）                                      | アメリカ合衆国          | 0                    | 6                    | 6                    | 2018                 | 現役                 | 1974年まで使用され廃車後も保管されていた車両を近代化工事の上で導入                                                                                        |
| サンディエゴ （サンディエゴ・トロリー）                                    | アメリカ合衆国          | 0                    | 2                    | 2                    | 2011                 | 現役                 | 2019年現在2両が運行 |
| ダラス （M-Line）                                                          | アメリカ合衆国          | 0                    | 1                    | 1                    | 2003                 | 2010                 | タンディ・センター地下鉄からの譲渡車両 |
| ダラス （M-Line）                                                          | アメリカ合衆国          | 0                    | 1                    | 1                    | 2019                 | 現役                 | 1995年にトロント市電から2両を譲渡、そのうち1両が2019年に現役復帰                                                                                          |
| （ヴィシナル）                                                             | ベルギー                | 1                    | 0                    | 1                    | 1947                 | 1953                 | 試作車1両のみ輸出 |

## ギャラリー

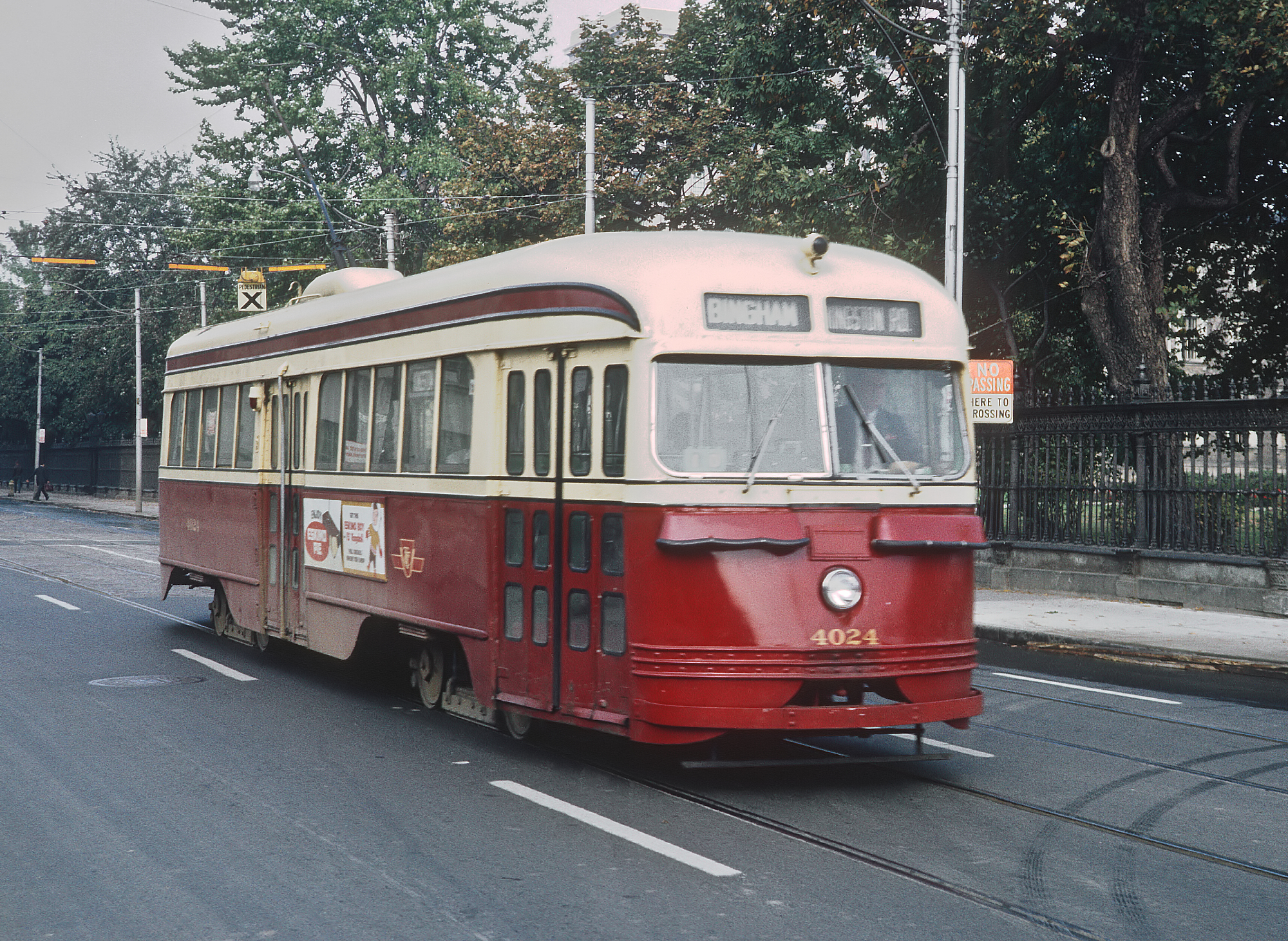
トロント （トロント市電）
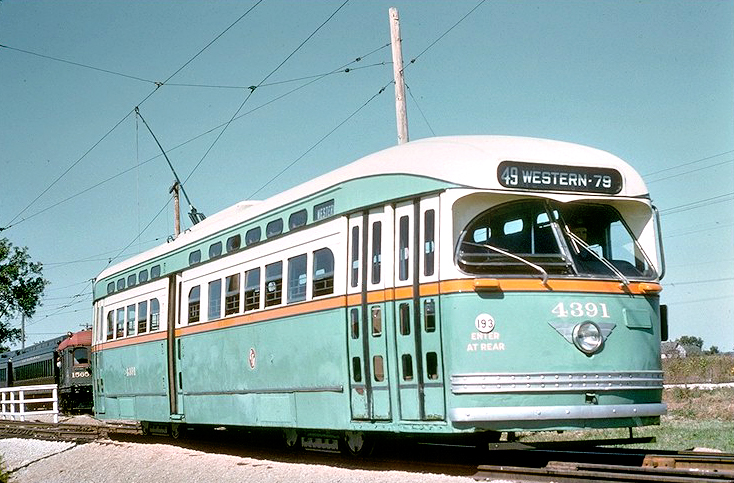
シカゴ （シカゴ・サーフェス・ライン）
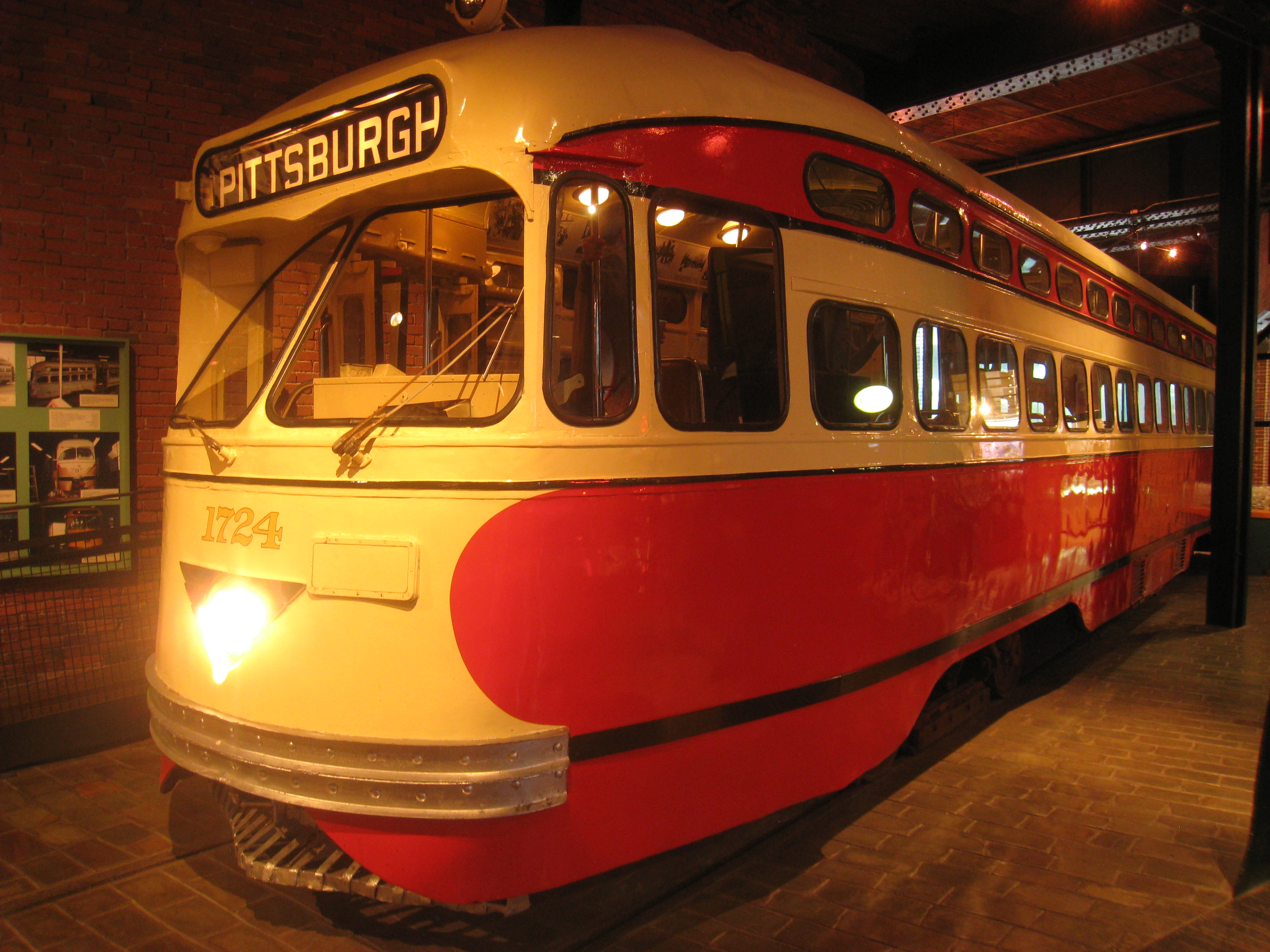
ピッツバーグ
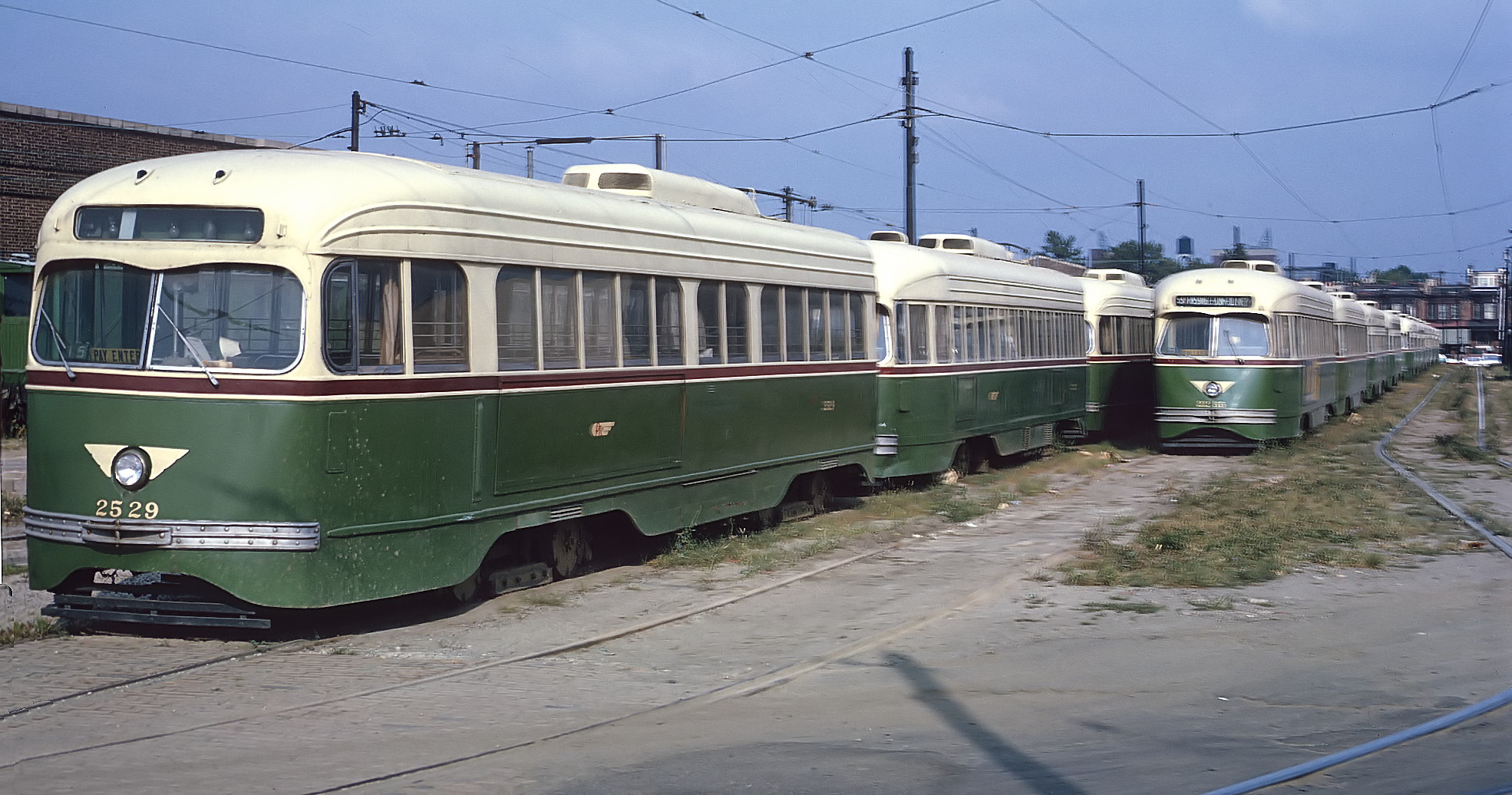
フィラデルフィア
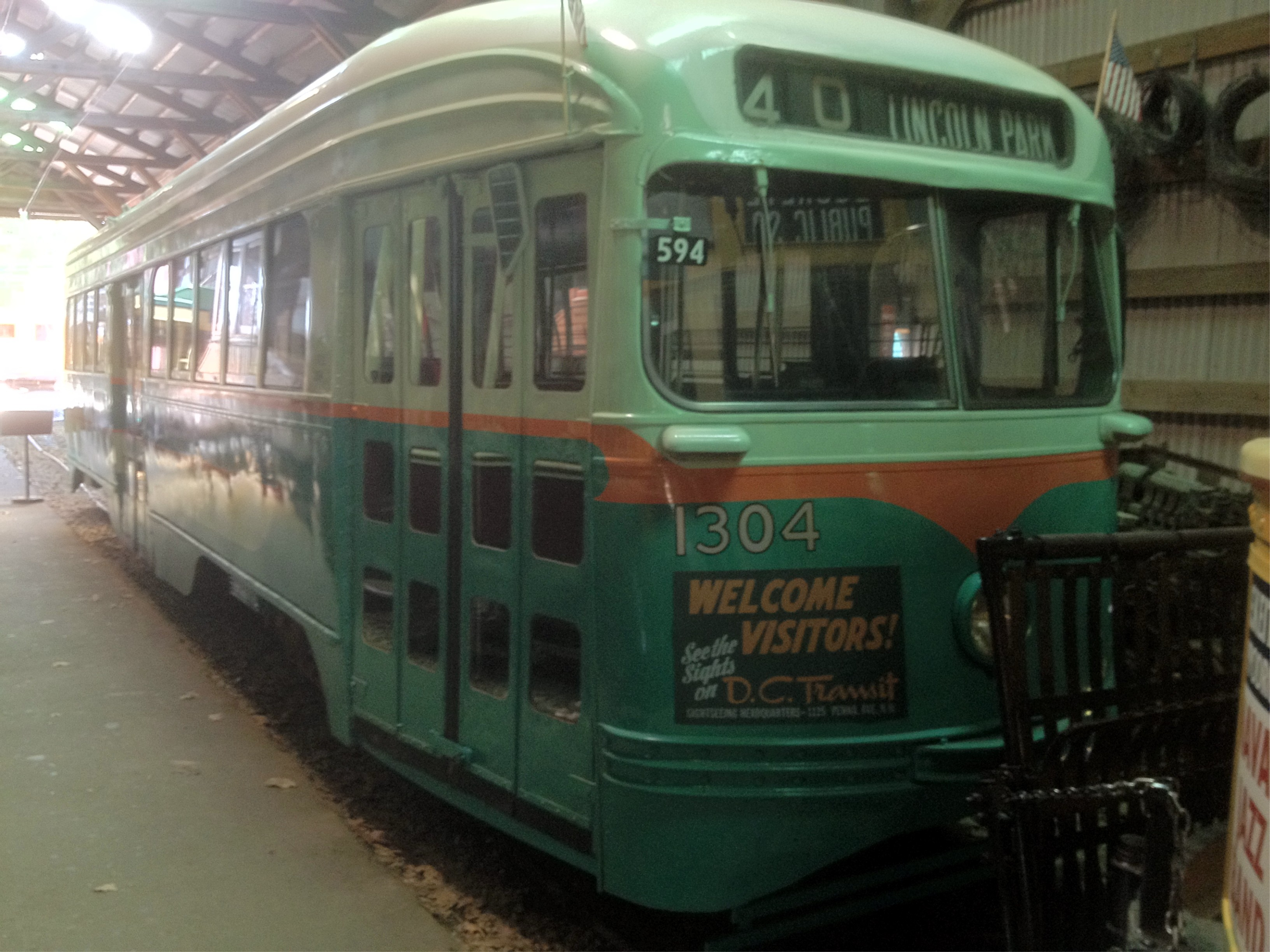
ワシントンD.C.
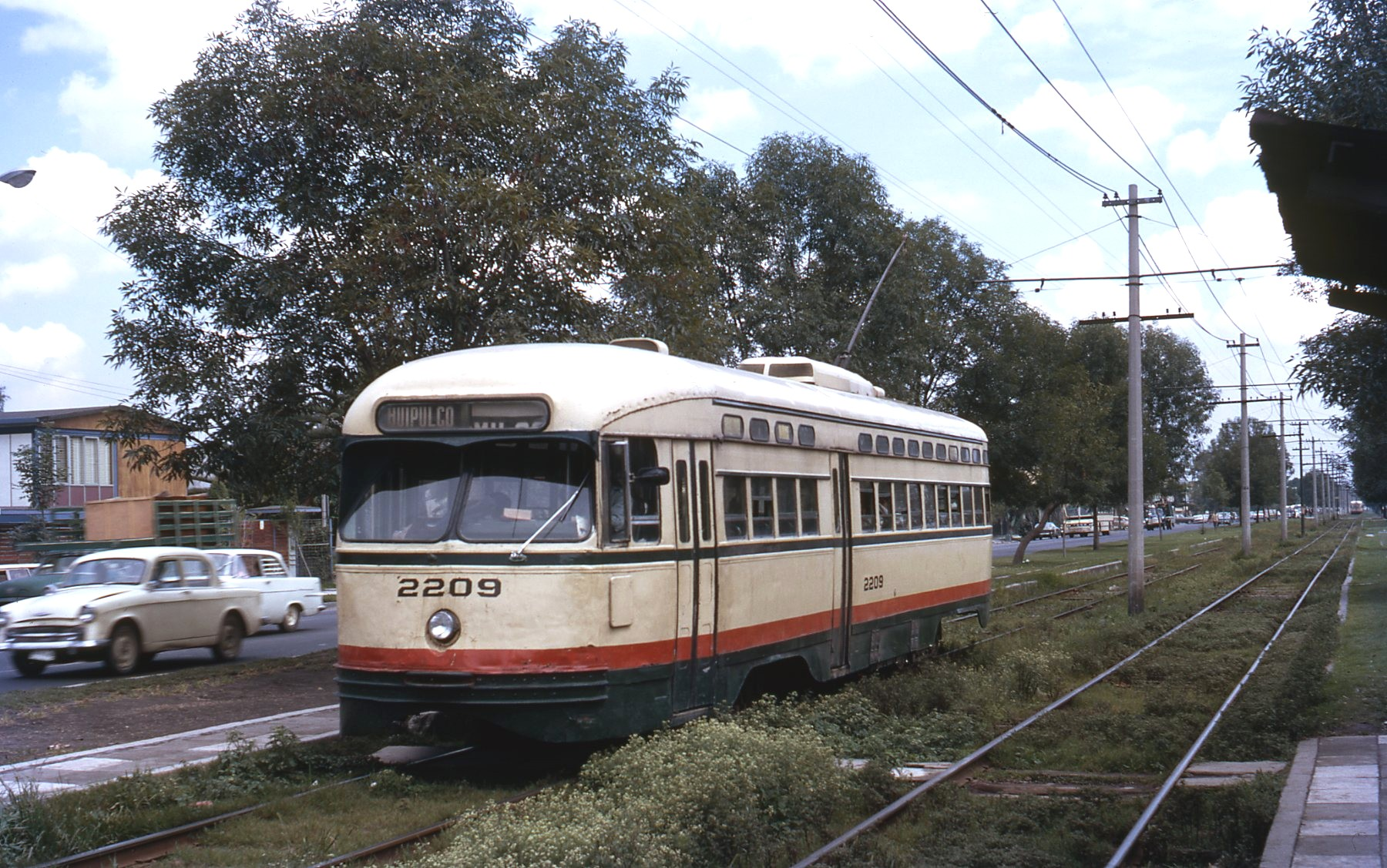
メキシコシティ
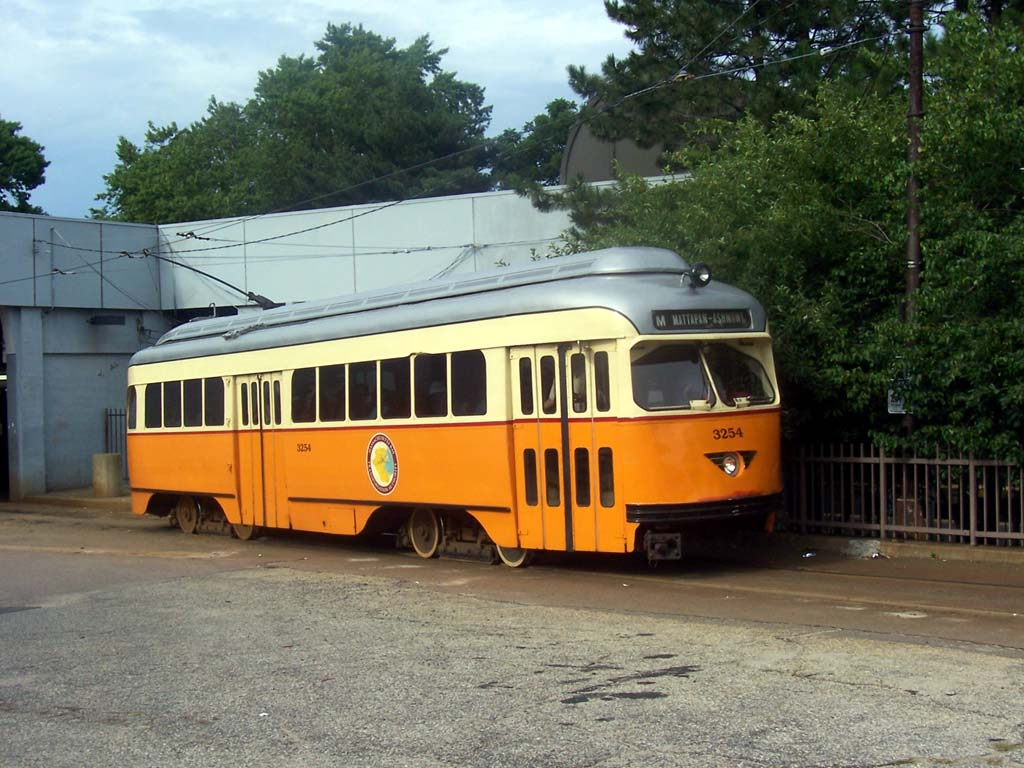
ボストン
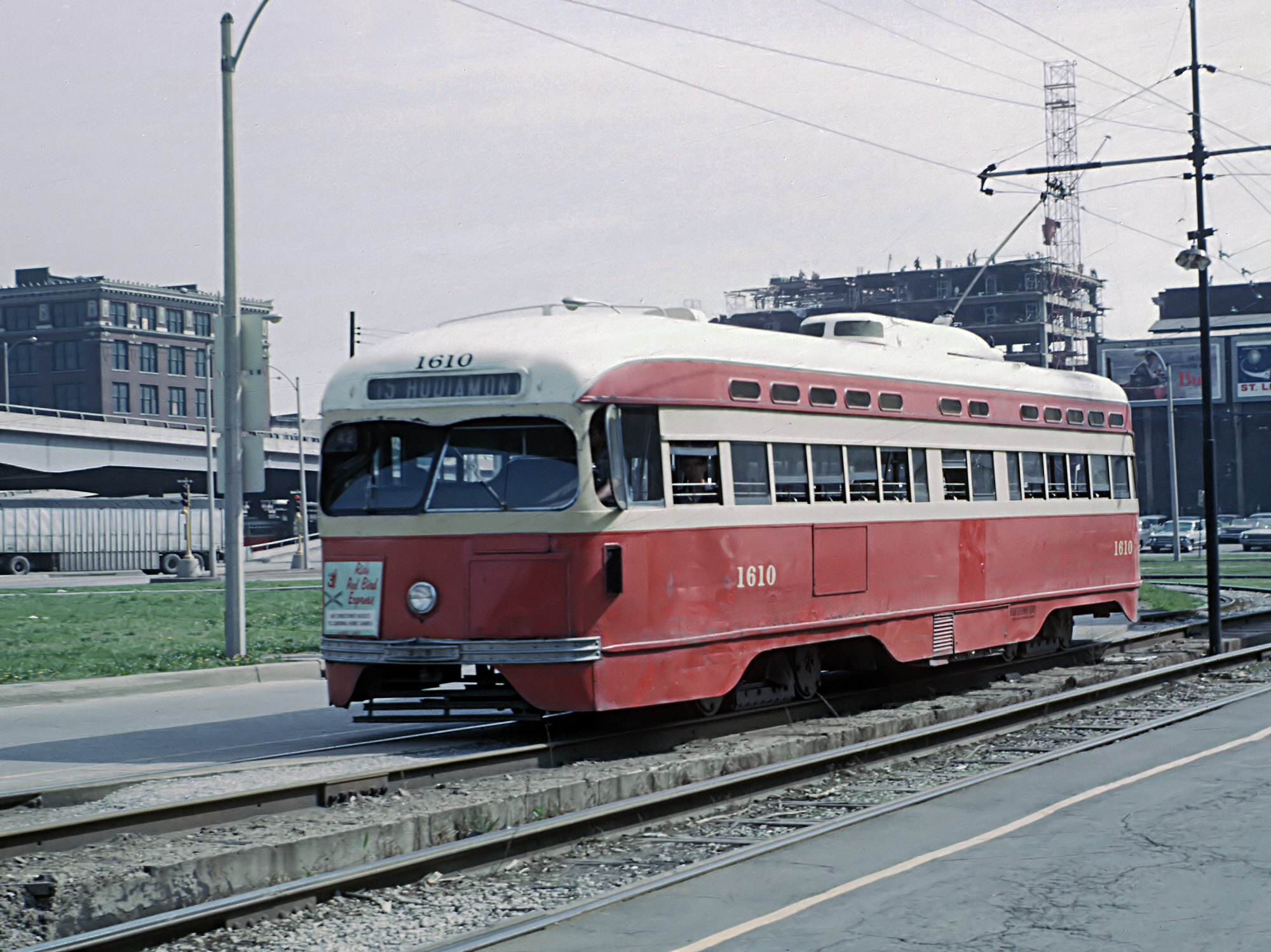
セントルイス
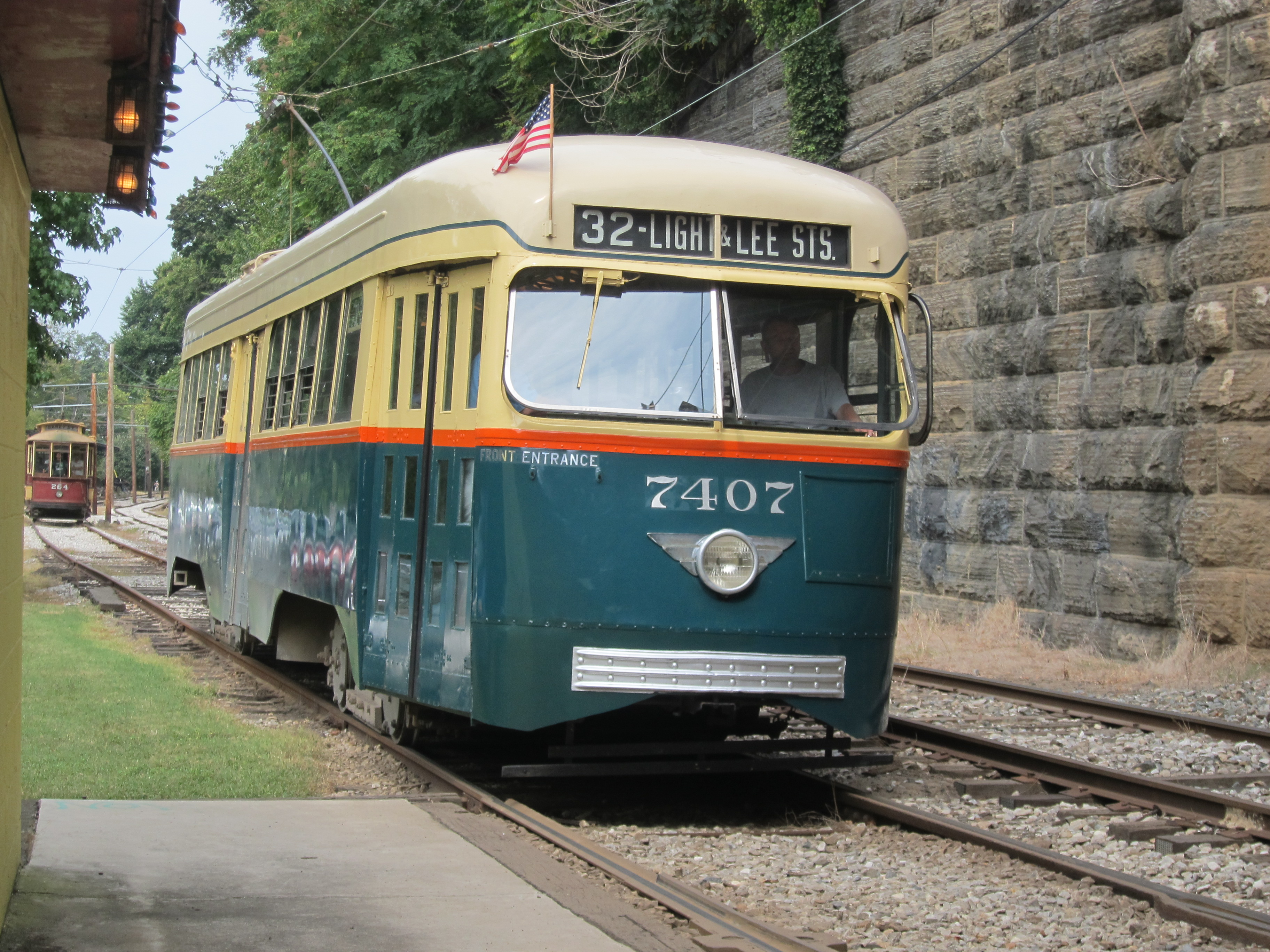
ボルチモア
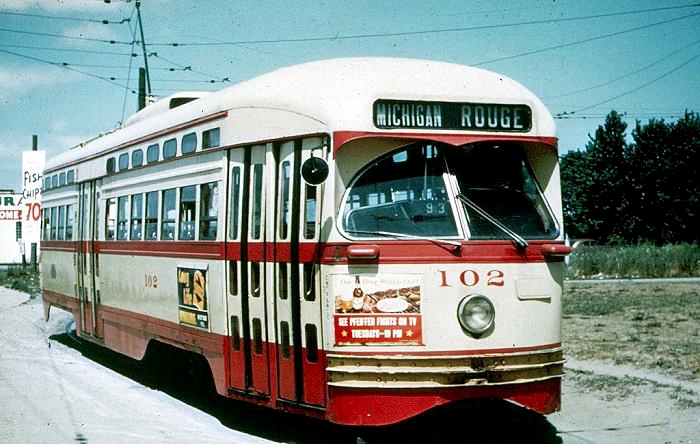
デトロイト
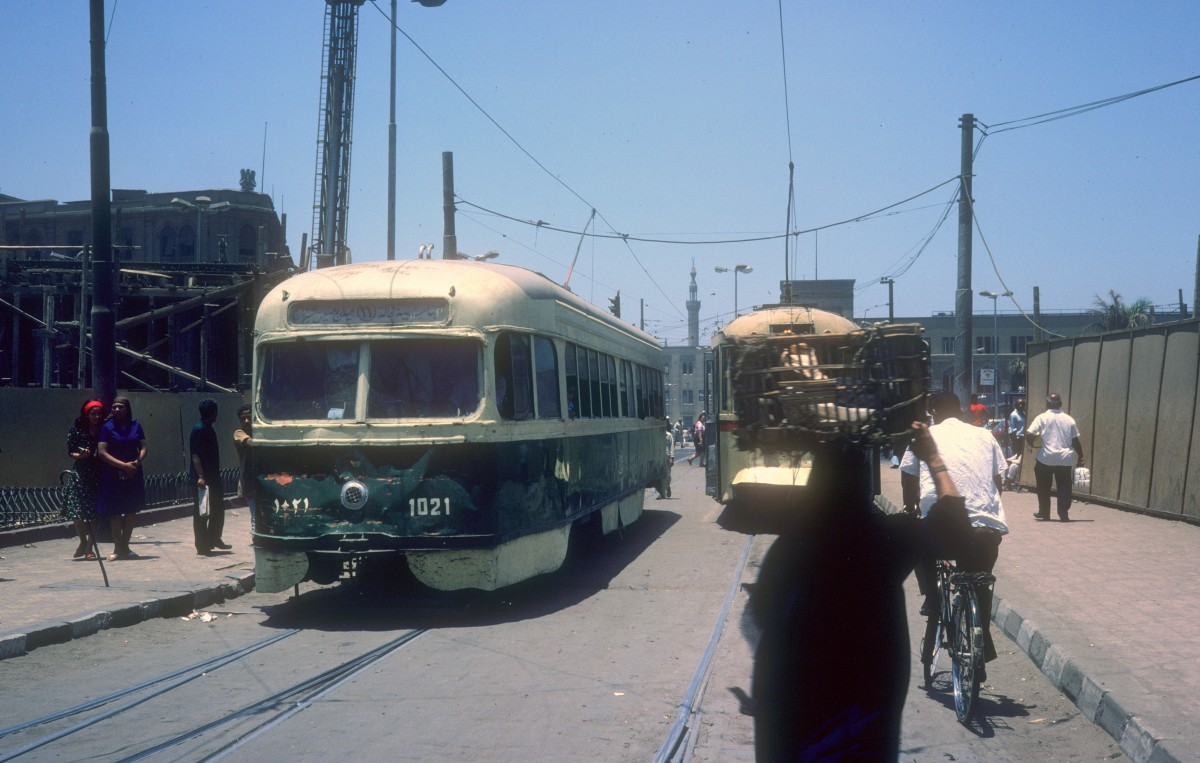
カイロ
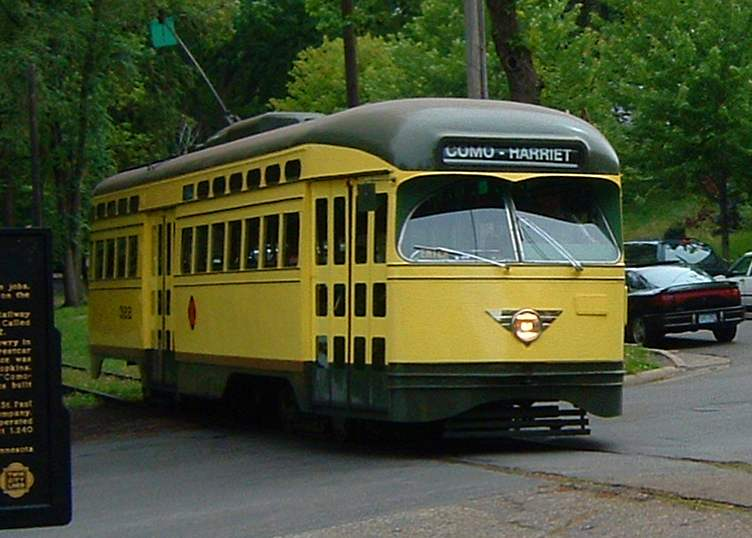
ミネアポリス - セントポール （ツインシティ高速交通（英語版））
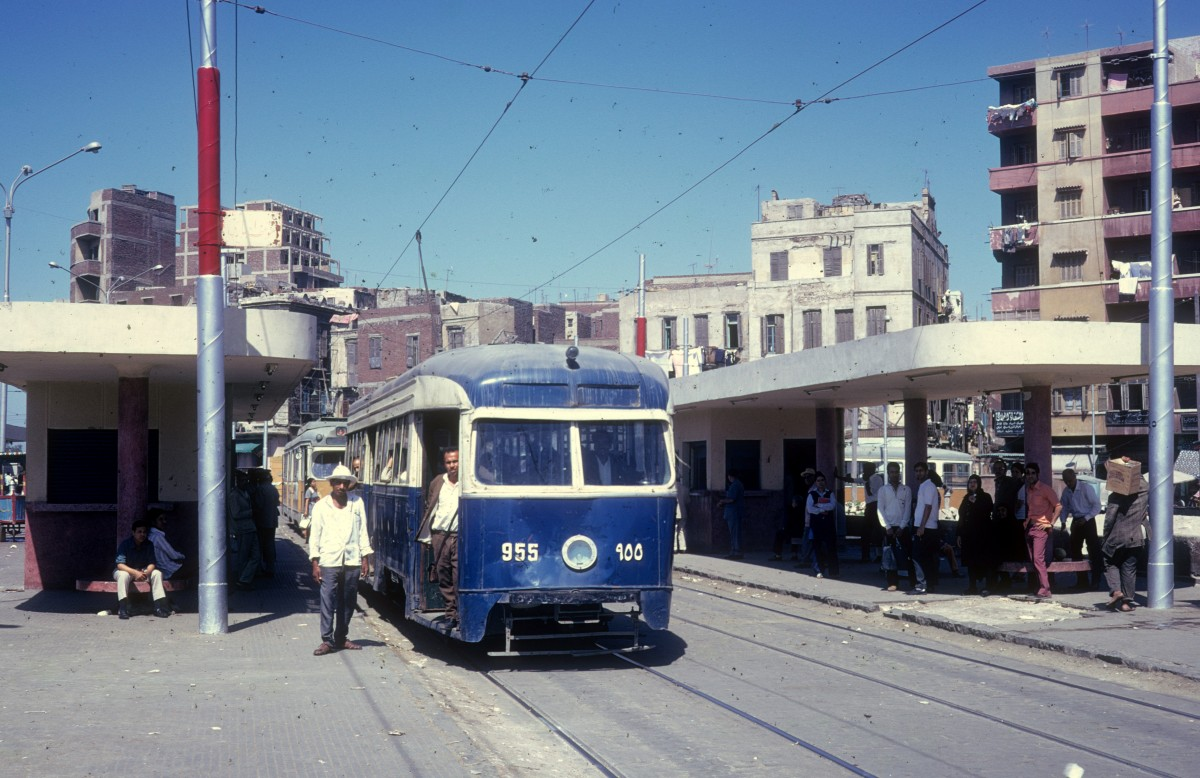
アレクサンドリア
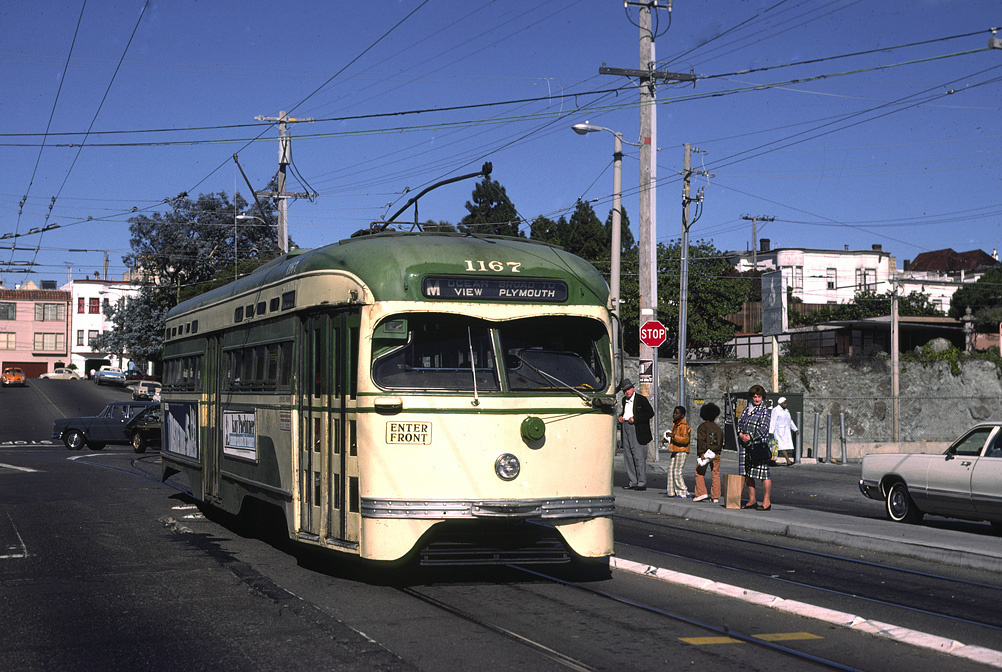
サンフランシスコ
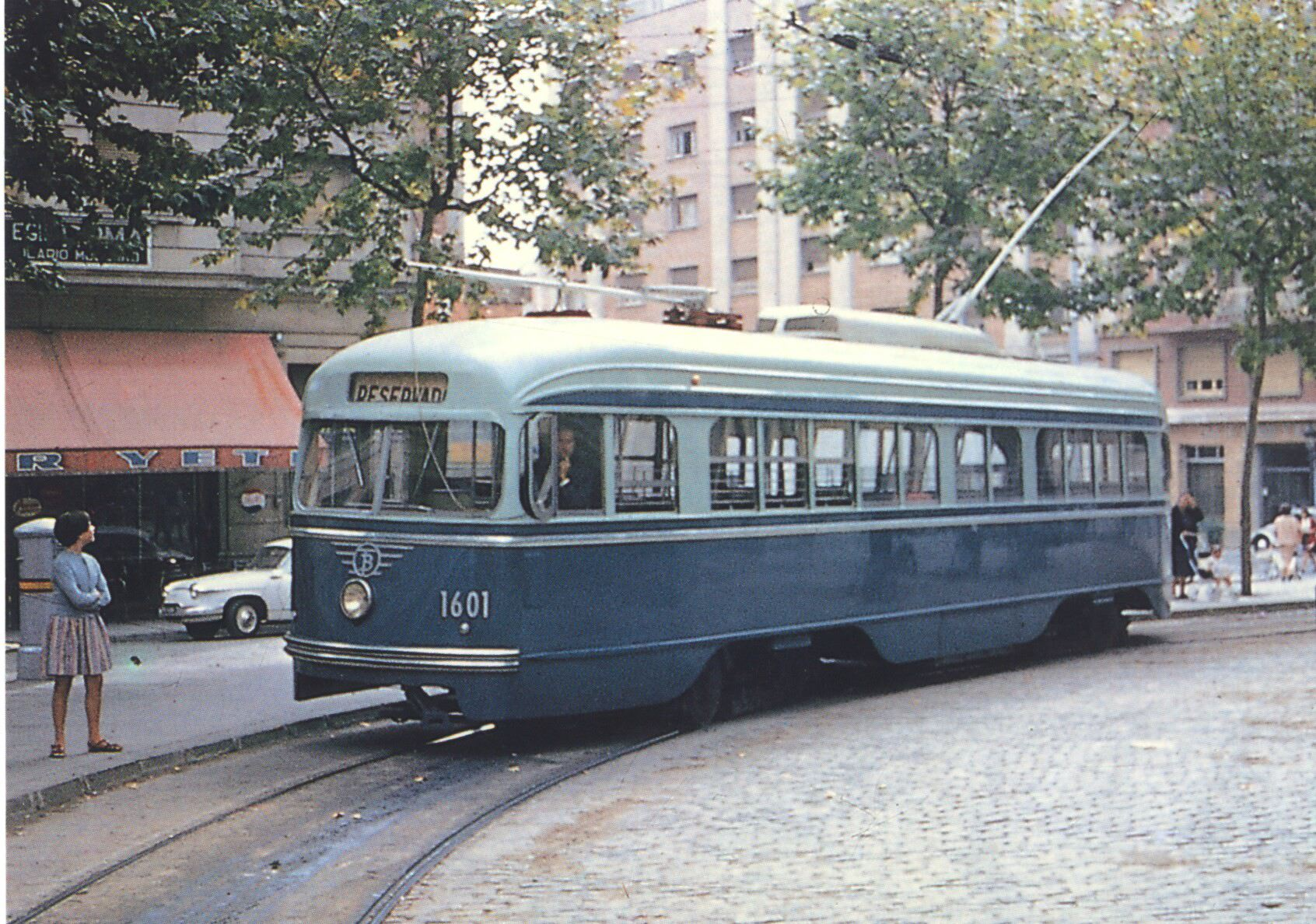
バルセロナ
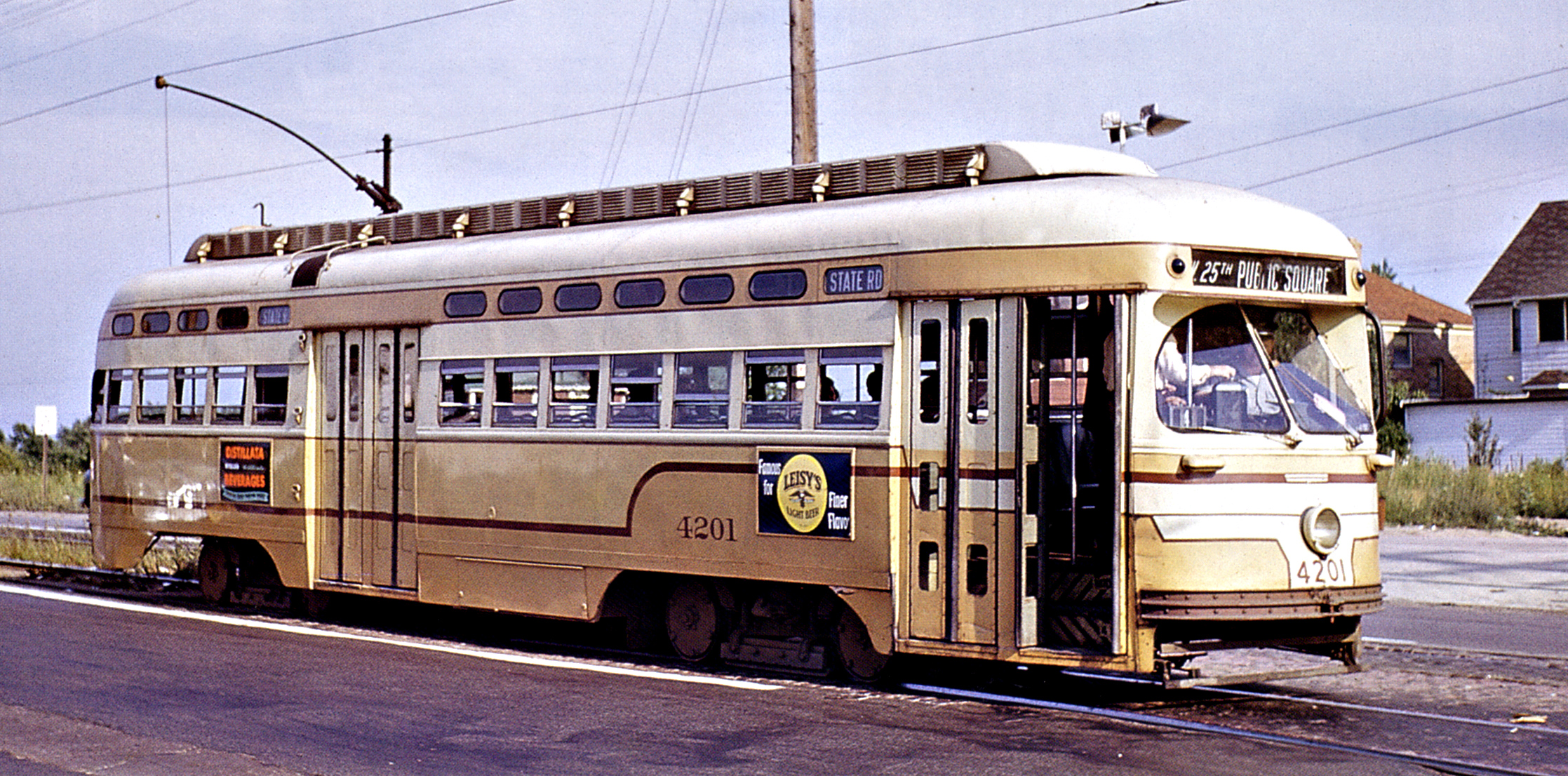
クリーブランド
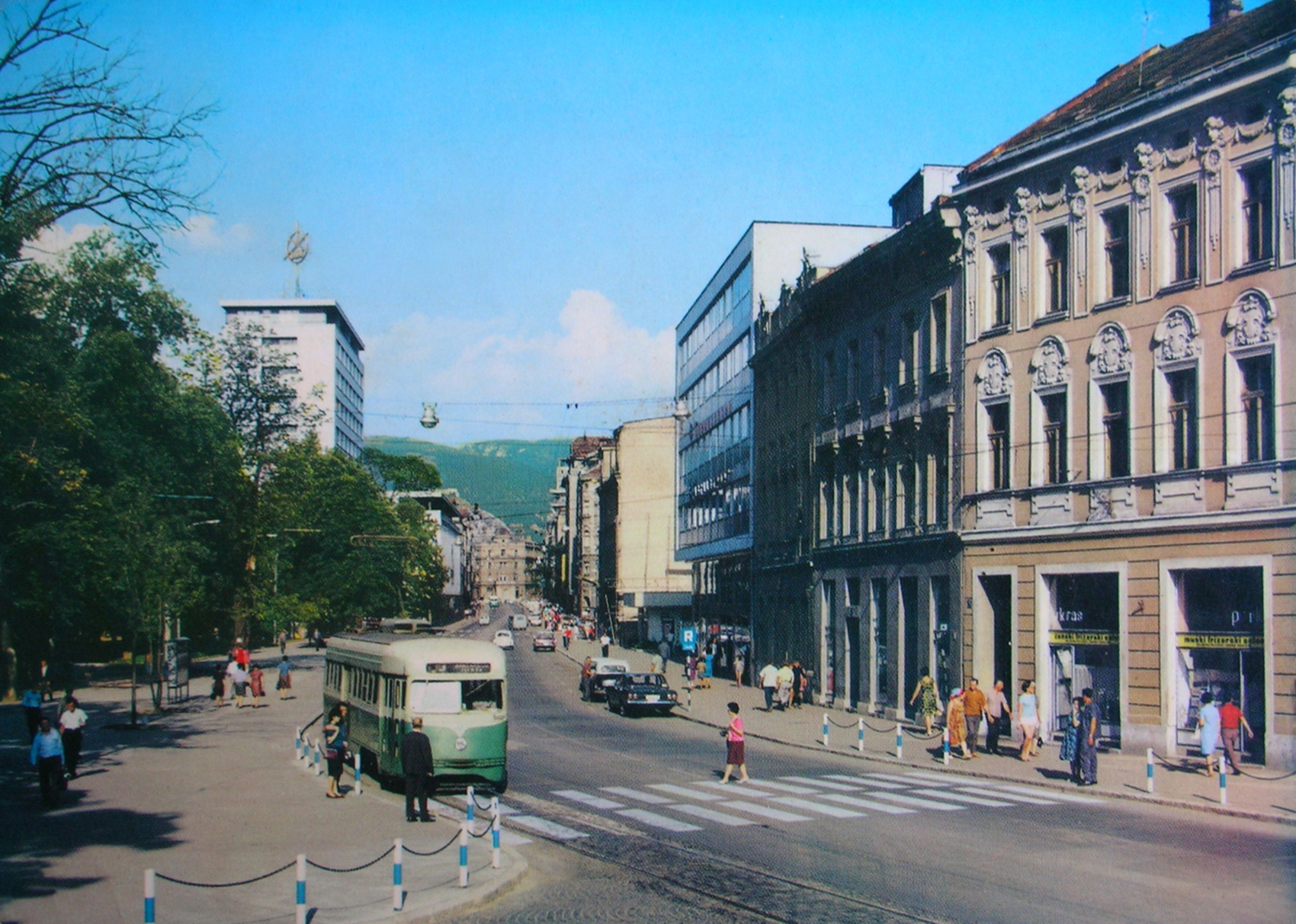
サラエボ
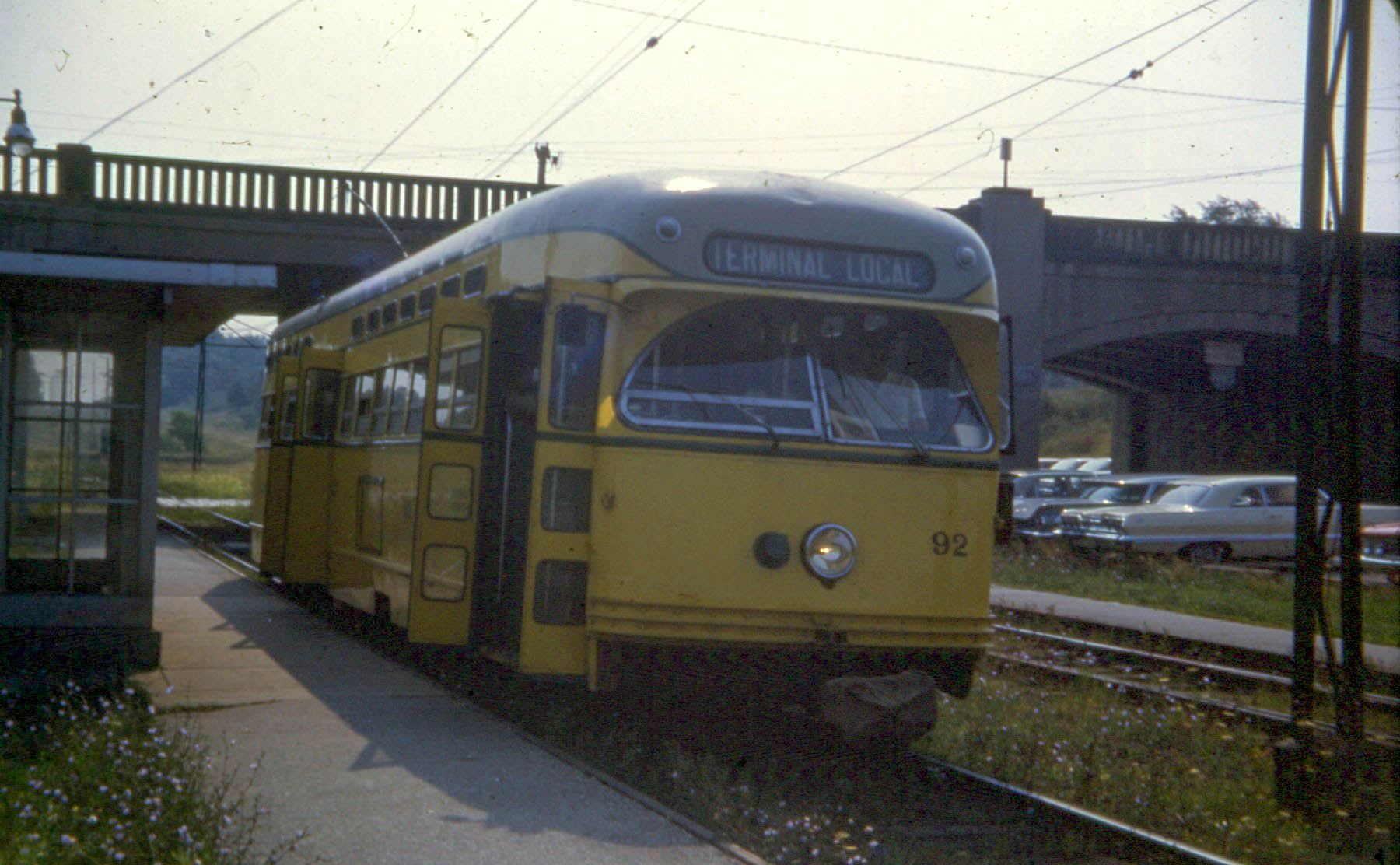
クリーブランド - シェーカーハイツ（英語版） （大クリーブランド地域交通局（英語版））
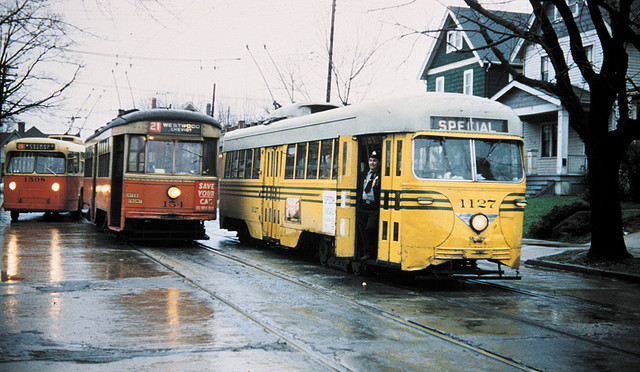
シンシナティ
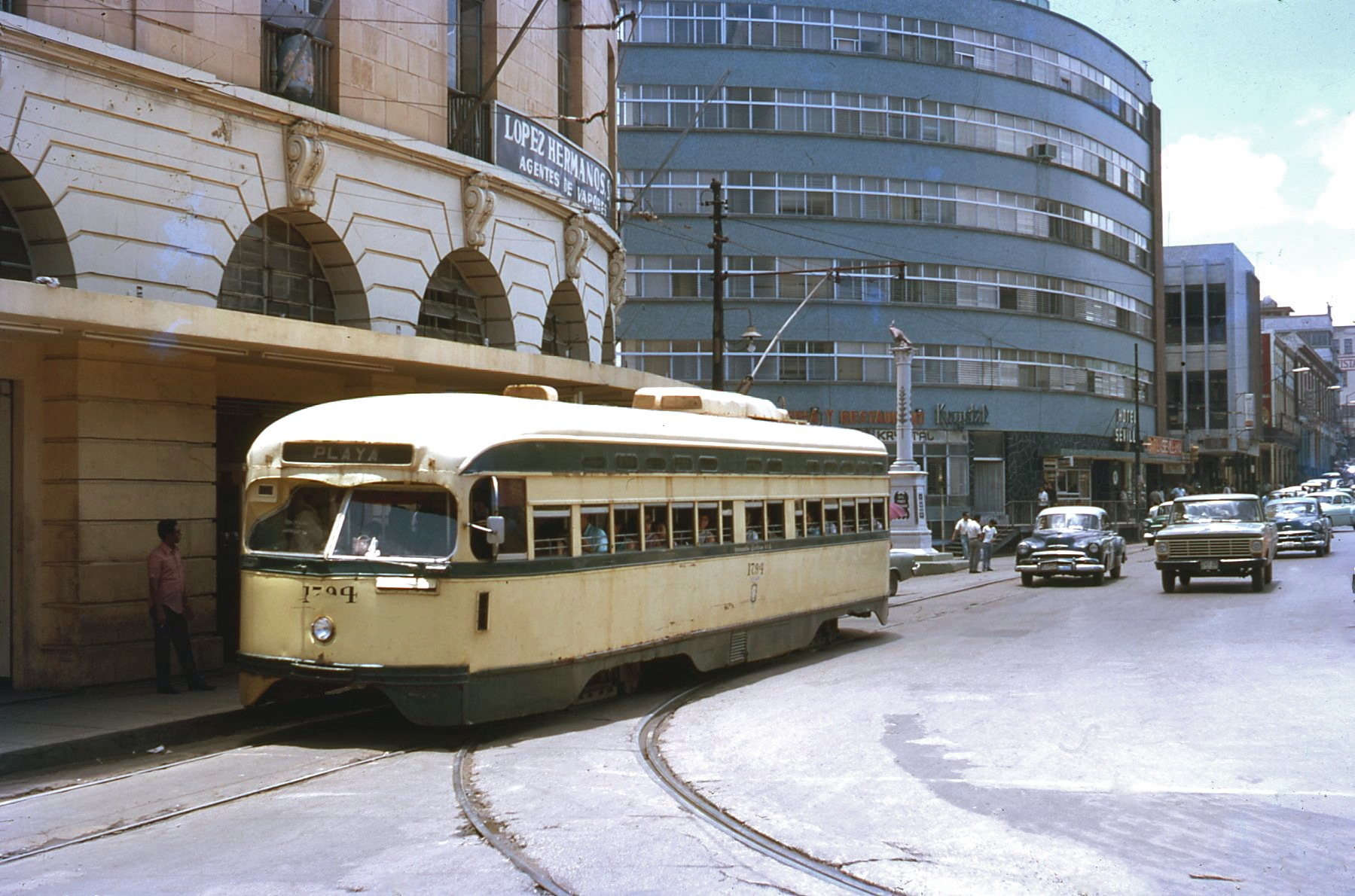
タンピコ
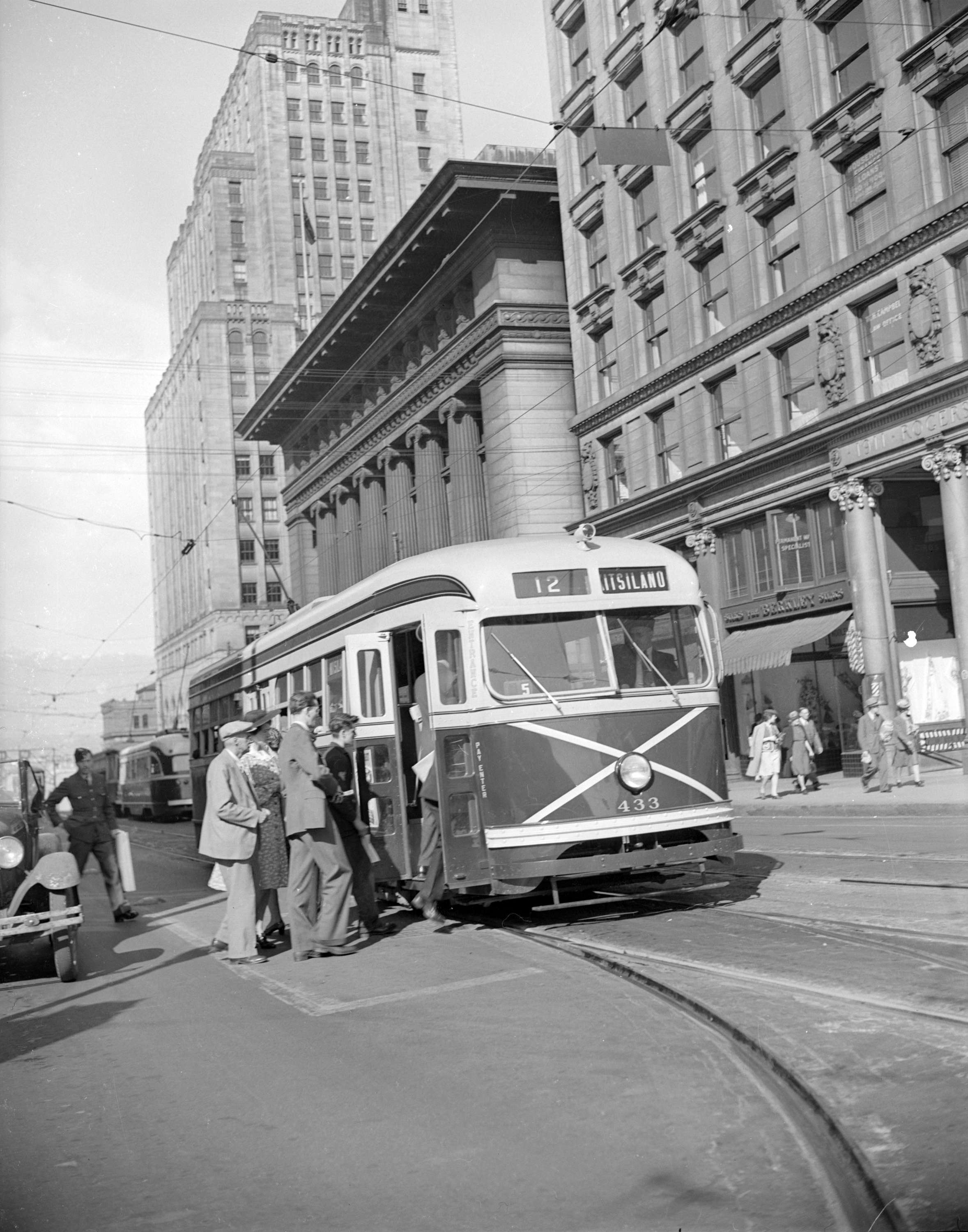
バンクーバー
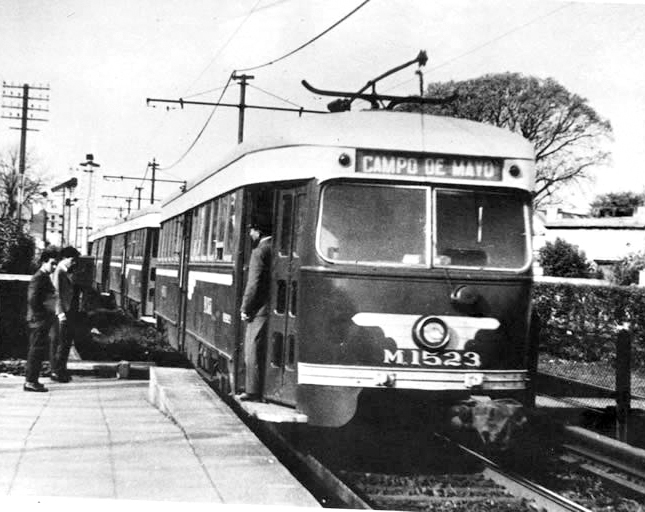
ブエノスアイレス （ウルキサ線（スペイン語版））
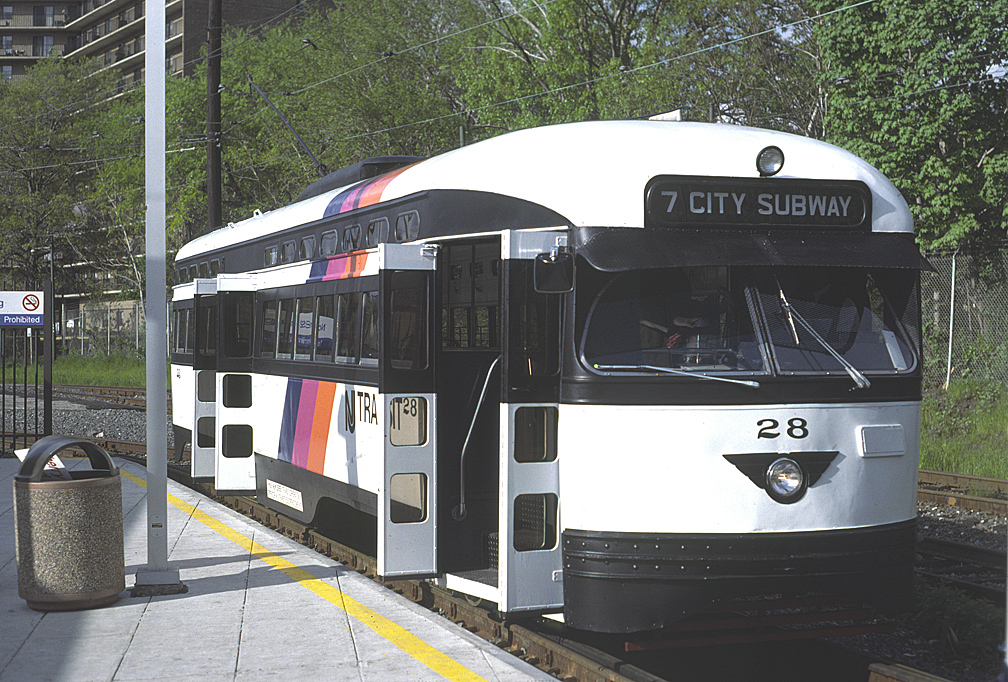
ニューアーク （ニュージャージー・トランジット）
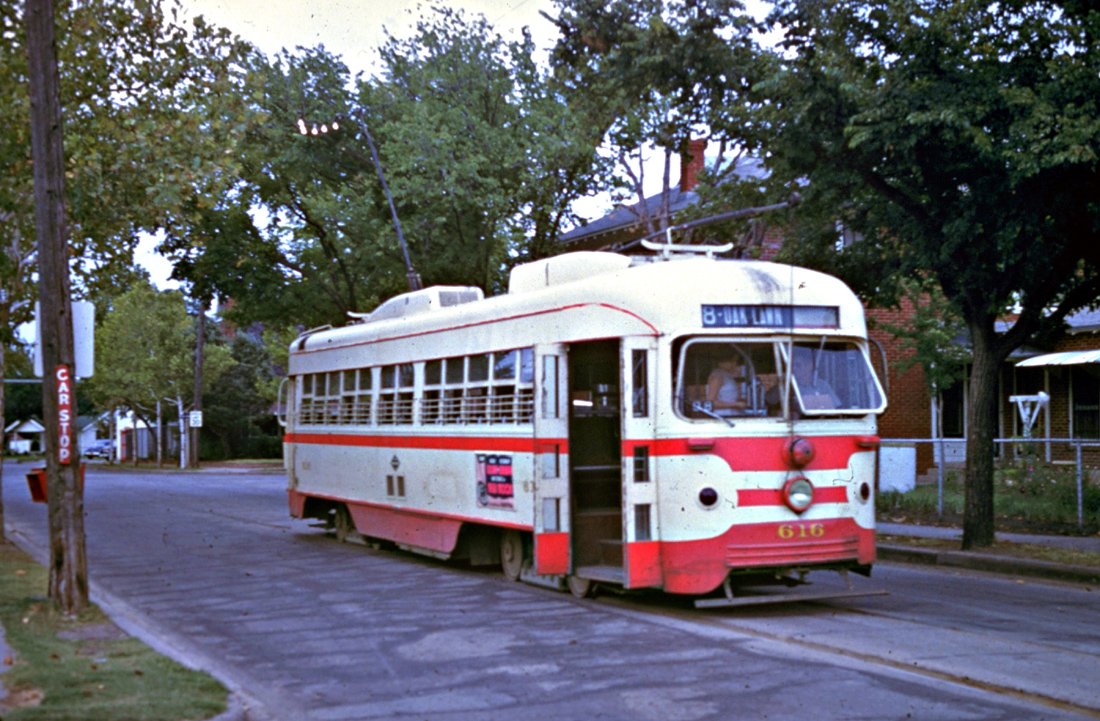
ダラス （ダラス・レールウェイ＆ターミナル会社）
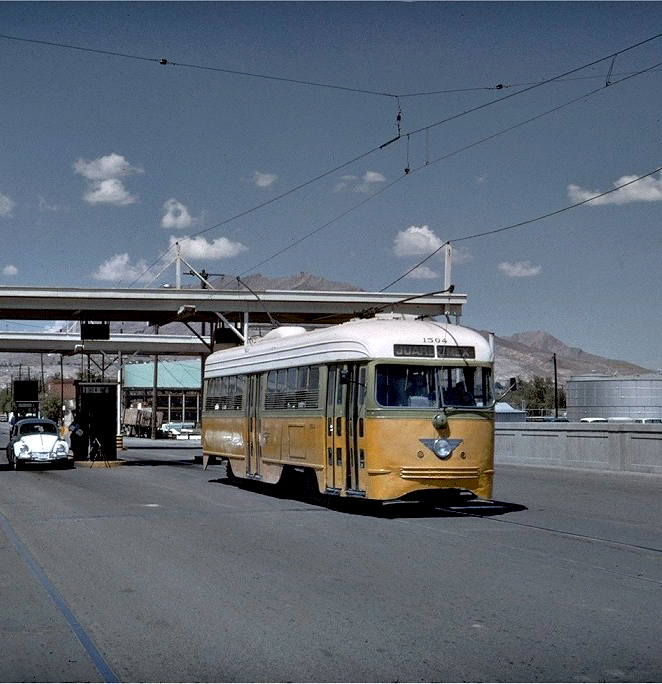
エルパソ - シウダードファレス
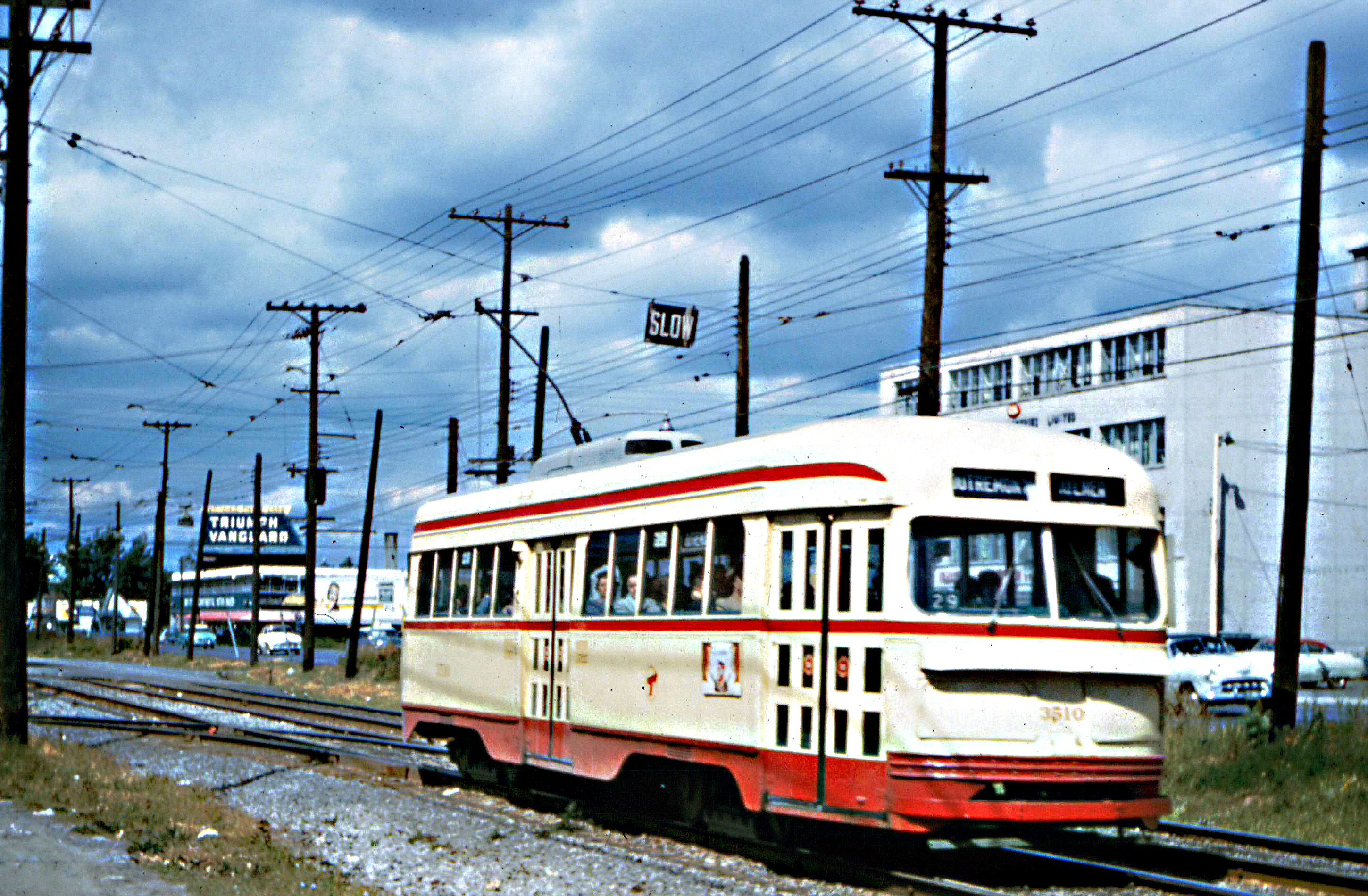
モントリオール
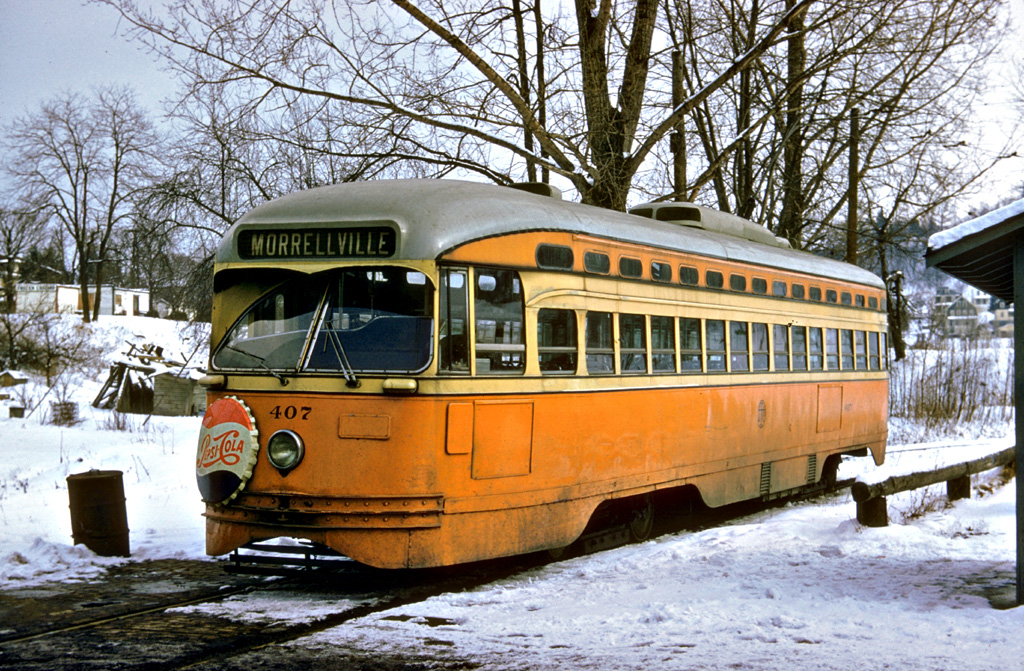
ジョンズタウン （ジョンズタウン市街鉄道（英語版））
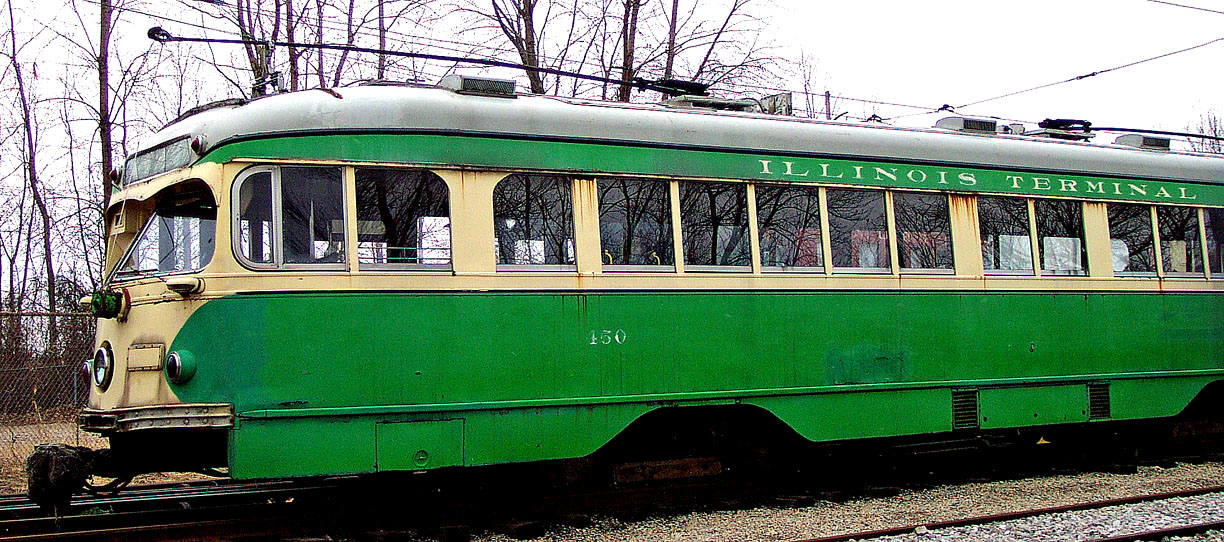
セントルイス （イリノイ・ターミナル鉄道）
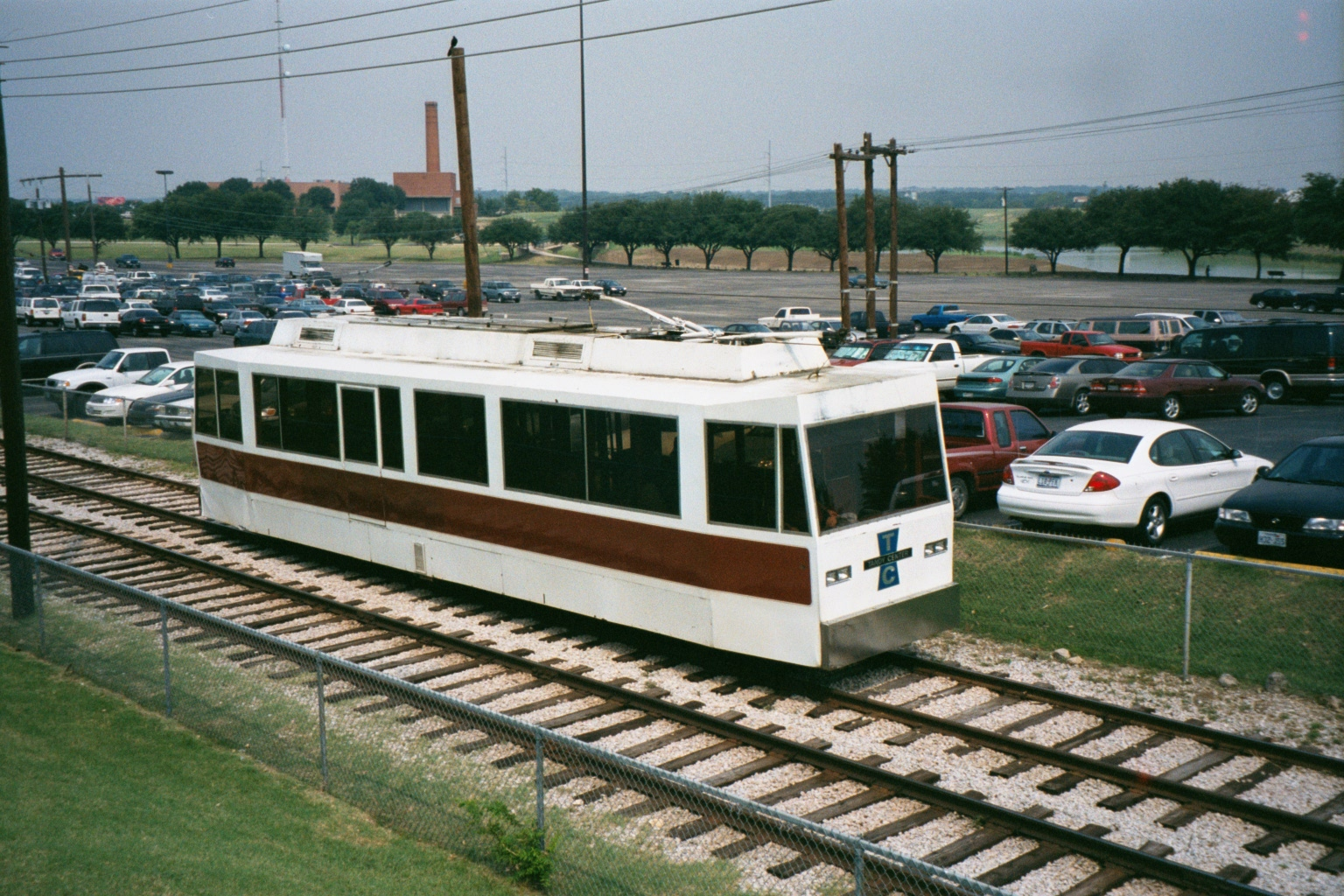
フォートワース （タンディ・センター地下鉄）
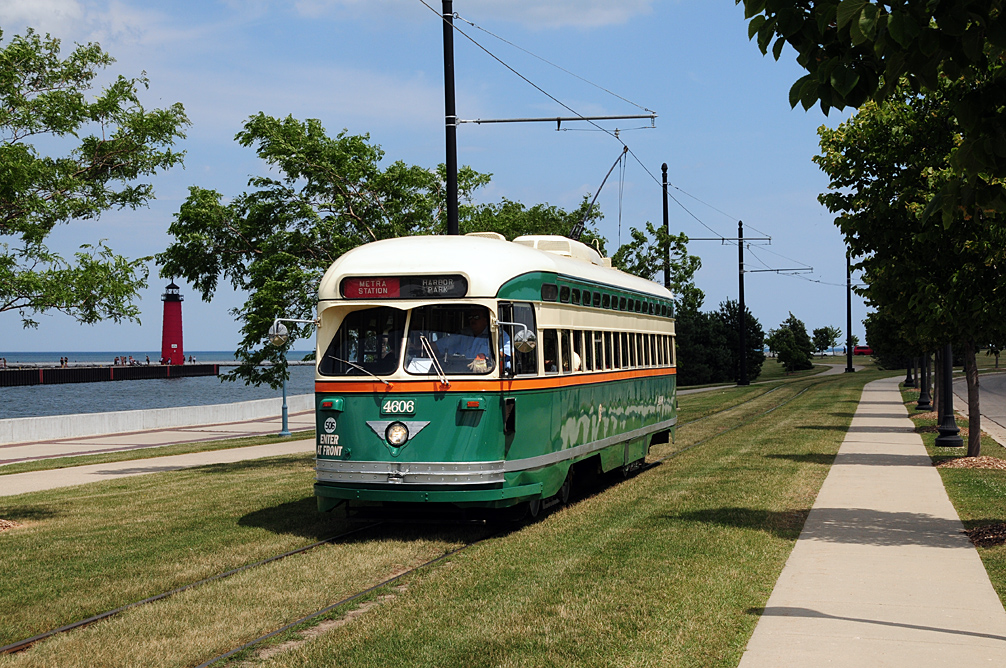
ケノーシャ （ケノーシャ・ストリートカー）
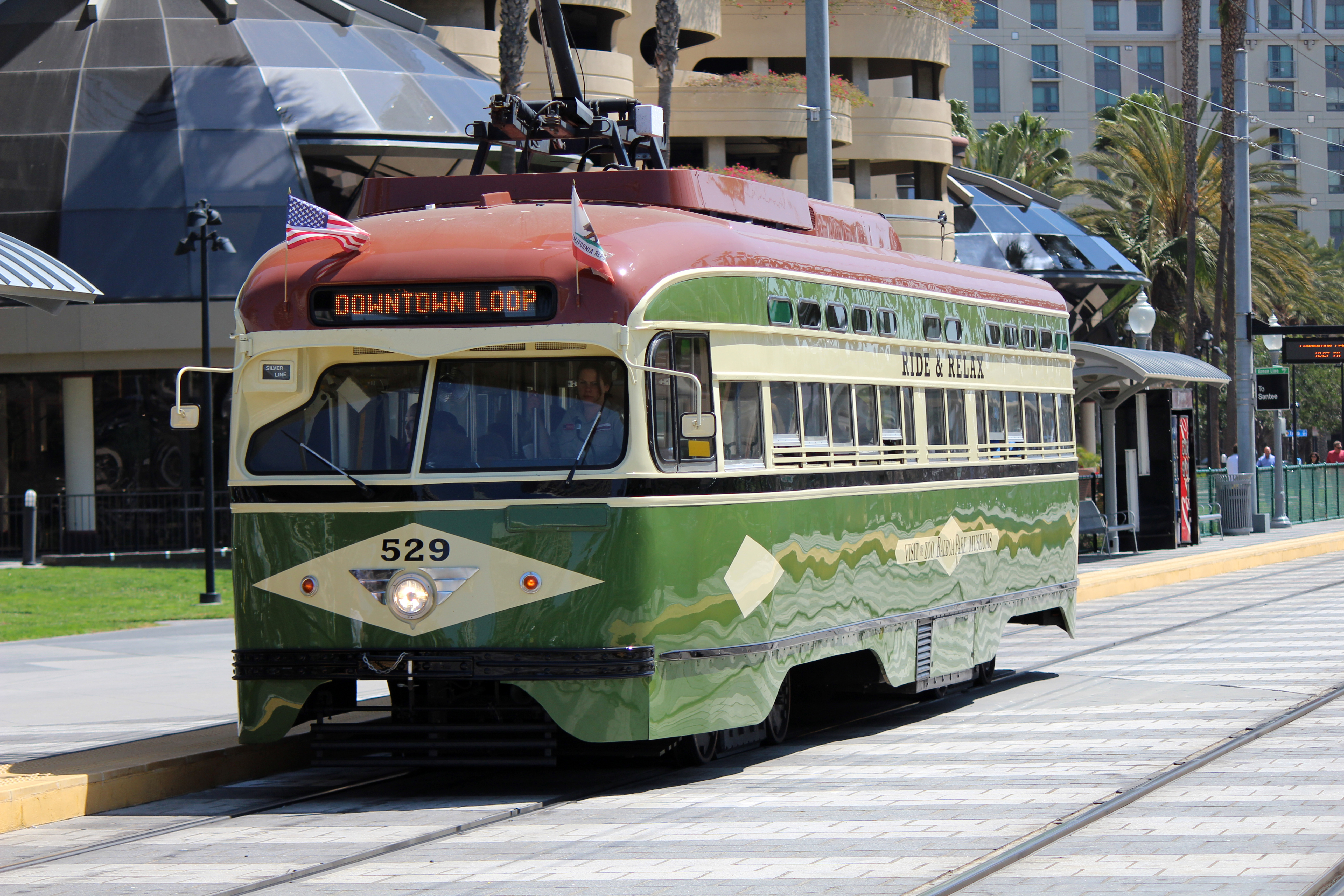
サンディエゴ （サンディエゴ・トロリー）

## 高速電車への技術導入
路面電車において高い成功を収めたPCCカーに導入された、直角カルダン駆動方式や振動を抑制した台車などの技術は、地下鉄や通勤鉄道など路面電車よりも高速で走り車両限界が広く取られた北アメリカの鉄道においても高い注目を集め、ブルックリン・マンハッタン・トランジット（BMT）が1939年に導入したブルーバード（Bluebirds）と呼ばれる連接式電車を皮切りに、アメリカ各地にPCCカーの技術を用いた高速電車が多数導入された。ただし、高速運転や総括制御を用いた連結運転が主体となるこれらの電車にPCCカーの構造を直接投入するのは不向きであり、自動ブレーキや電気指令式ブレーキ、電動カム軸を用いた制御装置など、高速電車独自の機構が多く取り入れられた。車輪についてもPCCカーの弾性車輪ではなく高速運転に適した圧延車輪となった他、運転台での速度制御もペダルではなく主幹制御器が用いられた。また、路面電車自体の廃止により多数のPCCカーが余剰となった1960年代には、これらの部品を流用する形で新型電車が製造された事例が存在した。
以下に取り上げるのは、アメリカ合衆国においてTRCとのライセンス契約の元でPCCカーの技術が導入された、もしくはPCCカーの部品を流用して製造された主要な高速電車（地下鉄用電車、通勤電車など）である。

PCCカーの技術を用いた高速電車
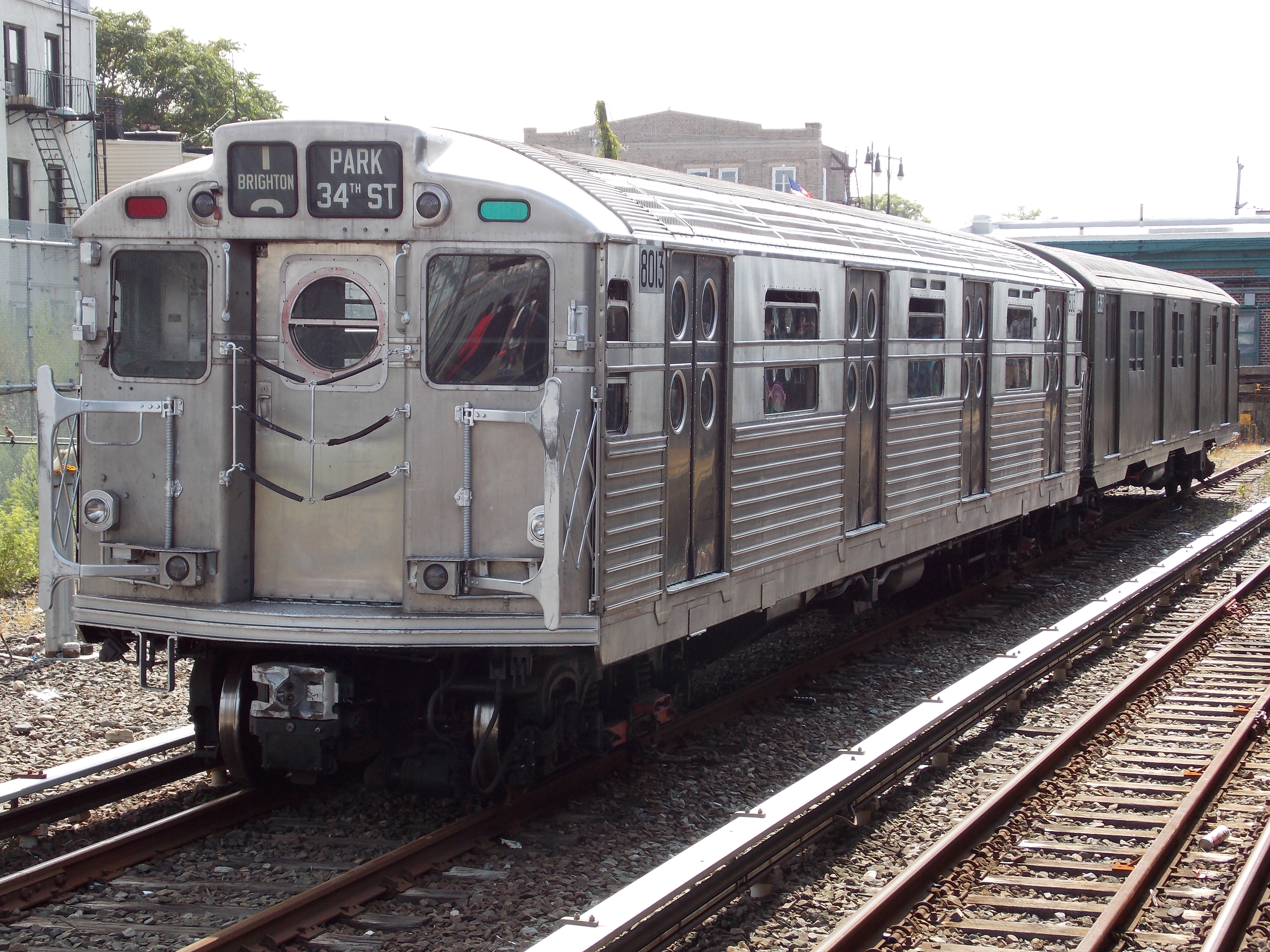
ニューヨーク地下鉄 R11形（英語版） 1949年に10両が試作された、ニューヨーク市地下鉄初のステンレス製車体を持つ車両。台車や機器にPCCカーの技術が用いられたが量産される事はなかった[112][113]。
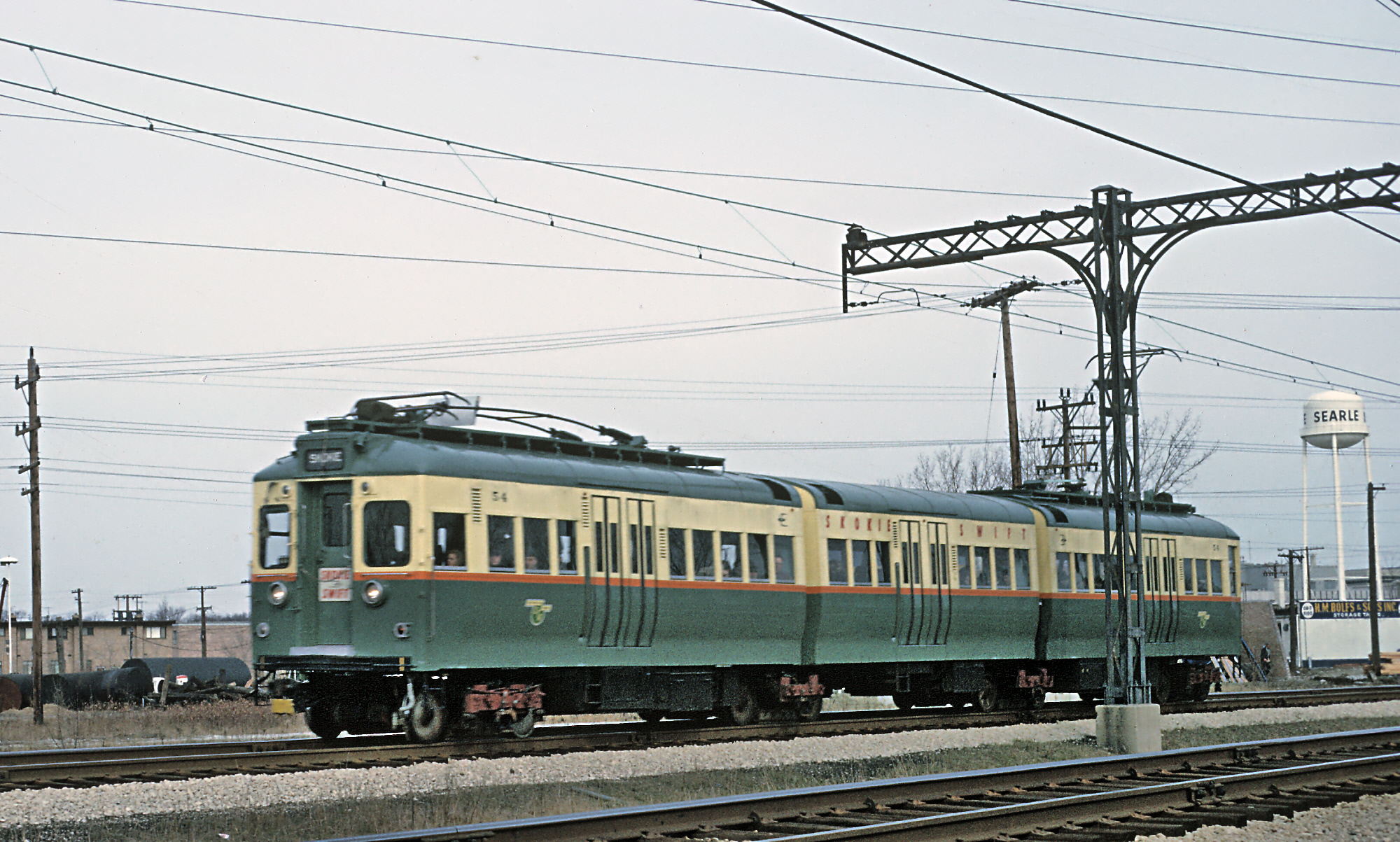
シカゴ・L 5000形 シカゴの高架鉄道であるシカゴ・Lが1947年から1948年にかけて導入した連接式電車[110][114]。
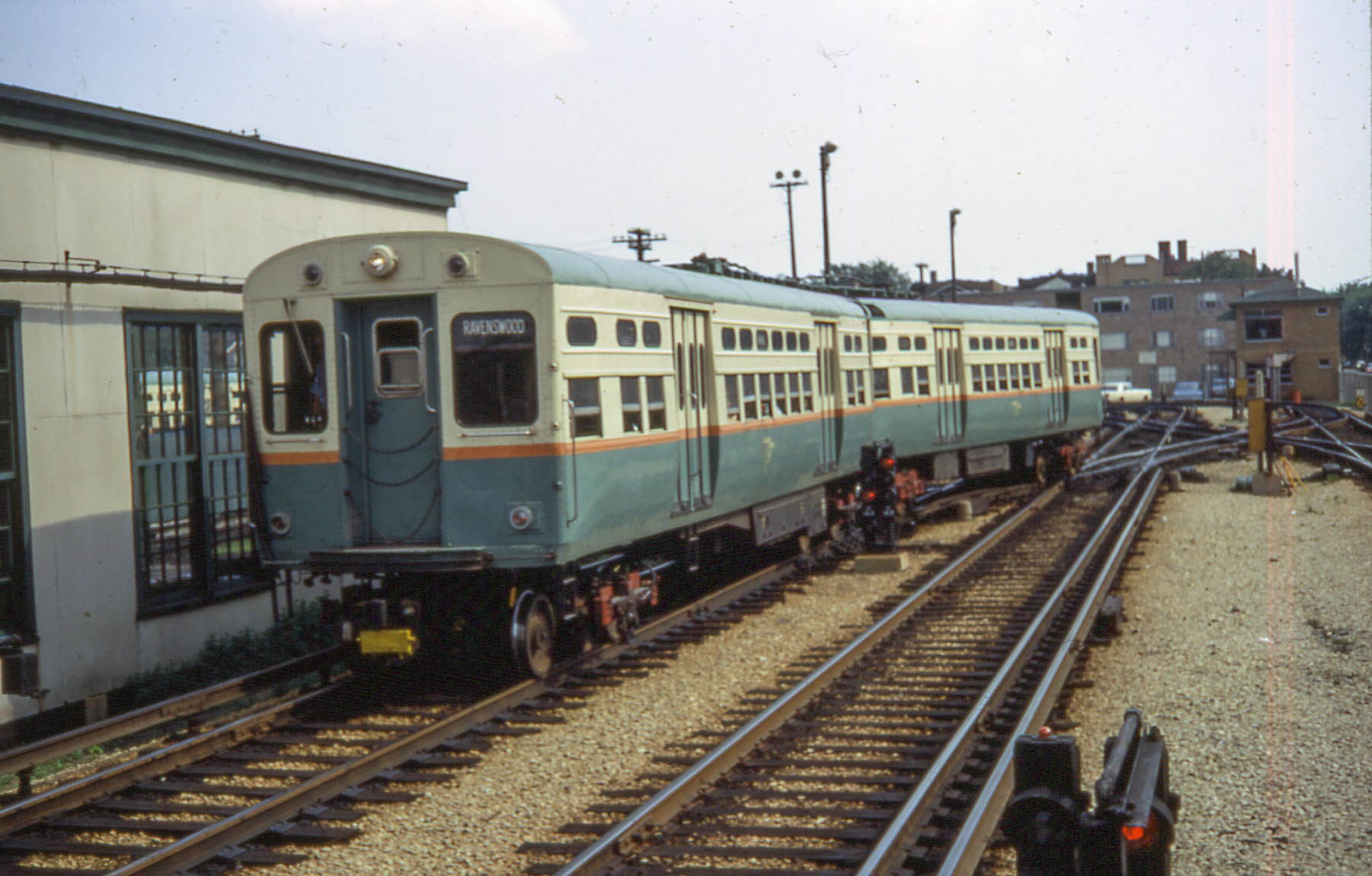
シカゴ・L 6000形（英語版） シカゴ・L向けに1950年から導入された2両固定編成の電車。一部車両はシカゴ・サーフェス・ラインのPCCカーの部品を流用して製造された[114][115]。
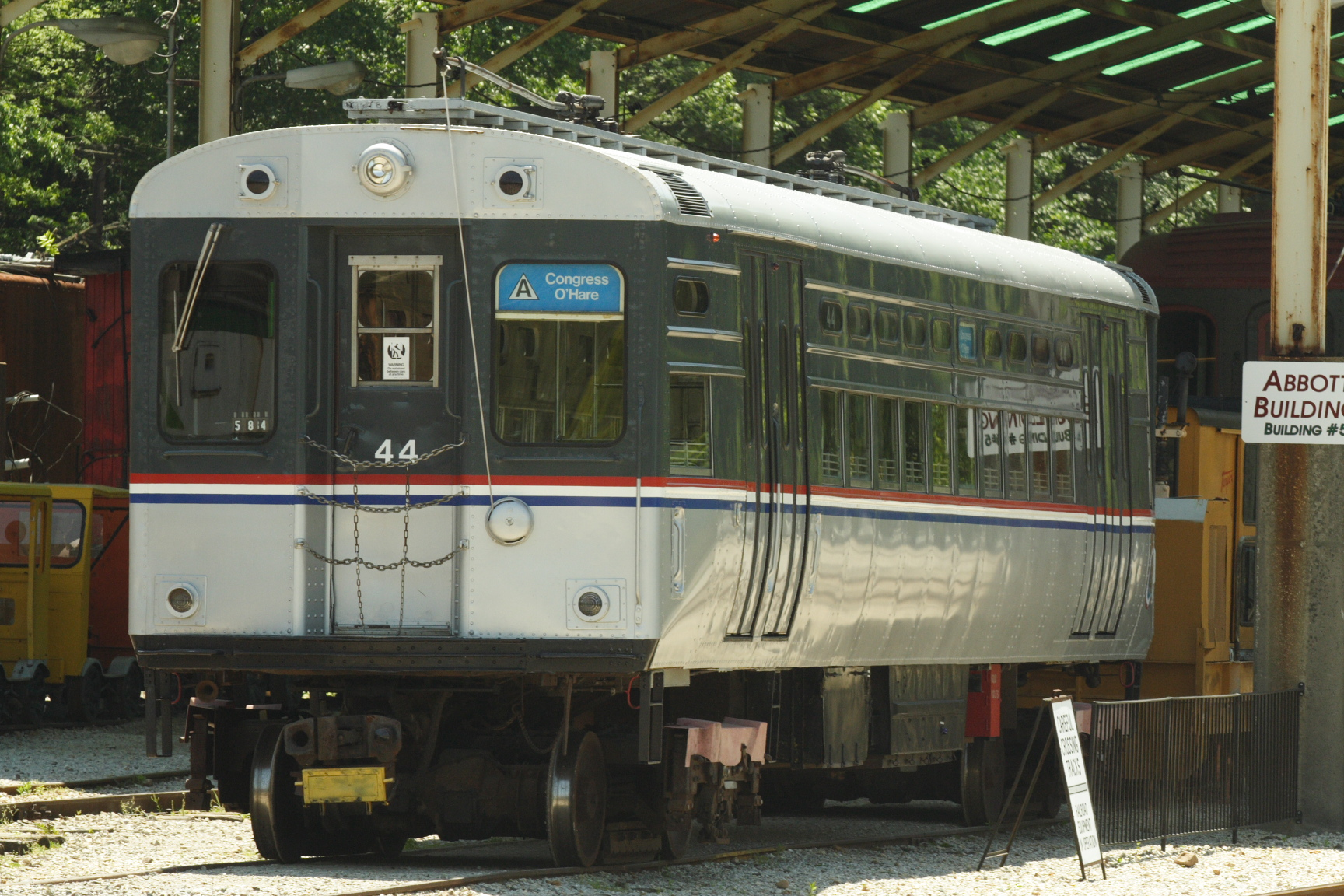
シカゴ・L 1形（英語版） シカゴ・L向けに導入された、単行運転が可能な両運転台電車。主要機器や台車はシカゴ・サーフェス・ラインのPCCカーから流用した[115]。
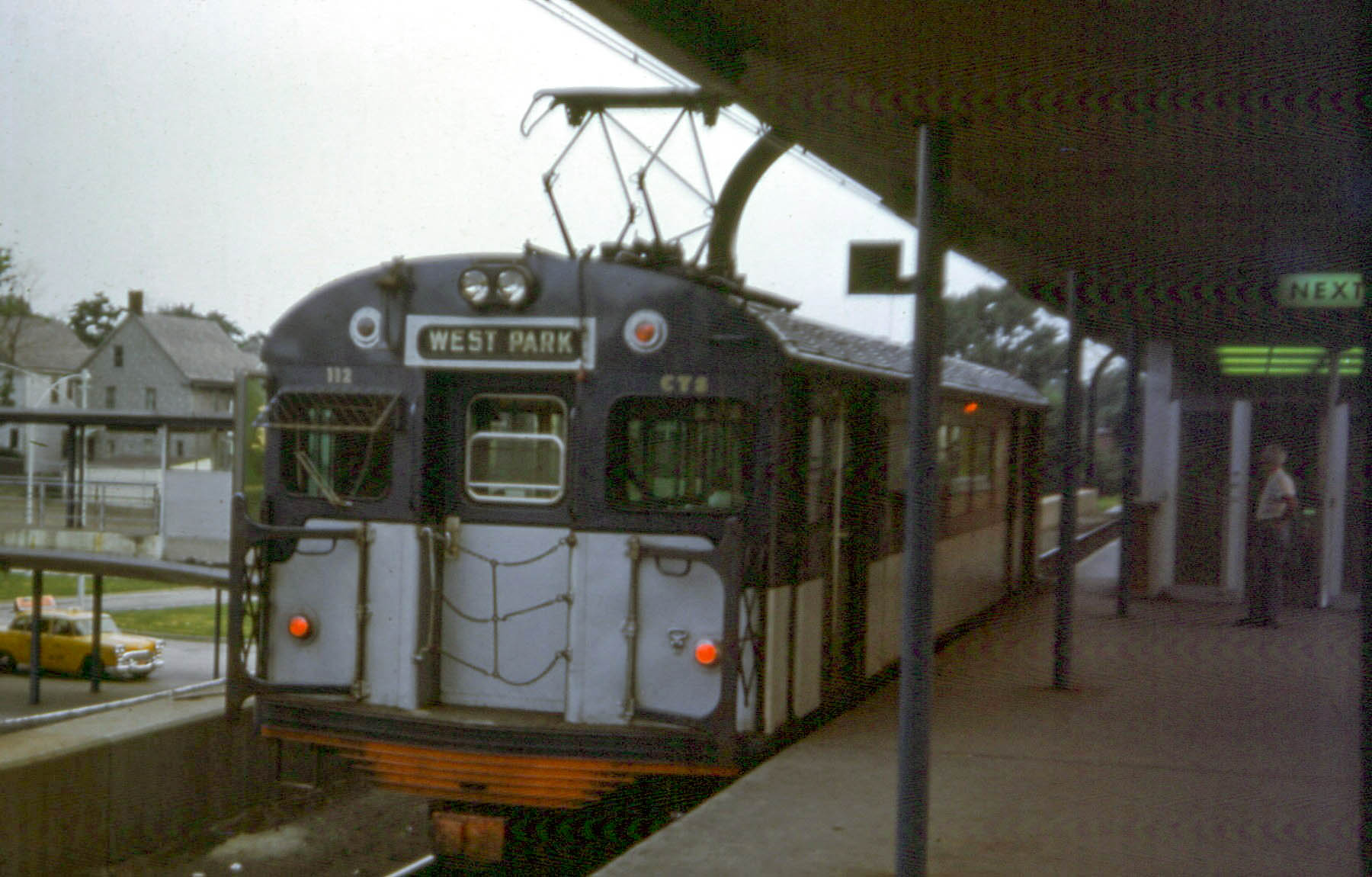
クリーブランド地下鉄 "ブルーバード"（英語版）（Blue Birds） クリーブランド地下鉄が1954年に開業した際に導入された電車。56両が2両固定編成の片運転台車両（28本）、12両が両運転台車両であった[110][116]。
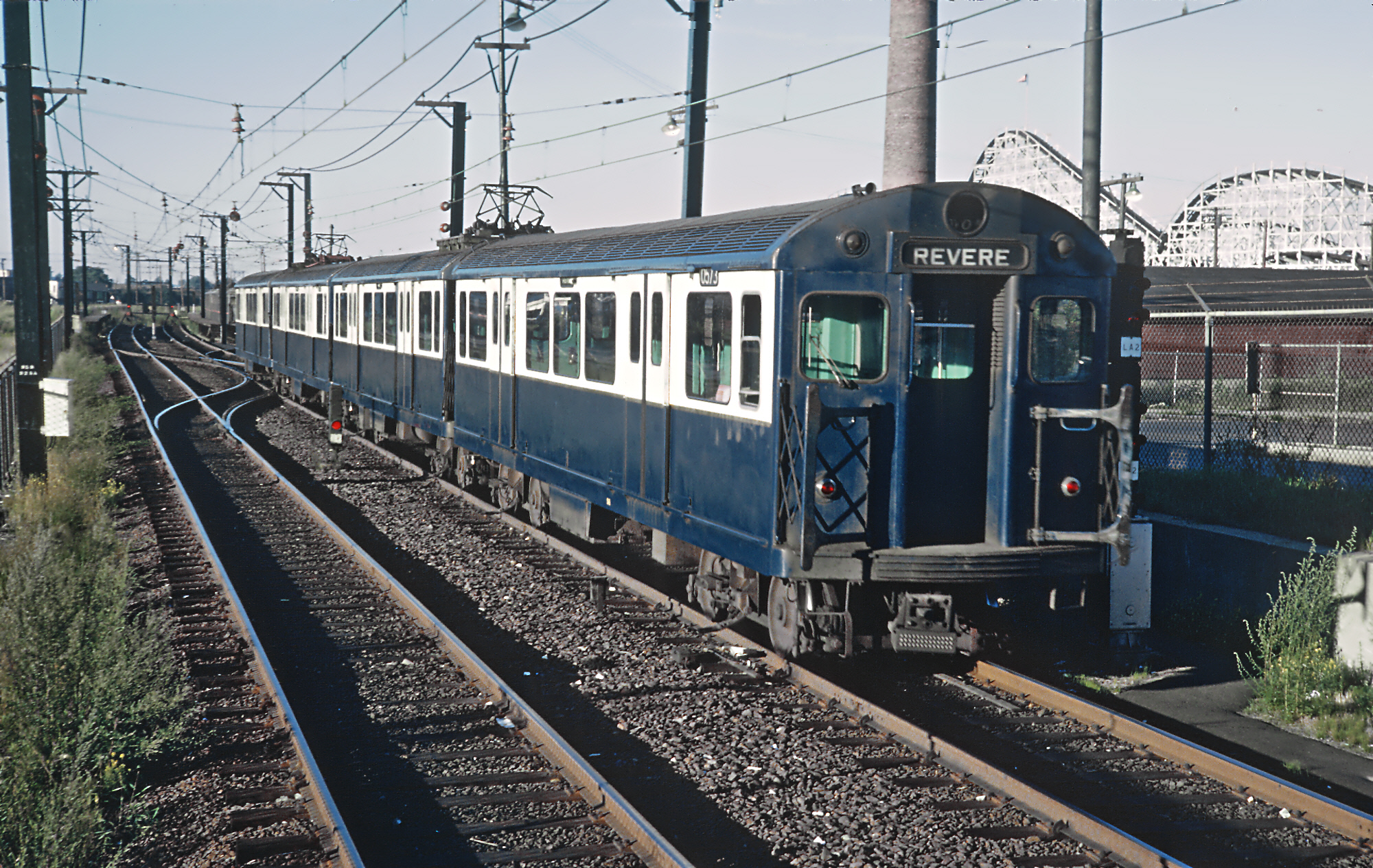
マサチューセッツ湾交通局 0500形電車 路面電車として運用されていたボストンのマサチューセッツ湾交通局ブルーライン（英語版）が1954年に地下鉄へと高規格化された際に導入された電車。1979年まで使用された[117][118][77]。
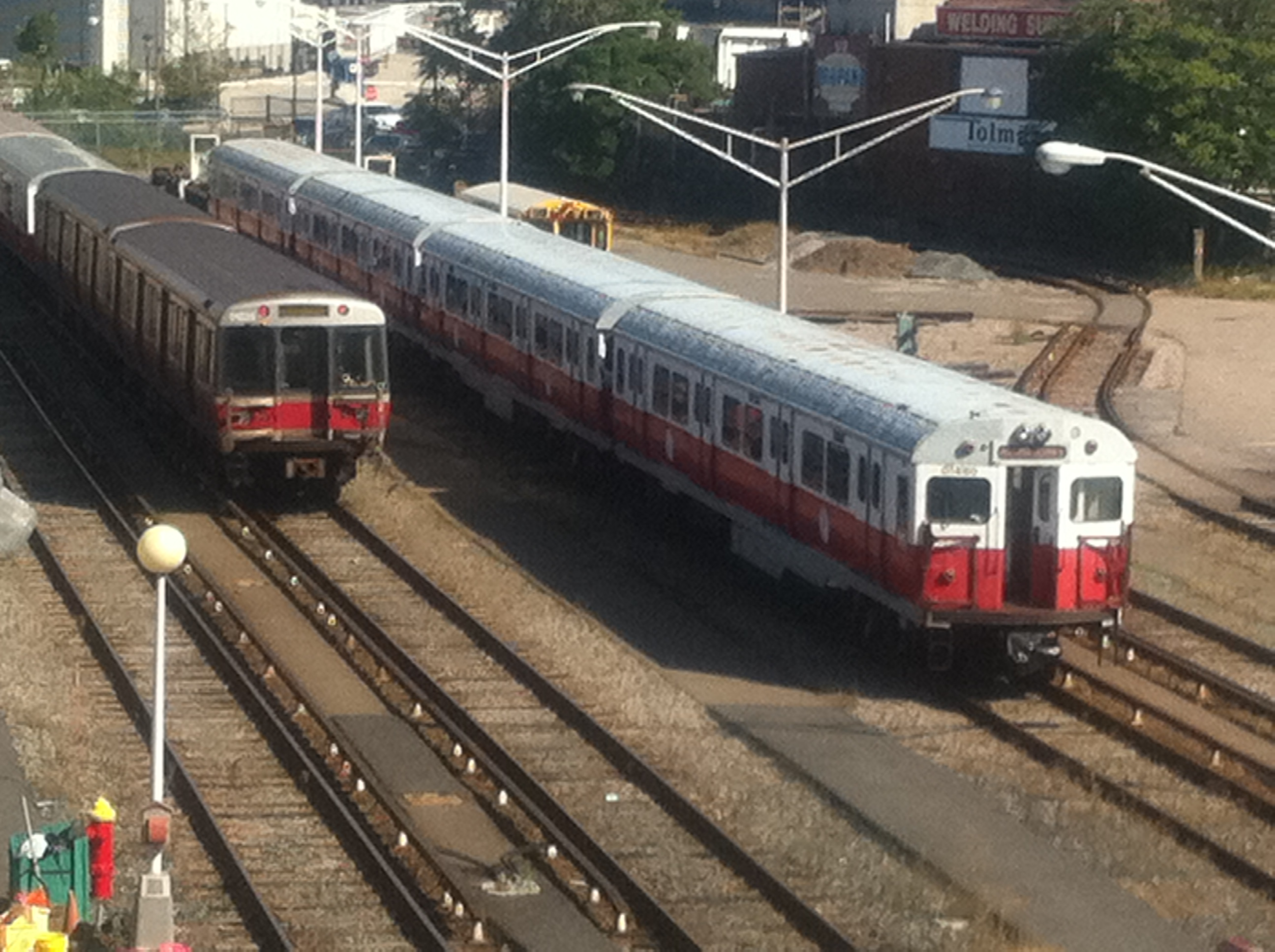
マサチューセッツ湾交通局 01400形電車（右） マサチューセッツ湾交通局レッドライン（英語版）用に1963年に製造された電車。アメリカ合衆国においてTRCとのライセンス契約に基づいて製造された最後の電車で、1994年まで使用された[119][77]。

## 北アメリカ以外のPCCカー
北アメリカで高い成功を収めたPCCカーは、第二次世界大戦前からそれ以外の国々でも高い注目を集めた。前述の通りPCCカーの開発を実施したTRCは各地の製造メーカーとライセンス契約を結ぶ事で技術提供を実施しており、北アメリカ以外の鉄道車両メーカーもTRCとライセンス契約を締結し、PCCカーの製造に乗り出した。ライセンス料は1954年の時点で3,450ドルで、加えて1両あたり200ドルを追加として支払う形となっていた。
世界各国に導入されたPCCカーは車両の更新のみならず輸送力増強や速度向上に貢献し、デン・ハーグ（オランダ）やブリュッセル（ベルギー）を始め全車両をPCCカーに統一した都市も存在した。その一方、従来の車両と仕様が大幅に異なる事が要因となり、ヴィシナルの所有路線（ベルギー）や東京（日本）など早期に運用を離脱、もしくは従来の車両に合わせた運転台の工事などが実施された事例も存在した。
北アメリカの企業以外で特に多数のPCCカーを製造したのはフィアット（イタリア）、BN（ベルギー）、タトラ国営会社スミーホフ工場（→ČKDタトラ）（チェコスロバキア）であった。また、ポーランドやスペイン、フランスの鉄道車両メーカーにはこれらの企業とライセンス契約を結びPCCカーと同等の技術を用いた車両を製造する事例が多数存在した。以下、双方を併せて解説する。

### フィアット
アメリカ、カナダ以外の鉄道車両メーカーで初めてPCCカーの製造を手掛けたのはイタリアのフィアットであった。1942年に試作車が完成し、イタリアとスペインに1両ずつ導入された。だが第二次世界大戦による被害を受けた事で、本格的な量産は終戦後となった。

#### イタリア
イタリア向けに製造された試作車（3001）は、トリノ中心部を走るトリノ市電に導入された。1942年から1943年にかけては最初の量産車となる3000形（3002 - 3005）が製造されたが、空襲により試作車が修復不能なほどの損傷を受けるなど大きな被害を受け、増備車となる3100形の製造は戦後の1949年からとなった。以降は旧型車両の集電装置の流用を受けて1958年まで125両（3100 - 3224）が作られた。
両形式とも1970年代後半のワンマン化改造、1990年代の集電装置のシングルアーム式パンタグラフへの交換を経て、超低床電車への置き換えにより2000年代までに営業運転から引退したが、以降もトリノ歴史路面電車協会により多数の車両が動態保存されている。

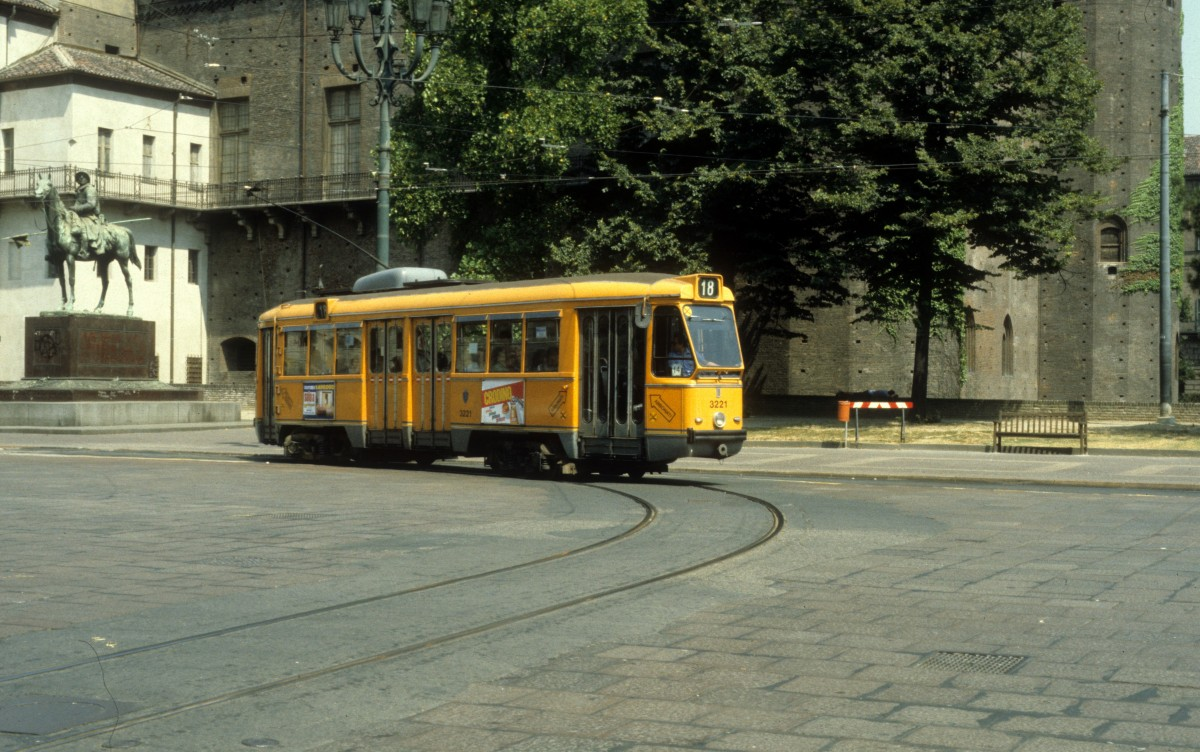
3100形（ワンマン改造、塗装変更後）（1984年撮影）

#### スペイン
スペイン向けに製造されたフィアットのPCCカーは、マドリードの路面電車であったマドリード市電へ導入された。第二次世界大戦の影響により量産車の営業運転開始は戦後の1945年となり、更に1両がドイツ軍に接収される事態になったものの、その代替車を含めて計50両がマドリード市電で運用に就いた。更にスペインの鉄道車両メーカーであるCAFがフィアットとライセンス契約を結ぶ事で110両の増備を実施し、1972年の市電廃止まで使用された。

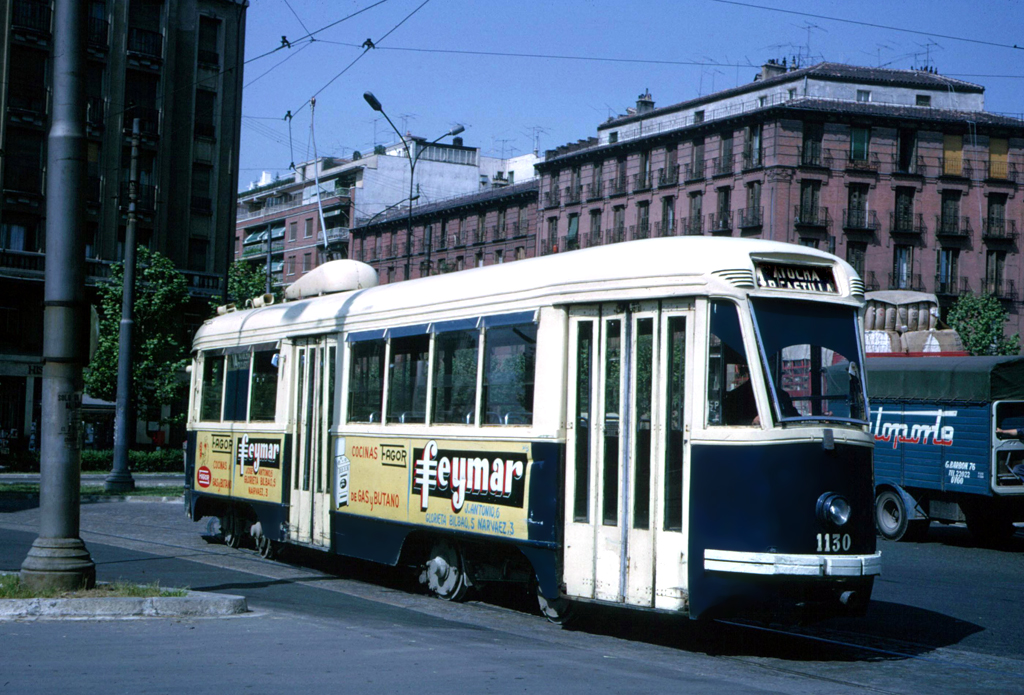
PCCカー（マドリード市電）

### BN・ACEC
1946年、ベルギーのBND（1956年以降は合併により"BN"、現：ボンバルディア）とACEC（現：ユミコア）はTRCとPCCカー製造に関するライセンス契約を結び、翌1947年に試作車がアメリカから輸入された。この実績を基に、1949年以降ベルギーを含むヨーロッパ各国にPCCカーの技術を基にしたBN・ACECおよびBNとライセンス契約を結んだ企業が製造したPCCカーが多数登場する事となった。またACECが製造した機器は、後述のメルボルン市電の試作車やコンスタル製の13Nにも使用された。

#### ベルギー
ベルギー初のPCCカーおよびBN（製造当初はBND）とACECが初めて製造したPCCカーが導入されたのは、ベルギー各地に軌間1,000 mmの鉄道網を有していた国営企業体のヴィシナル（フランス語: Société nationale des chemins de fer vicinaux、SNCV、オランダ語: Nationale Maatschappij van Buurtspoorwegen、NMVB）であった。アメリカ製の試作車を基に設計された量産車は1949年から1950年にかけて製造されたが、他の車両と異なる仕様であった事から早期に運用を離脱し、1960年にユーゴスラビア（現：セルビア）のベオグラード市電へ譲渡された。

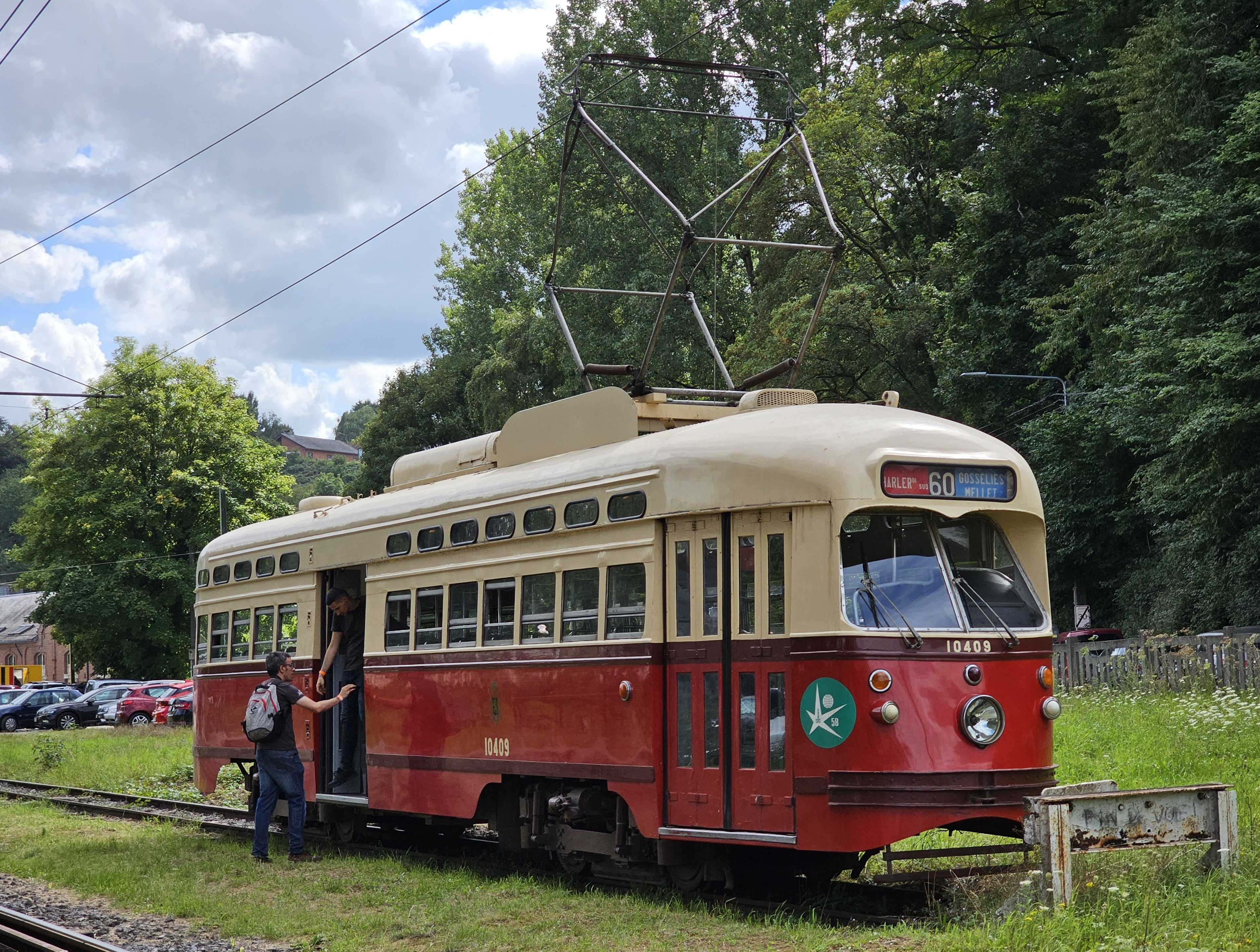
ヴィシナル向けPCCカー（量産車）

一方、ブリュッセルで路面電車（ブリュッセル市電）を運営するブリュッセル首都圏交通も、1950年代から1970年代にかけてPCCカーの技術を基にしたBN・ACEC製の路面電車車両を多数導入した。一部車両は廃車になったアメリカのPCCカーの台車や機器を流用する形で製造された他、1970年代以降量産された車両については大量輸送に対応するため連接構造を採用した。

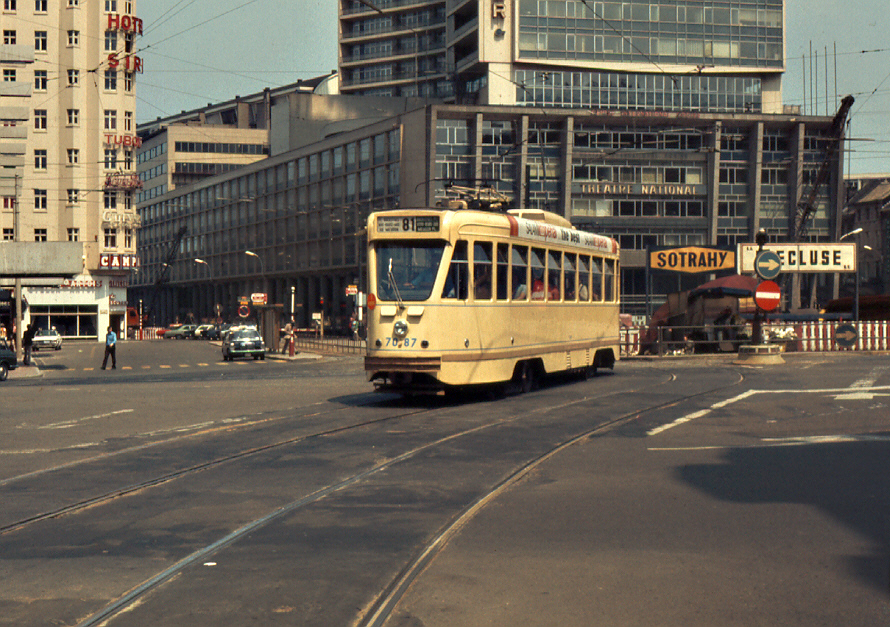
T7000形
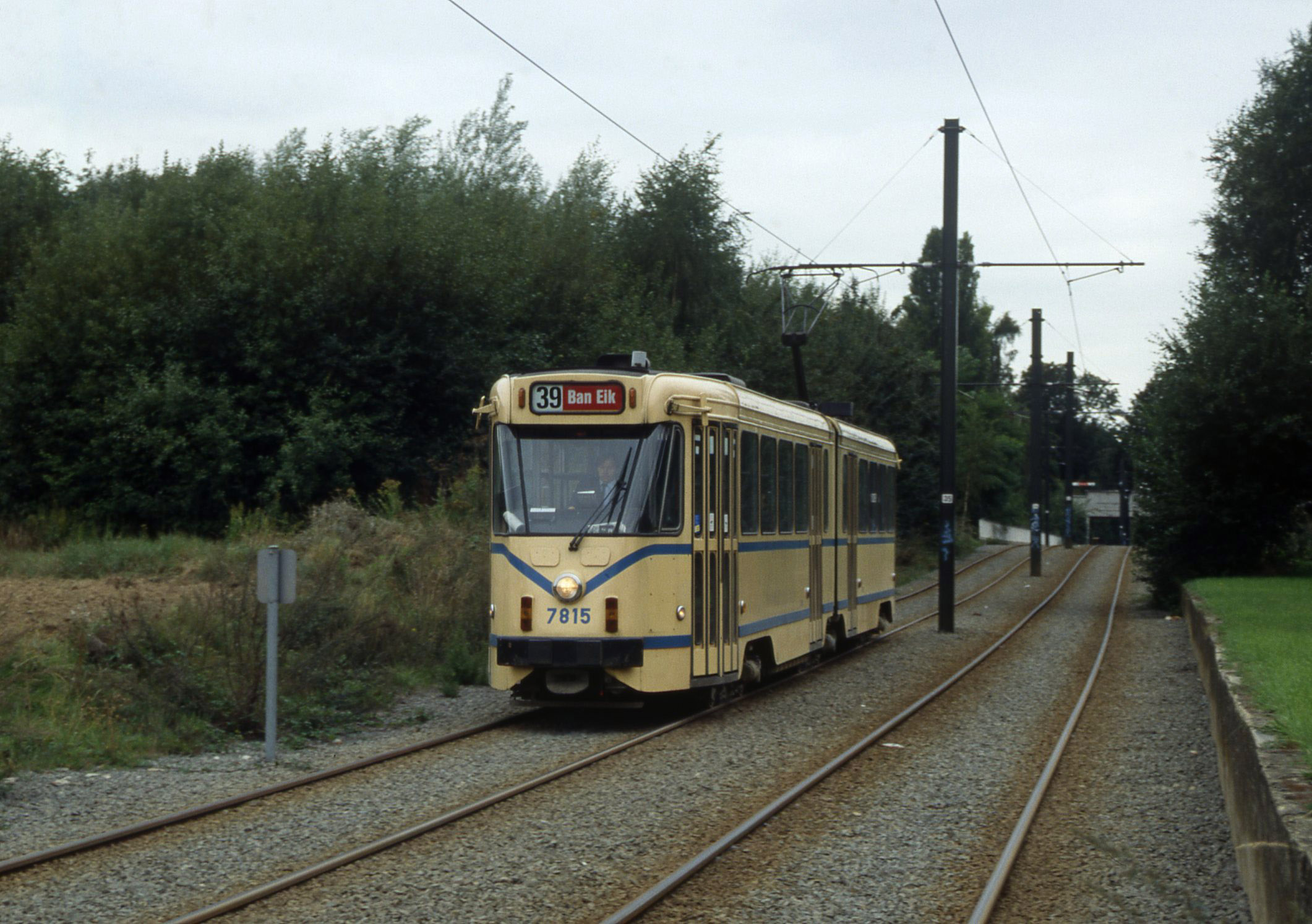
T7700形
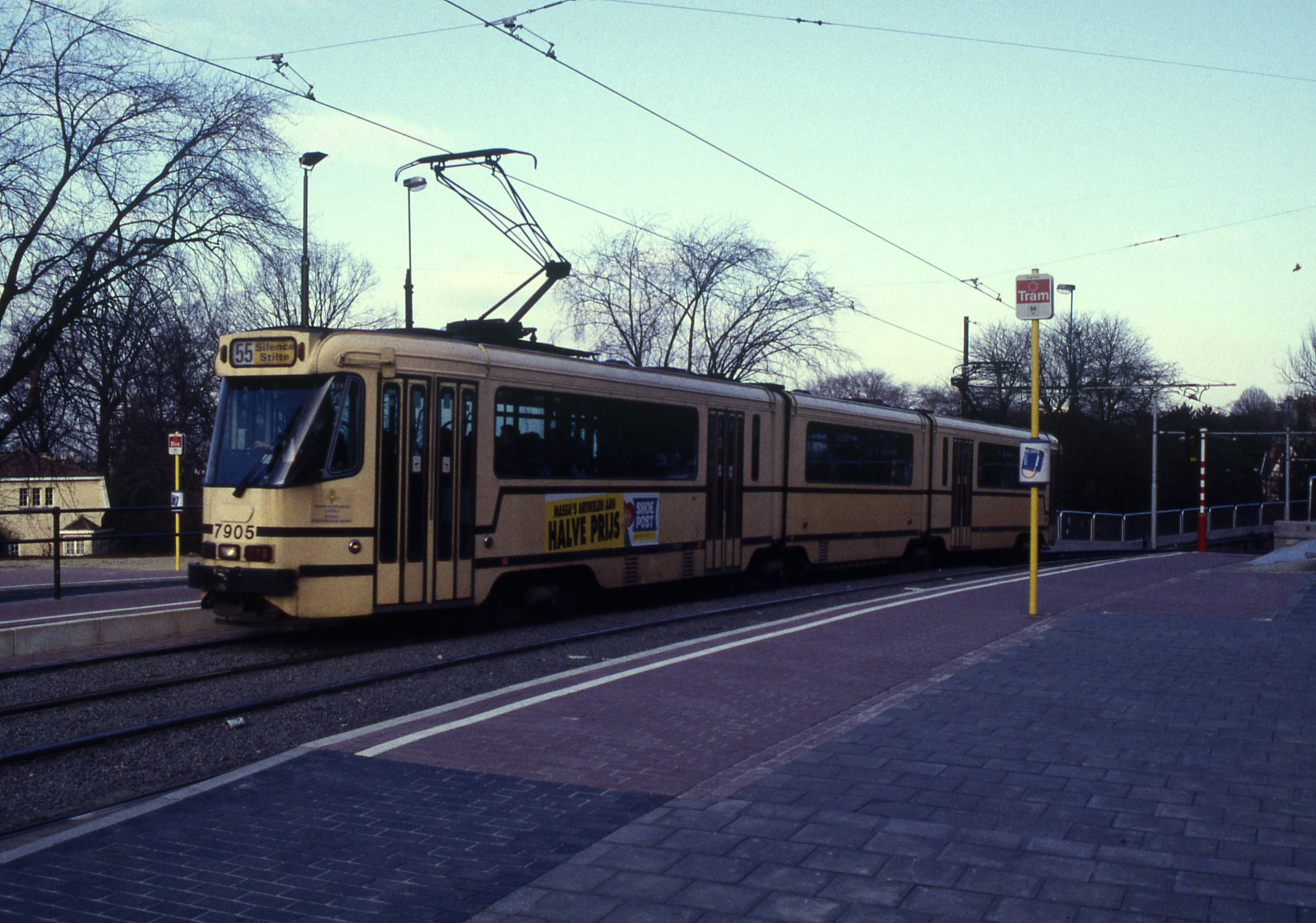
T7900形

また、これらの事業者以外にもアントウェルペン（アントウェルペン市電）やヘント（ヘント市電）にもBN製のPCCカーが導入されている。

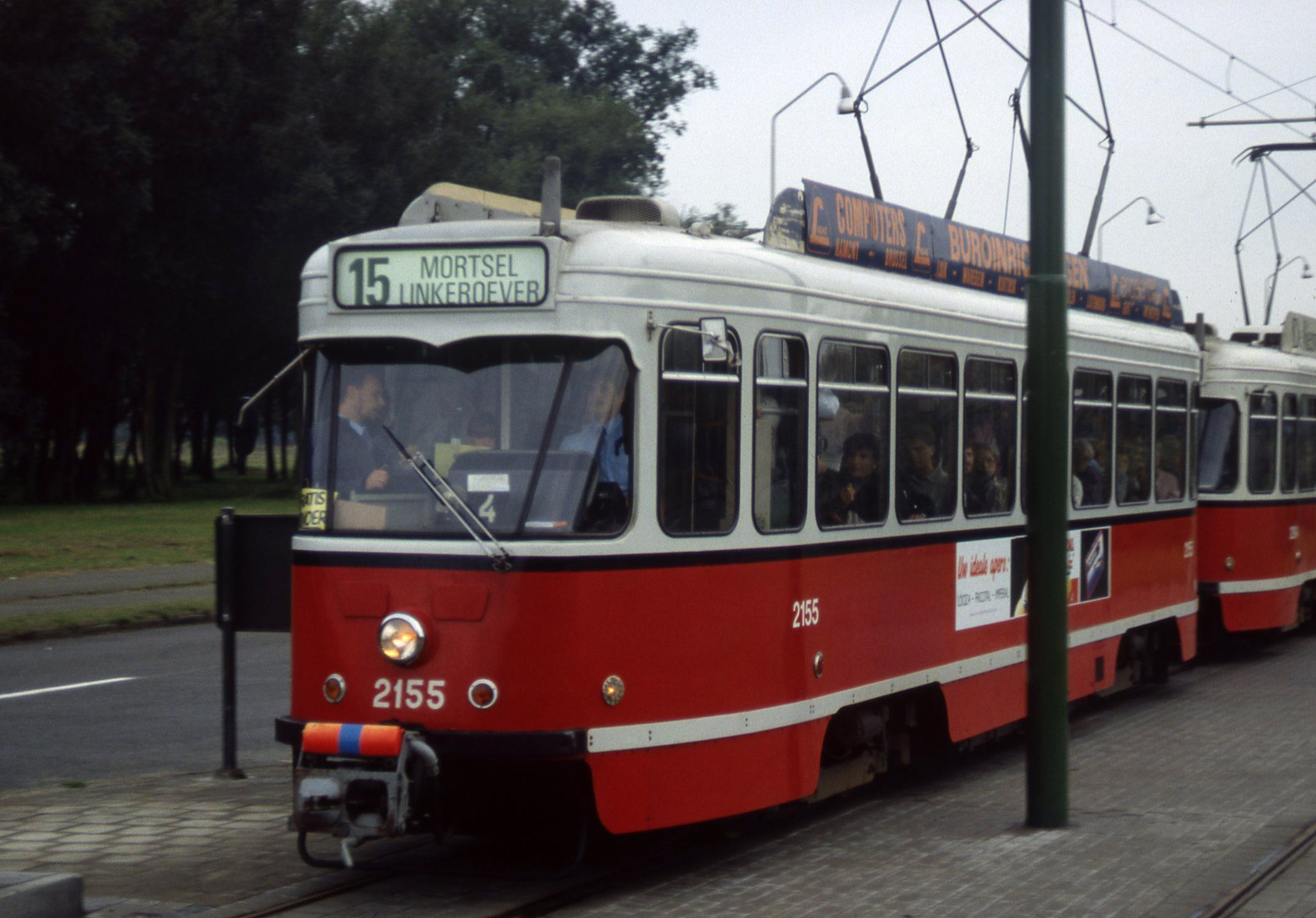
アントウェルペン市電（旧塗装）
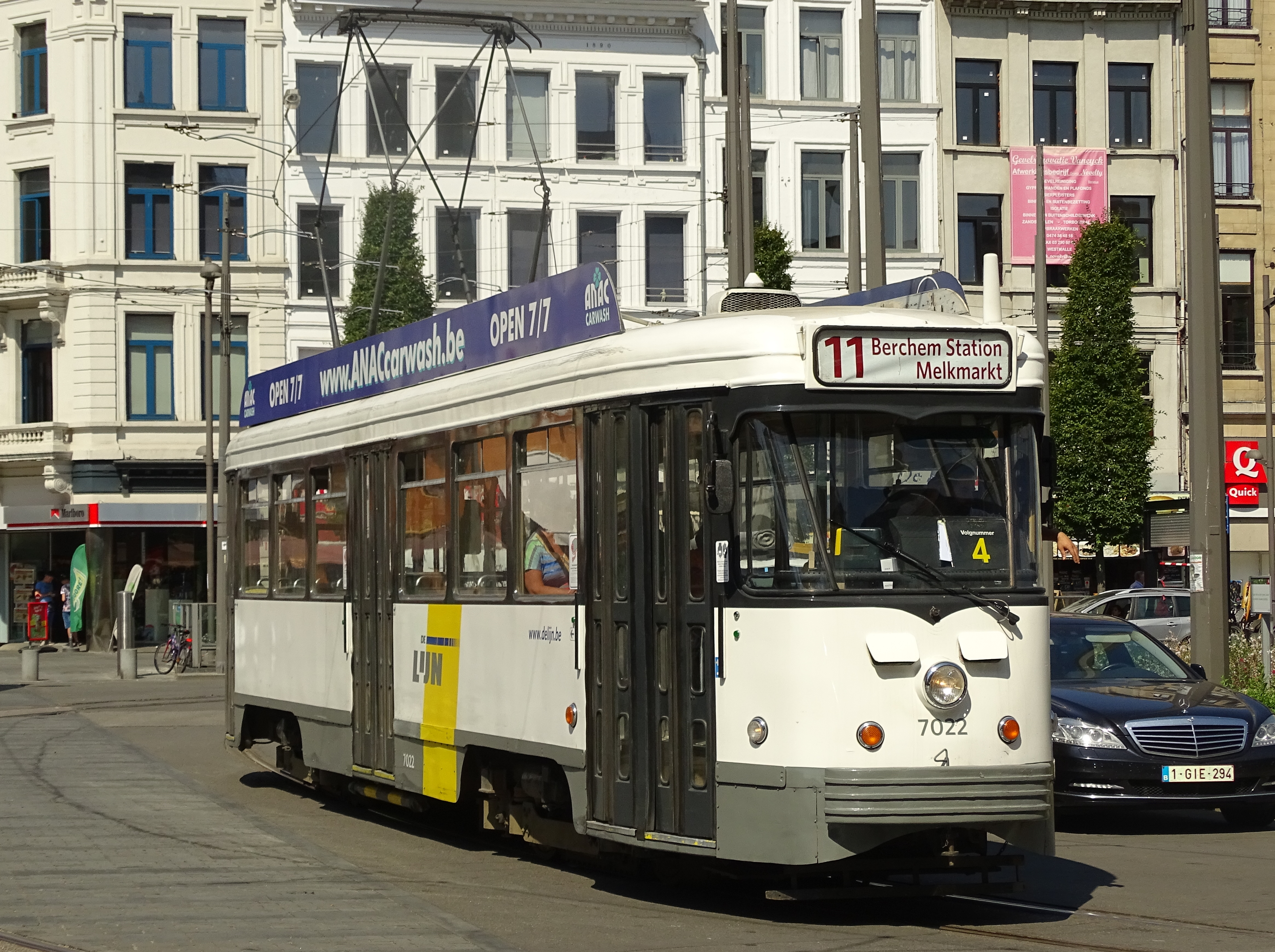
アントウェルペン市電（現塗装）
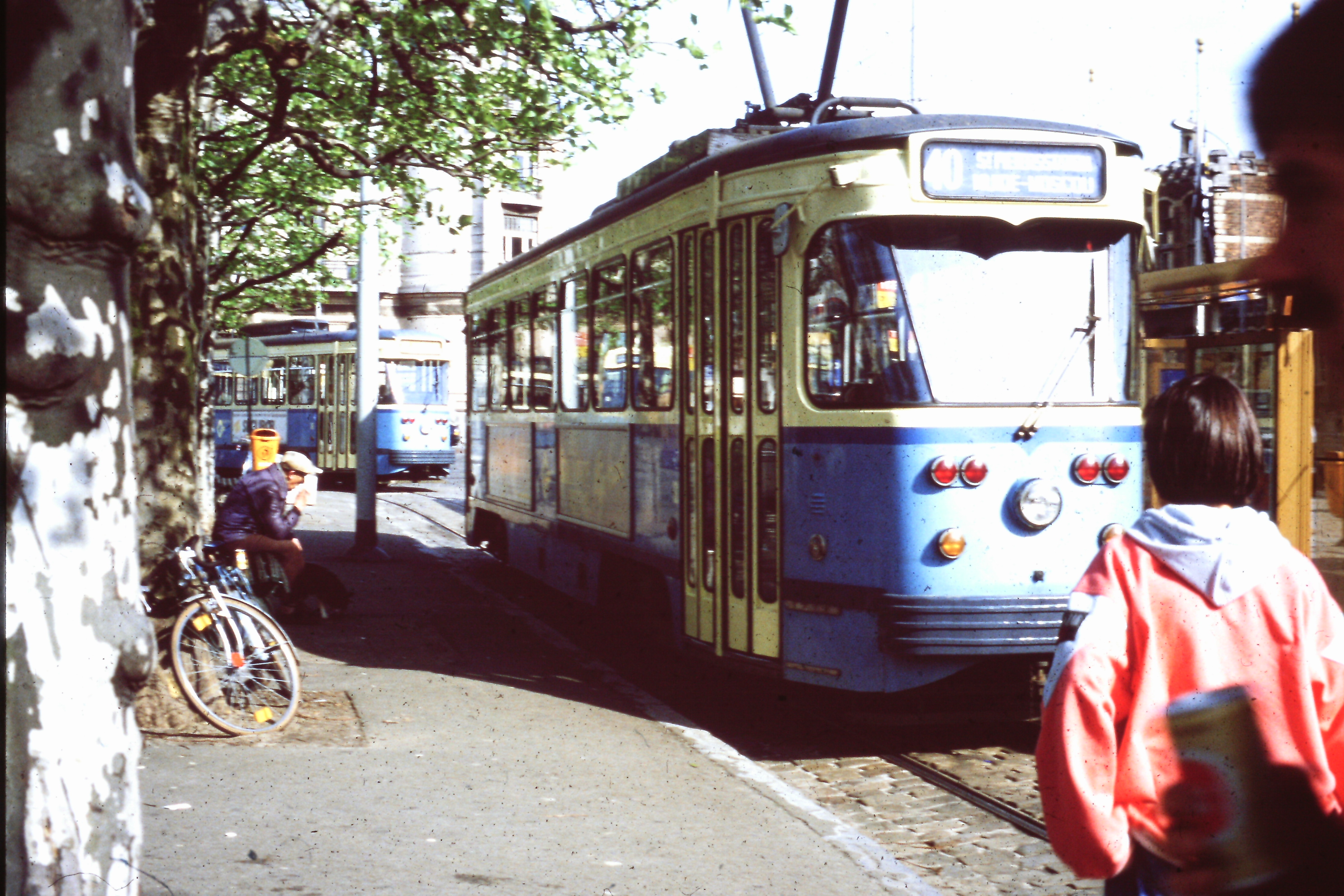
ヘント市電（旧塗装）
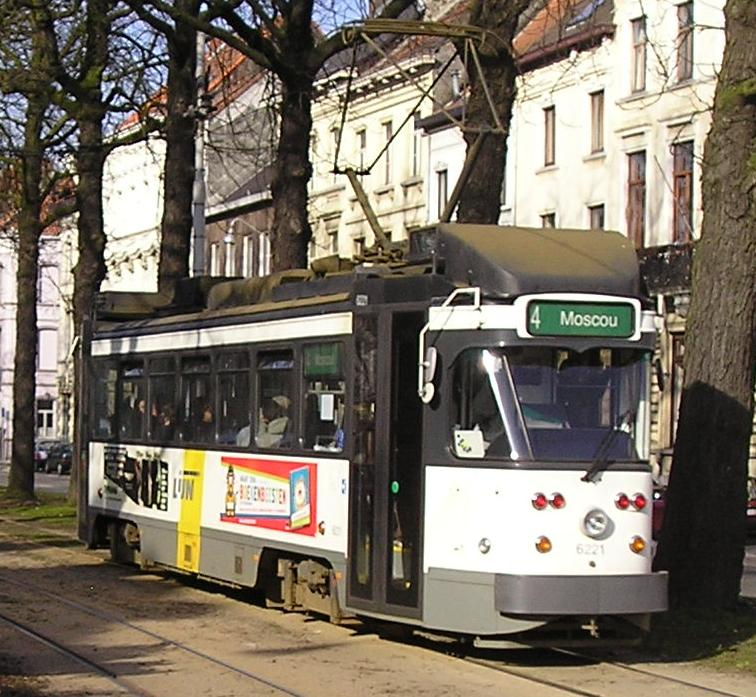
ヘント市電（現塗装）

#### オランダ
オランダの首都であるデン・ハーグの路面電車（ハーグ市電）には、1949年から1975年まで長期に渡りBN/ACEC製の車両が多数導入された。1993年までに営業運転は終了したが、置き換え用として導入されたGTL-8形連接式電車は車体デザインや足踏みペダルなどPCCカーの要素を多く残している他、一部車両にはPCCカーの台車や集電装置が流用されている。

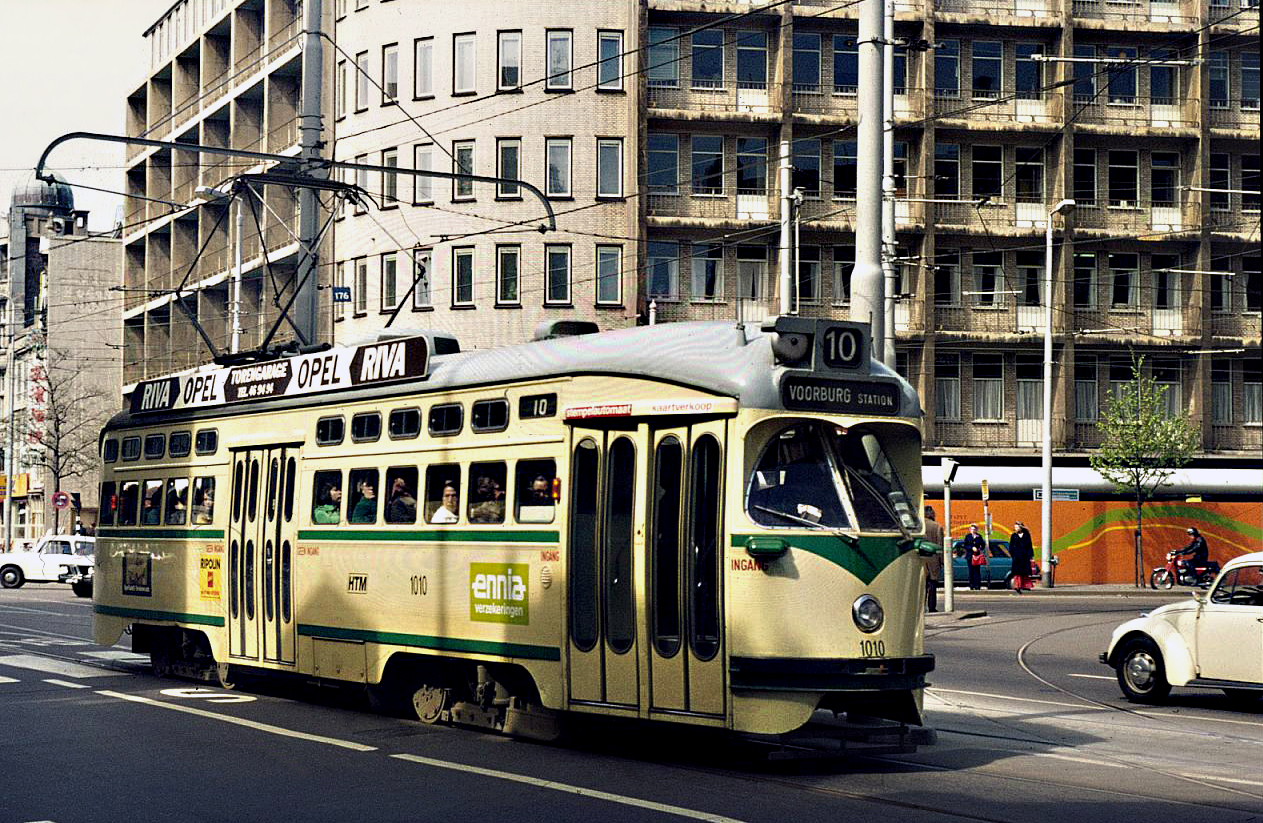
1010
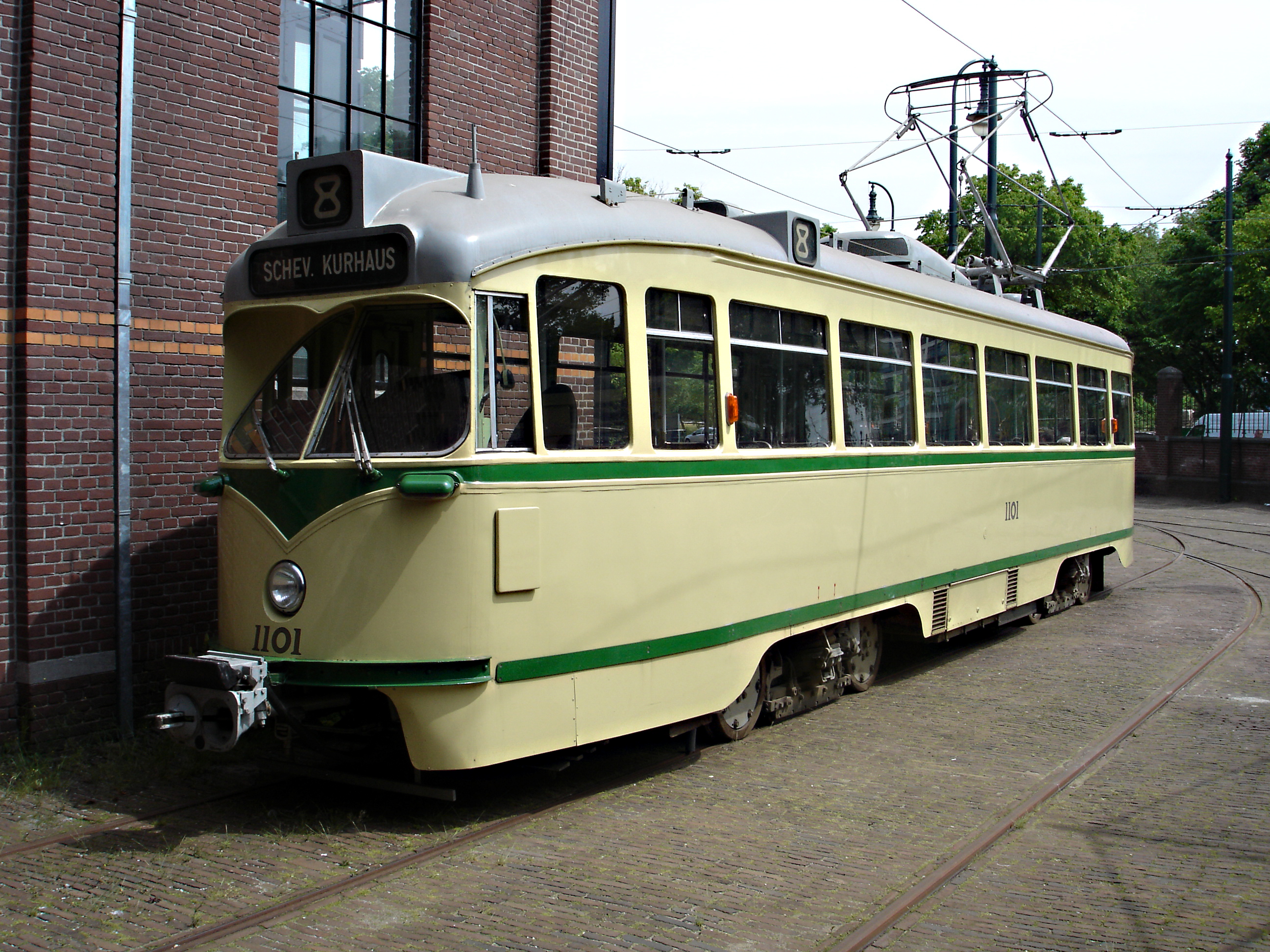
1101
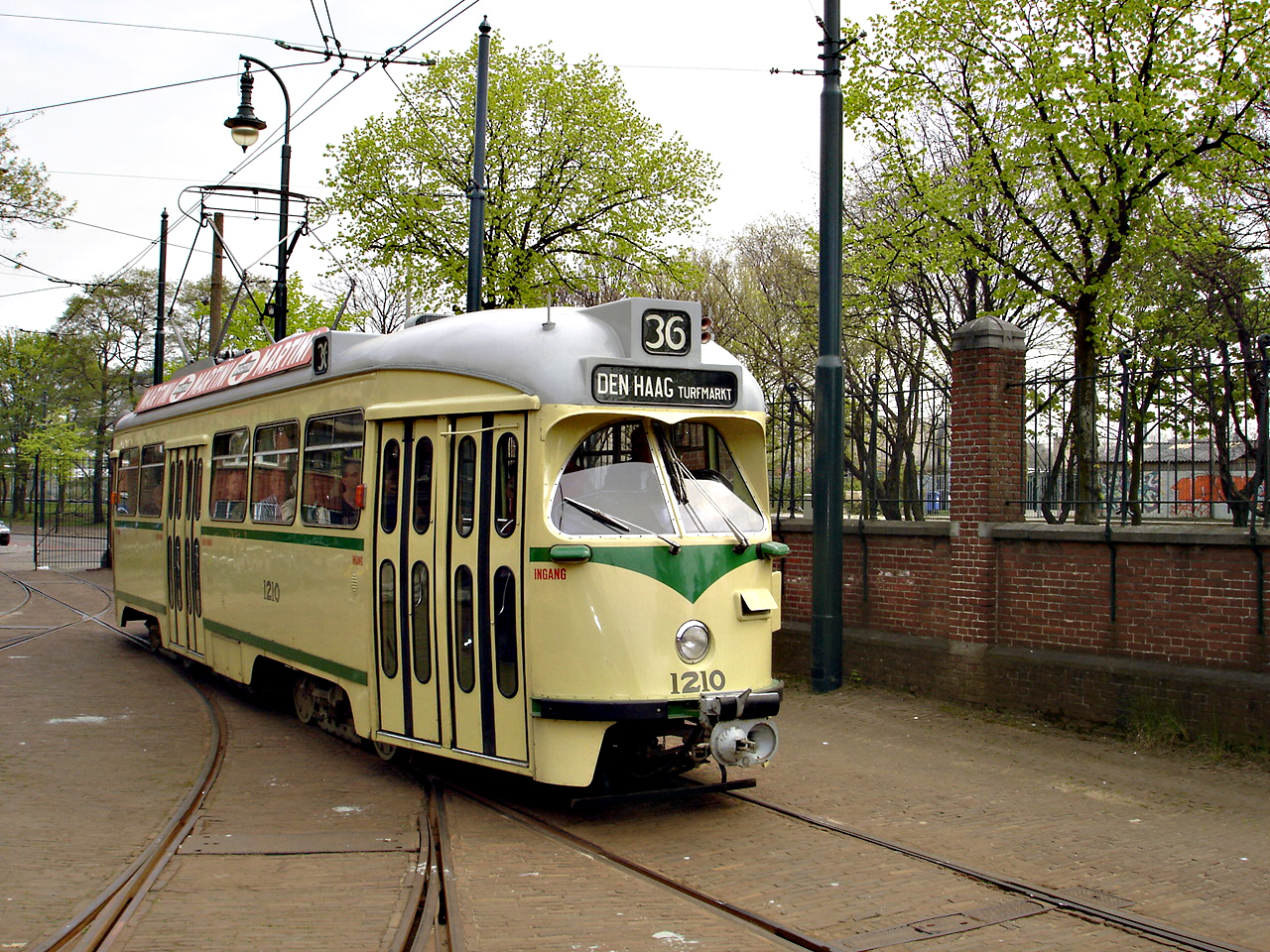
1210
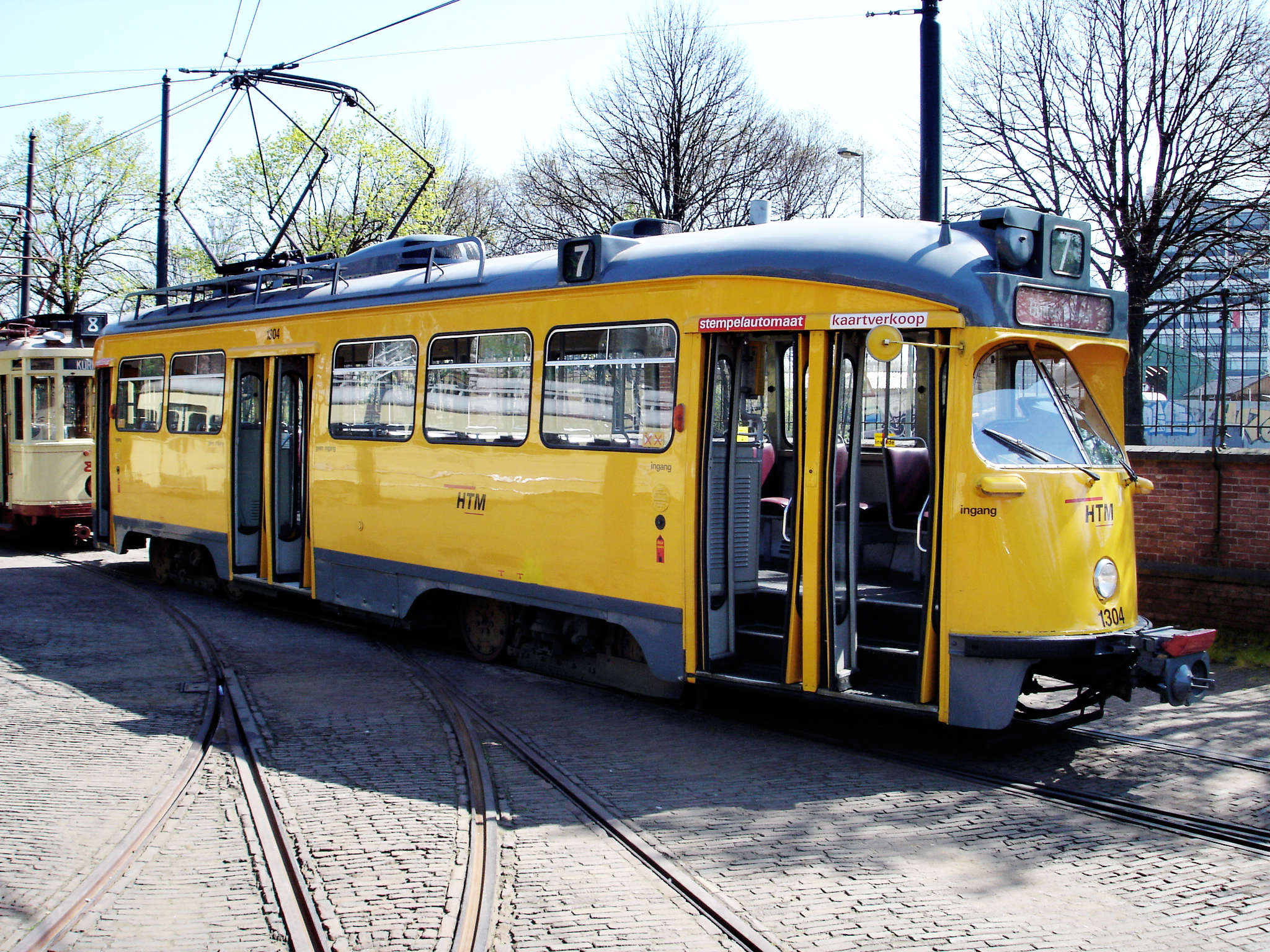
1304

#### フランス
1987年にナントのライトレールが開通するまでフランスの路面電車は3都市（マルセイユ、リール、サン＝テティエンヌ）にしか存在しない状態が長く続いたが、そのうちマルセイユ市電とサン＝テティエンヌ市電ではPCCカーが使用されていた。両都市の車両ともBN製であったが、1958年に導入されたサン＝テティエンヌ市電のボギー車についてはBNからのライセンス契約の元でストラスブールに工場を持つ"Ateliers de Strasborg"が製造を手掛けた。

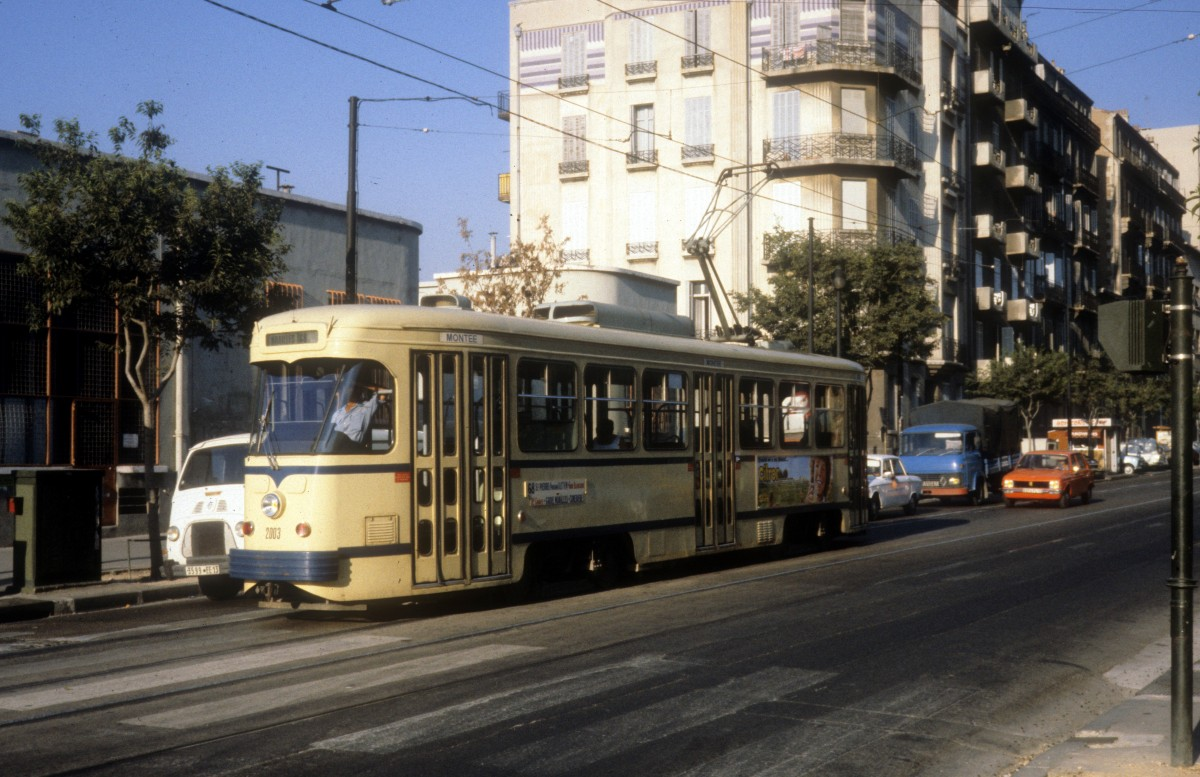
マルセイユ市電
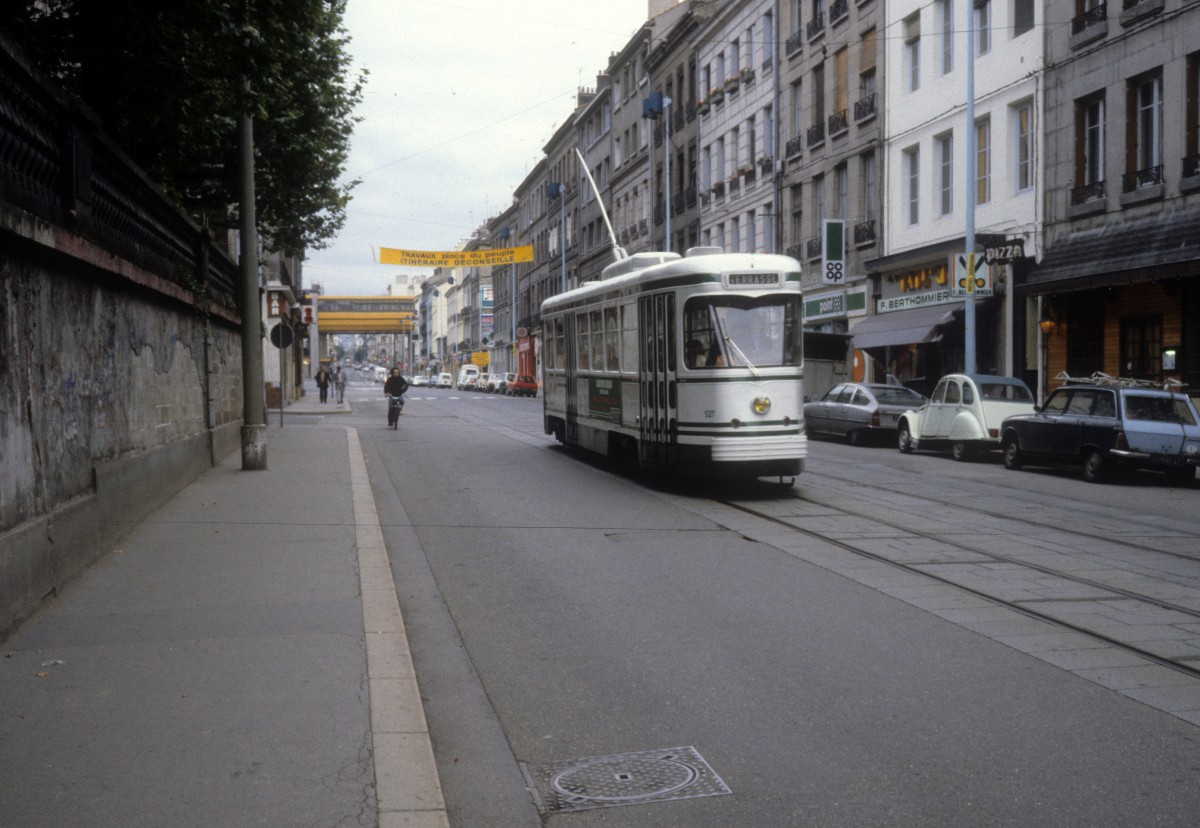
サン＝テティエンヌ市電（ボギー車）
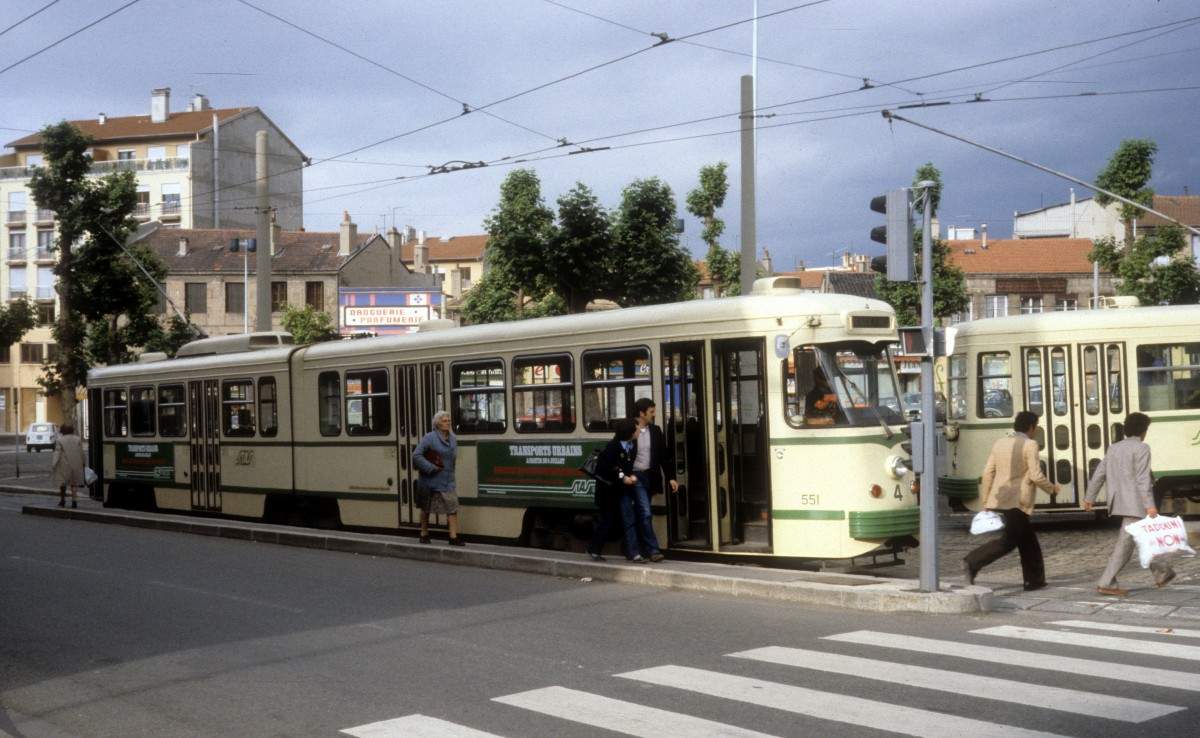
サン＝テティエンヌ市電（連接車）

#### 西ドイツ
第二次世界大戦後における西ドイツの路面電車車両の近代化・大型化はデュワグが開発した高性能路面電車であるデュワグカーによって行われ、最盛期には西ドイツの路面電車車両の8割のシェアを獲得していた。そのため、西ドイツに導入された純正PCCカーは1951年にハンブルク市電向けに製造されたBN製の1両が唯一の事例となり、1958年まで使用された後ブリュッセル市電へ譲渡された。

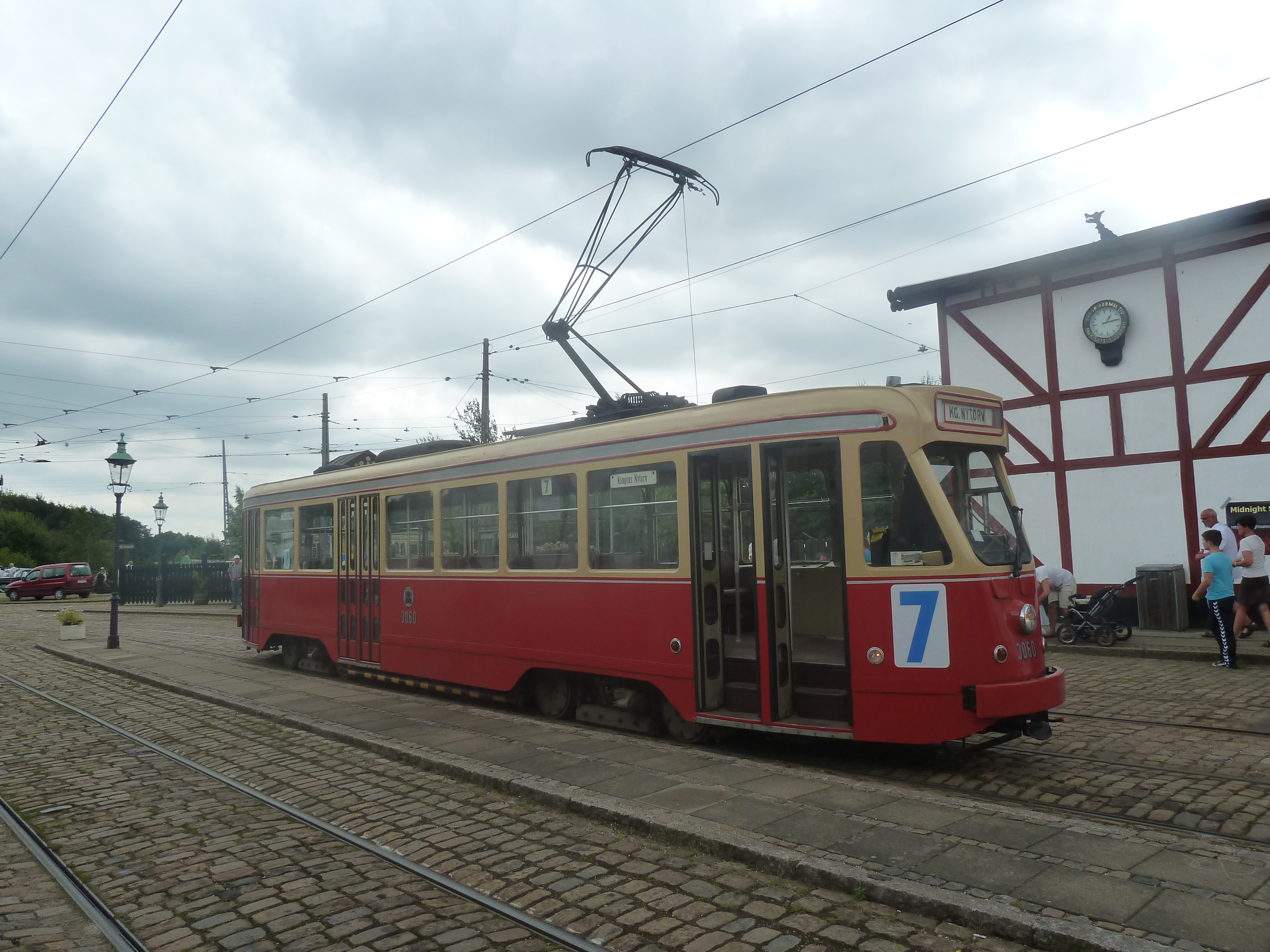
ハンブルク市電向けPCCカー

#### ユーゴスラビア
ユーゴスラビア（現：セルビア）の首都・ベオグラードを走るベオグラード市電には前述のようにベルギーのヴィシナルからPCCカーが譲渡されたが、それ以前の1952年にもPCCカーの技術を基にしたBN製の新造車両が5両導入されている。

### タトラ国営会社
チェコスロバキア（現：チェコ）に存在したタトラ国営会社スミーホフ工場（→ČKDタトラ）は、急増する輸送需要に対応するため戦後初期からTRCとの間でライセンス生産に関する交渉を行い、1947年に契約が成立した。それに基づき、1951年に試作車が、翌1952年から量産車の製造が始まったタトラT1を皮切りに、経済相互援助会議（コメコン）の元で東側諸国へ向けてČKDタトラ製の路面電車車両（タトラカー）の1万両以上にも及ぶ大量生産が実施された。これらのうち、PCCカーの構造を用いて生産されたのは主に以下の形式で、以降の車両は電機子チョッパ制御を始めとする新技術の導入が行われた。ただし駆動方式については自在継手を用いたカルダン軸やハイポイドギアを用いた直角カルダン駆動方式が継続して導入され続けた。

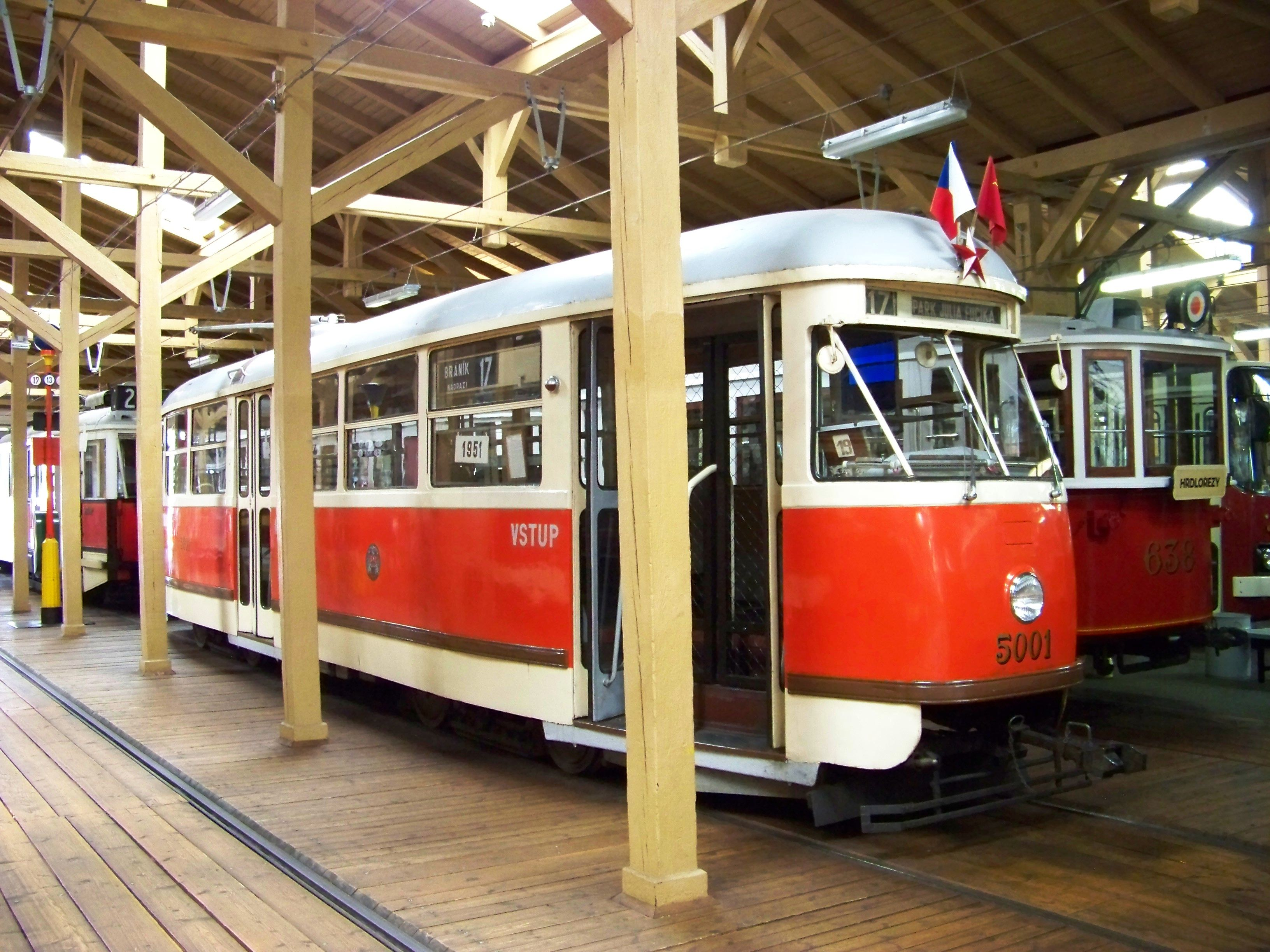
タトラT1
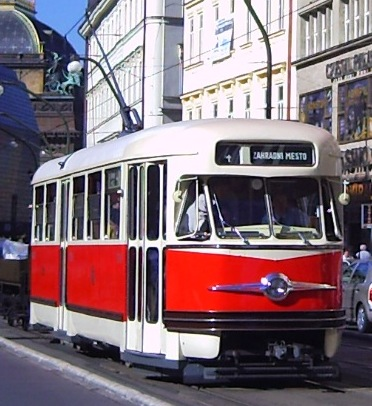
タトラT2
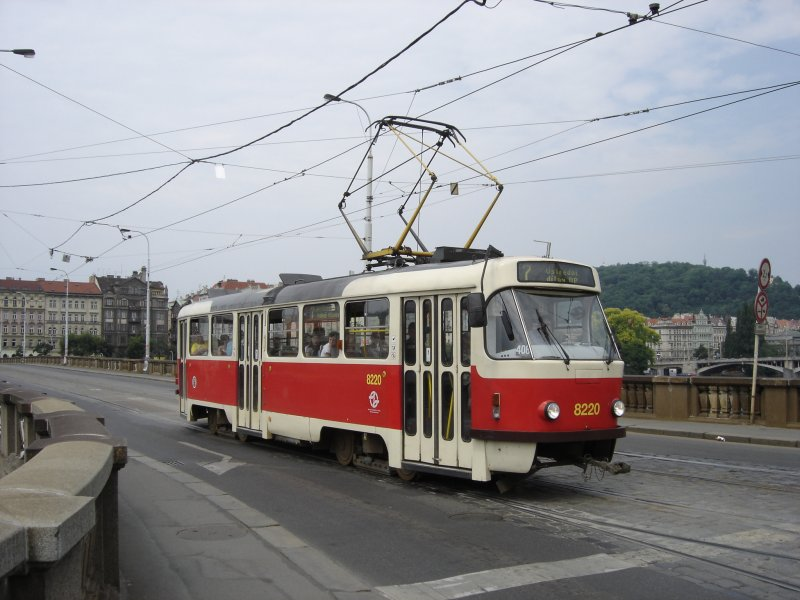
タトラT3
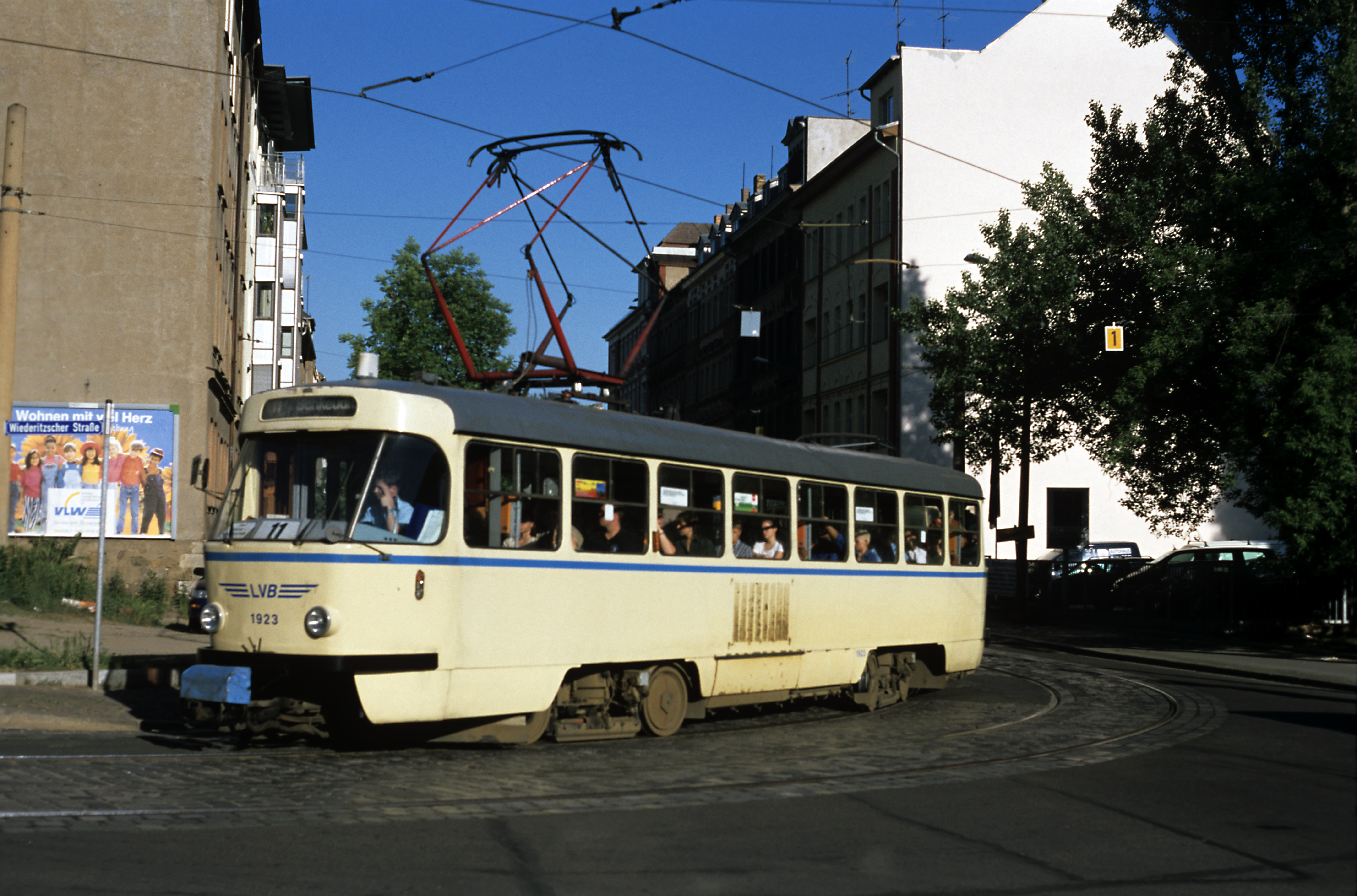
タトラT4

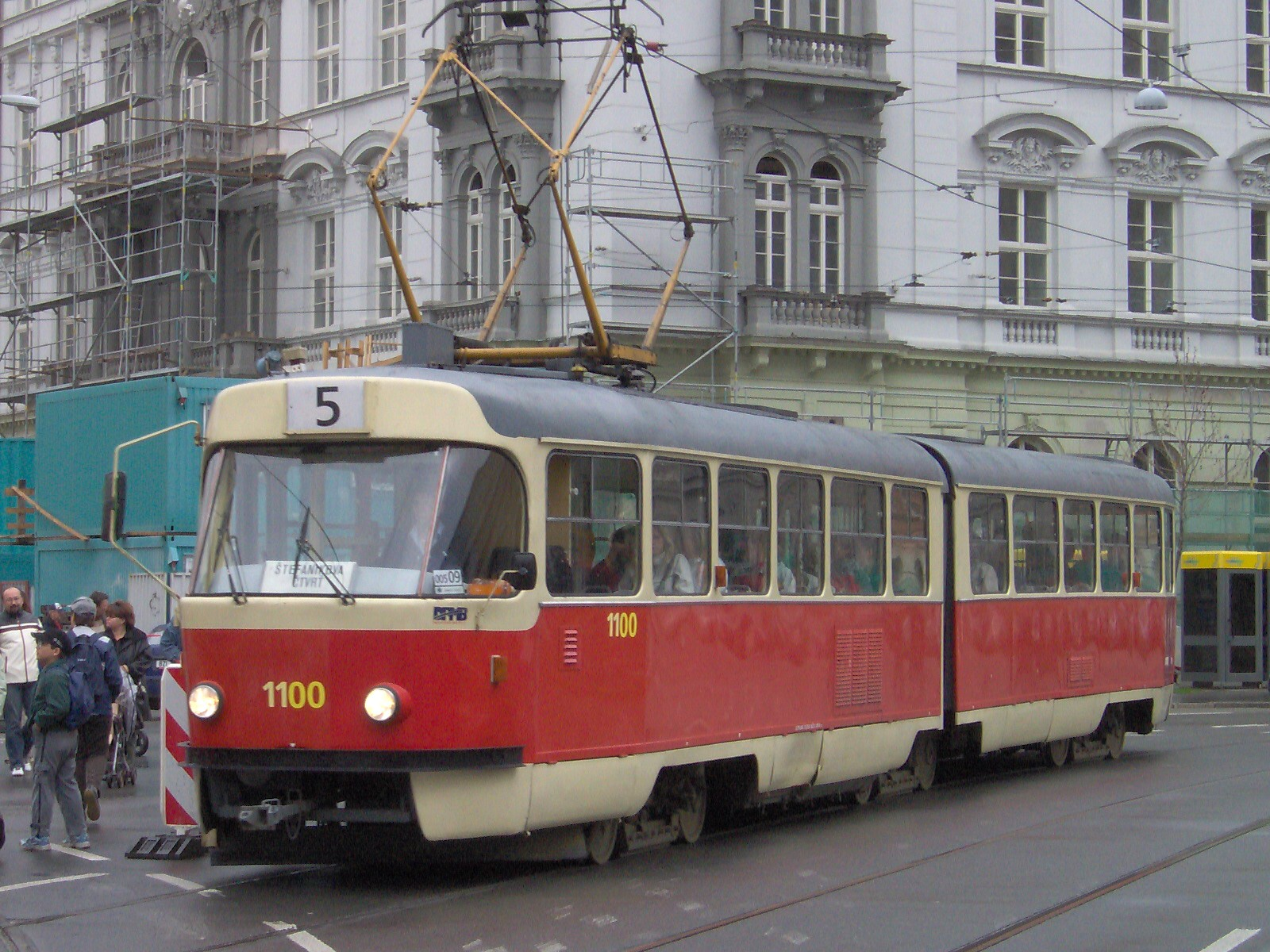
タトラK2
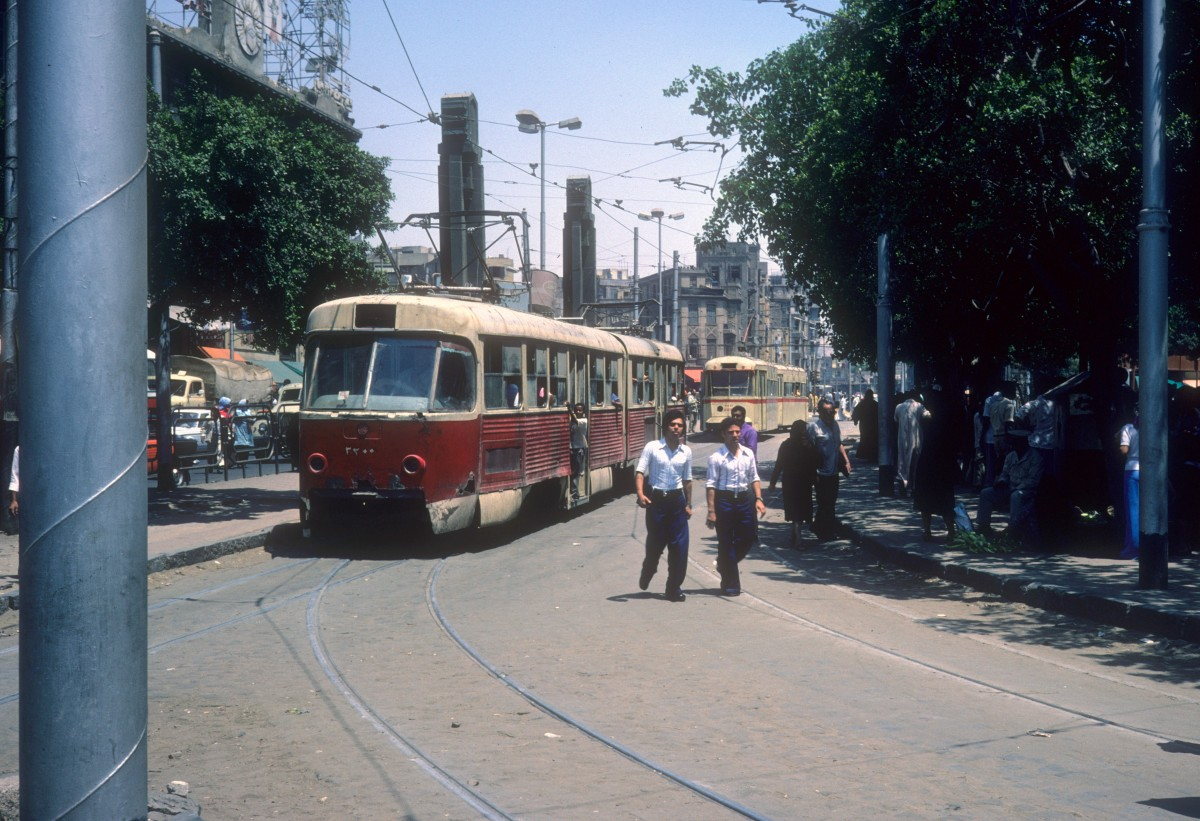
タトラK5
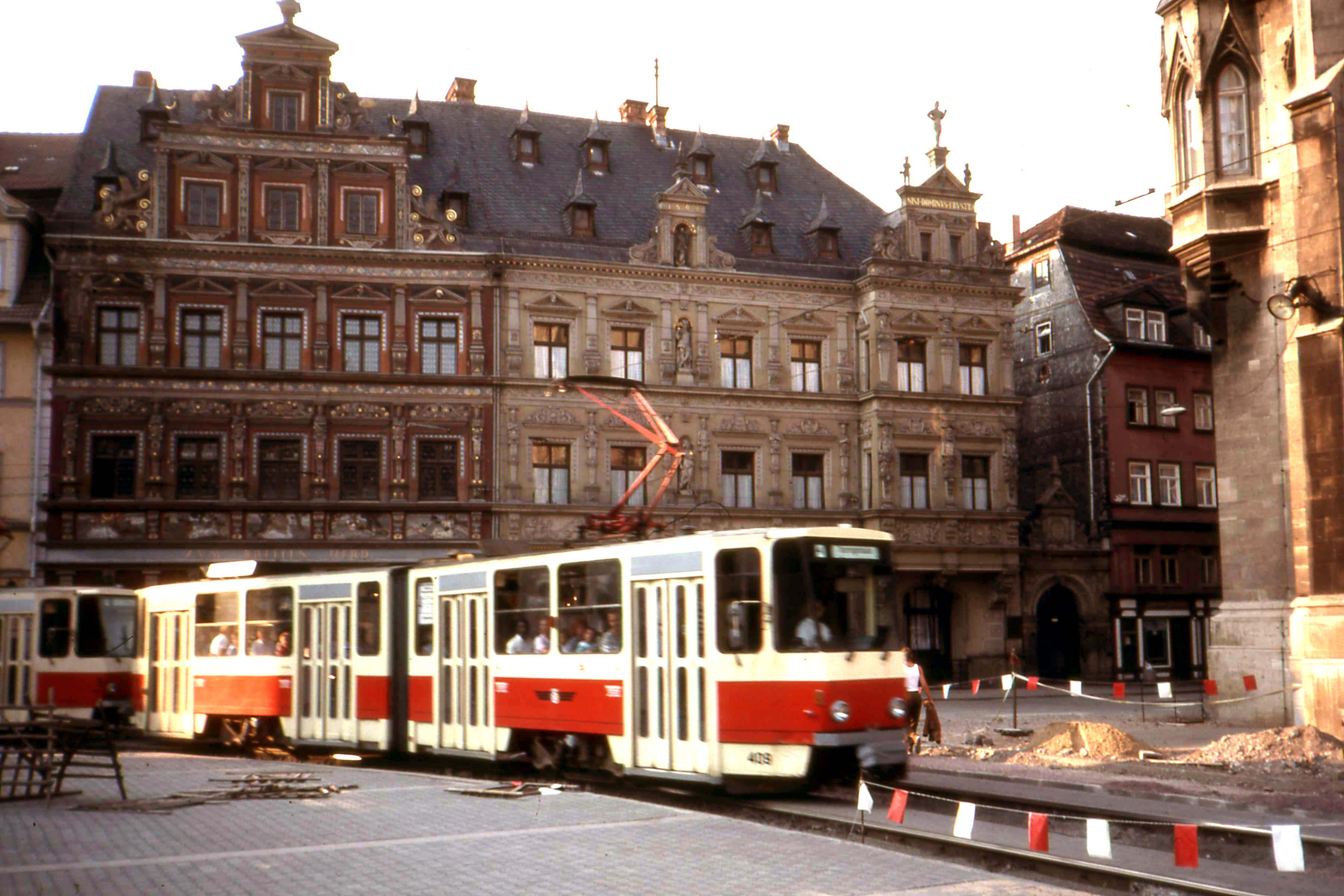
タトラKT4

### その他

#### イギリス
第二次世界大戦前からイギリスでもPCCカーの導入は検討されていたが、戦後の1953年にブラックプール・トラム（25両）などへ向けて製造されたチャールズ・ロバーツ製の車両が唯一の事例となった。ブラックプールでは"コロネーション"（Coronation）と呼ばれたこれらの車両はTRCのライセンスに基づいた弾性車輪や足踏みペダルを搭載し、主要機器はWH製のものを基に設計された。

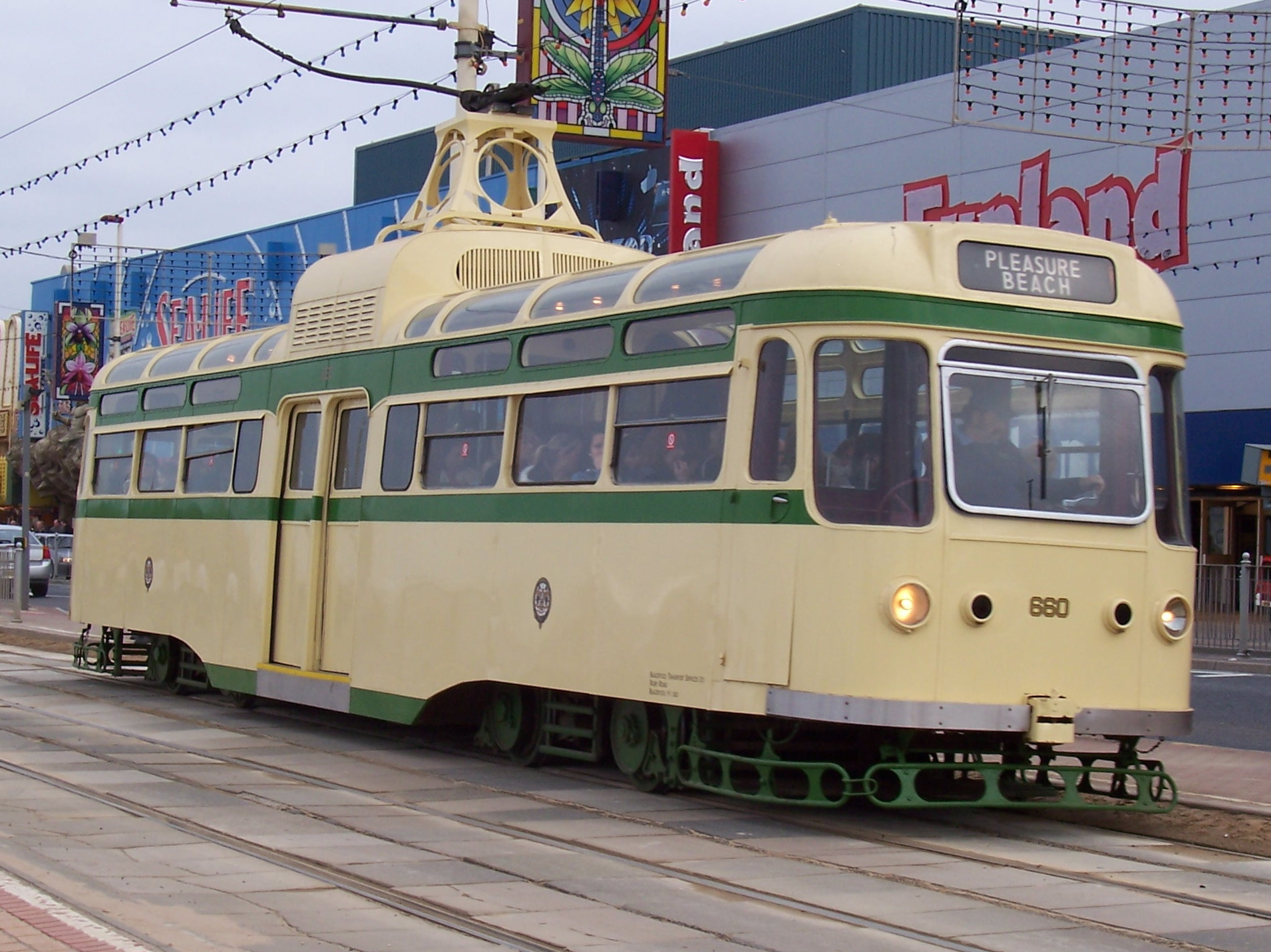
"コロネーション"

#### スウェーデン
1952年にスウェーデンのストックホルム市電に導入されたA28形2両（10・11）は、TRC社とのライセンス契約によりセントルイス・カー・カンパニーおよびウェスチングハウスの機器を利用してアセアが製造した車両であった。だがそれ以上の増備はなされず、1955年以降は観光客向けの系統に転用された。1960年代に実施された路線縮小による車両整理により廃車されたが、そのうち1両（11）については以降も残存し、2019年現在マルムショーピングにある路面電車博物館に保存されている。

#### オーストラリア
アメリカでPCCカーの開発が実施されていた1930年代当時、オーストラリアに残存していた路面電車の1つであるメルボルン市電では、電化区間の延伸に多額の費用が嵩んだ事もあり、旧型車両の機器を利用した旧来の路面電車の製造が優先されていた。ただその中でも1938年に実施された海外での技術調査でPCCカーの高性能ぶりが認知された事で、メルボルン市電を運営していた公営組織のM&MTB（Melbourne & Metropolitan Tramways Board）はTRCとライセンス契約を結び、アメリカから両運転台式のPCCカーを導入する計画を立てた。だが第二次世界大戦の勃発により、この時点での技術の輸入が実現する事はなかった。
戦後、再度PCCカーの技術導入計画が動き出したが、オーストラリア政府が戦後の経済復興計画の一環として外国為替に対して規制を課していた事で海外からのライセンス契約に難色が示され、最終的に導入されたPCCカーは1950年に試作された1両（980）のみに留まった。この車両はセントルイス・カー・カンパニー製のB-3形台車を搭載し、駆動装置や制御装置にPCCカーの技術が導入された一方、車体は旧来の路面電車を基本としたデザインとなり、運転台からの速度制御も足踏みペダルではなく従来の路面電車車両と同様の主幹制御器となった。
製造された同年に試運転が実施され、その優れた性能は高加速ノッチの使用や、都心を走る系統での運用が制限されるほどだった。だが前述の通りそれ以上の量産は行われず、1971年5月をもって営業運転から退いた。
この980が使用されていた1960年代、メルボルン市電は資金不足や州政府からの制限により新型路面電車の製造が中断していたが、路面電車への資金投資への反対が少数派となった1970年代に新たな電車を開発・製造する許可が下りた。これに基づき、980の台車や主要機器を再利用する形で1973年に新たな試作車（1041）の製造がメルボルン市電の工場内で行われた。車体はスウェーデン・ヨーテボリ市電のM28形を基に設計され、運転士による速度制御はベルギーのACECが製造した足踏みペダルによって行われた。また製造当初はワンマン運転に対応していたが、労働組合の反対により営業時は車掌が乗務出来るよう改造が行われた。
1973年から営業運転を開始した1041を基に、M&MTBは量産車となるZ1形電車をコモンウェルス・エンジニアリング（Commonwealth Engineering、Comeng）に発注し、1975年から営業運転に導入した。だがこれらの車両は1041と異なる機器を有していたため共通運用は出来ず、更に1041は980から車体重量が増加していたにも関わらず制動装置の改良がなされなかったため、制動の効きに問題を抱えていた。そのため1975年から1976年にかけて機器をZ1形と同じものに交換したものの信頼性の低さは変わらず、末期は予備車として在籍し、1984年に廃車となった。主要機器の一部はZ1形の修理用に供出された。
2019年現在、980はビクトリア州路面電車博物館協会（Tramway Museum Society of Victoria）に、1041はメルボルン路面電車博物館（Melbourne Tram Museum）にそれぞれ保存されている。

#### ポーランド
旧東側諸国のうち、ポーランドでは各地の路面電車へ向けた標準型車両として自国のコンスタルによって開発された車両が導入された。その中で初の大型ボギー車となった13Nは、タトラT1の技術を基に生産された車両である。そのためPCCカーと同等の技術を用いながらもTRC社とのライセンス契約は結んでいない。1967年からは2車体連接車である102Nや102Naが製造された後、1974年には車体構造が大幅に変更された105Nが製造された。その増備車である105Na以降は直並列組合せ制御の採用を始めとする近代化が実施されている。

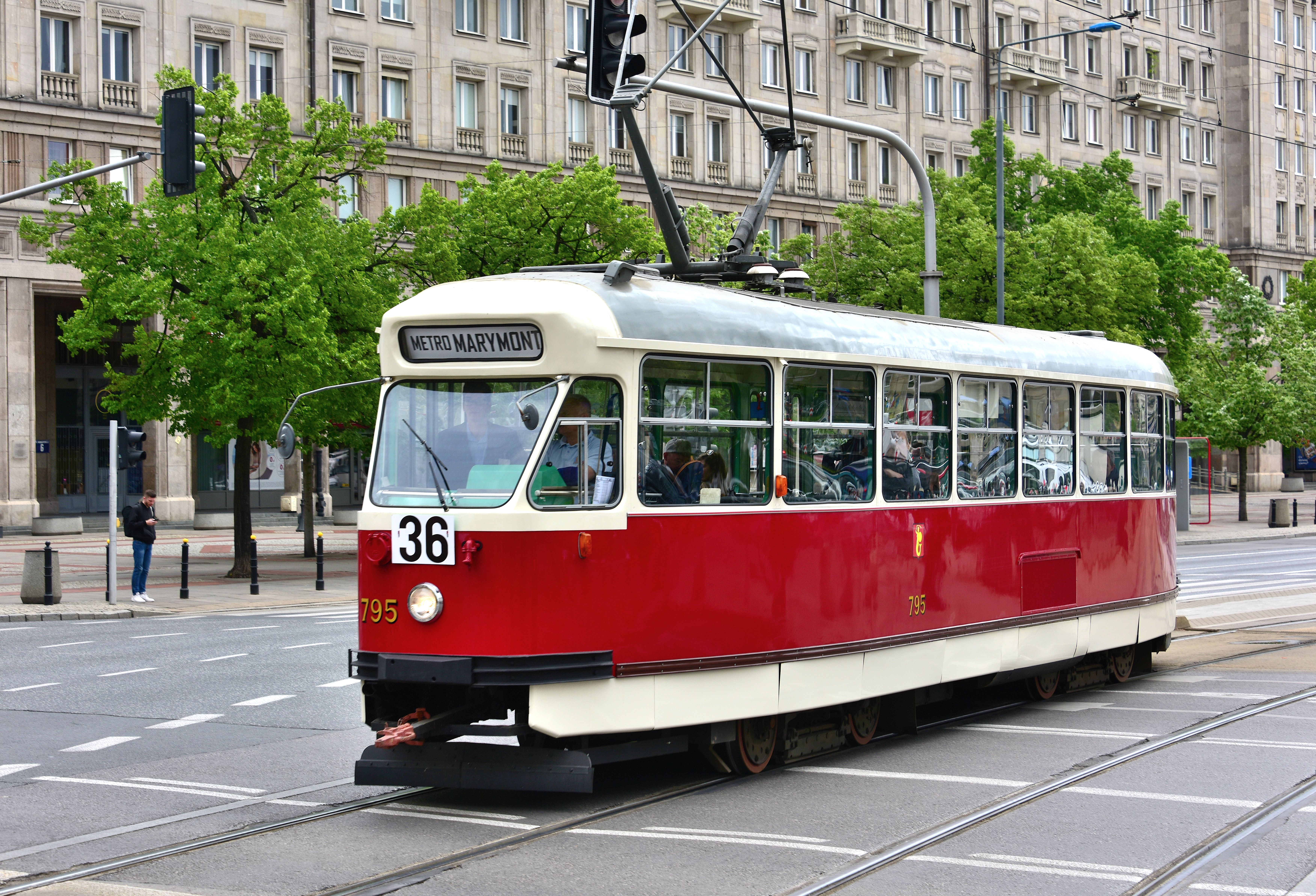
13N
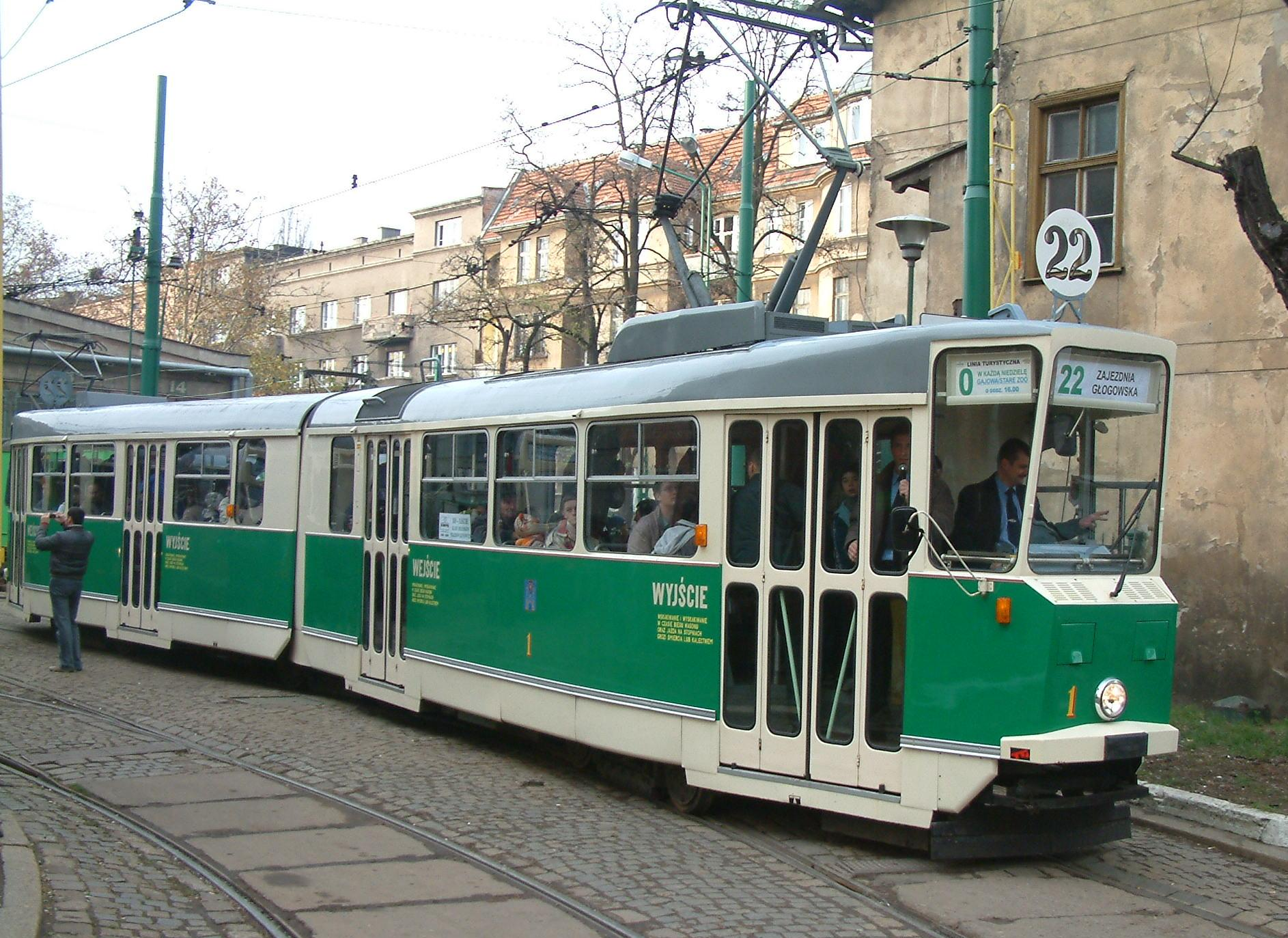
102N
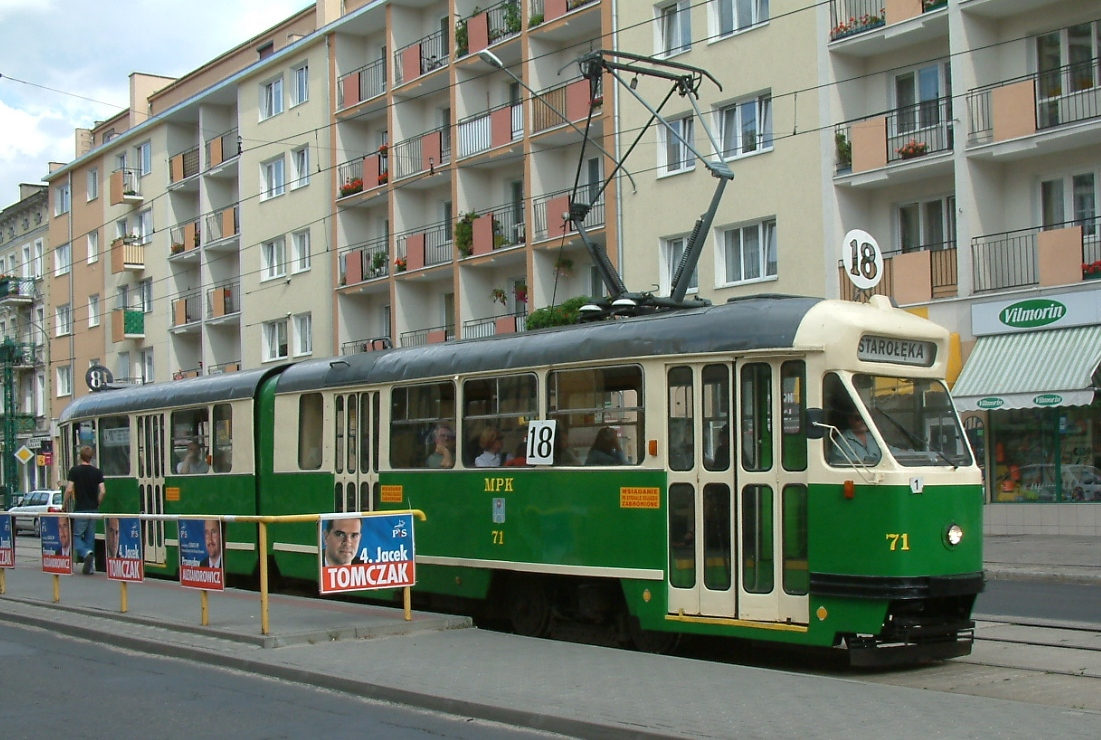
102Na
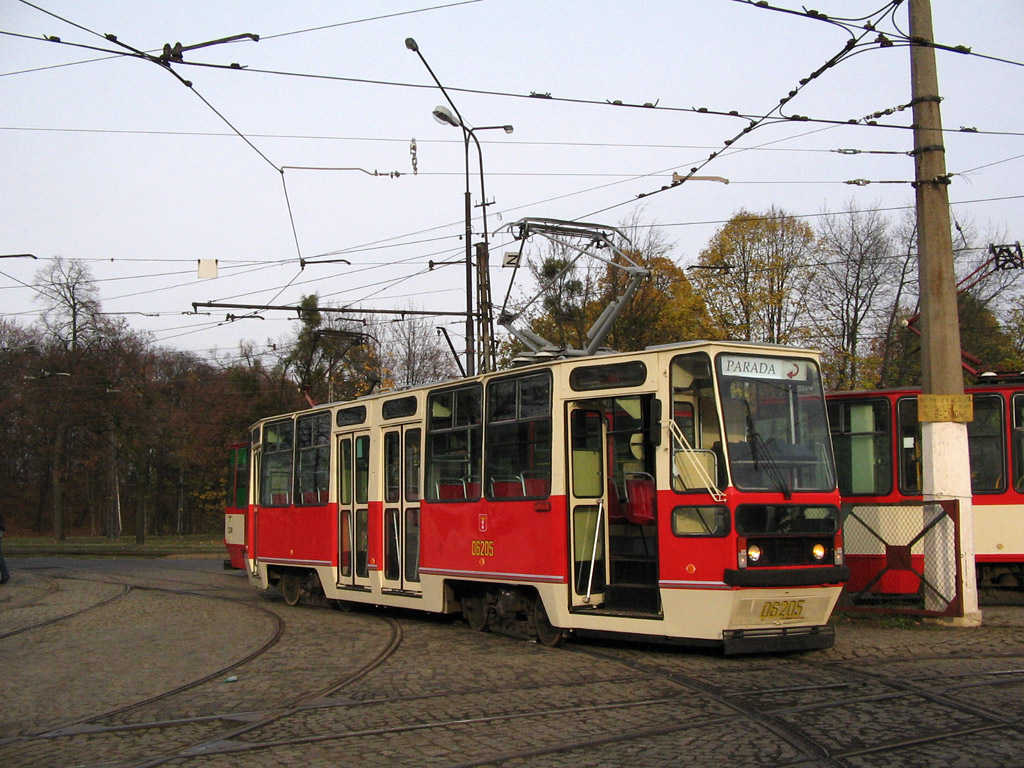
105N

#### 日本
東京都交通局が運営する路面電車である都電で使用されていた5500形のうち、5501はTRCとのライセンス契約の元でPCCカーの技術（オール・エレクトリック）を導入した車両であった。しかしライセンス料が高価であった事、部品の多くを輸入に頼る必要があった事に加え、従来の車両と仕様が大幅に異なる点が乗務員から不評を買い、日本における純正PCCカーはこの1両のみとなった。

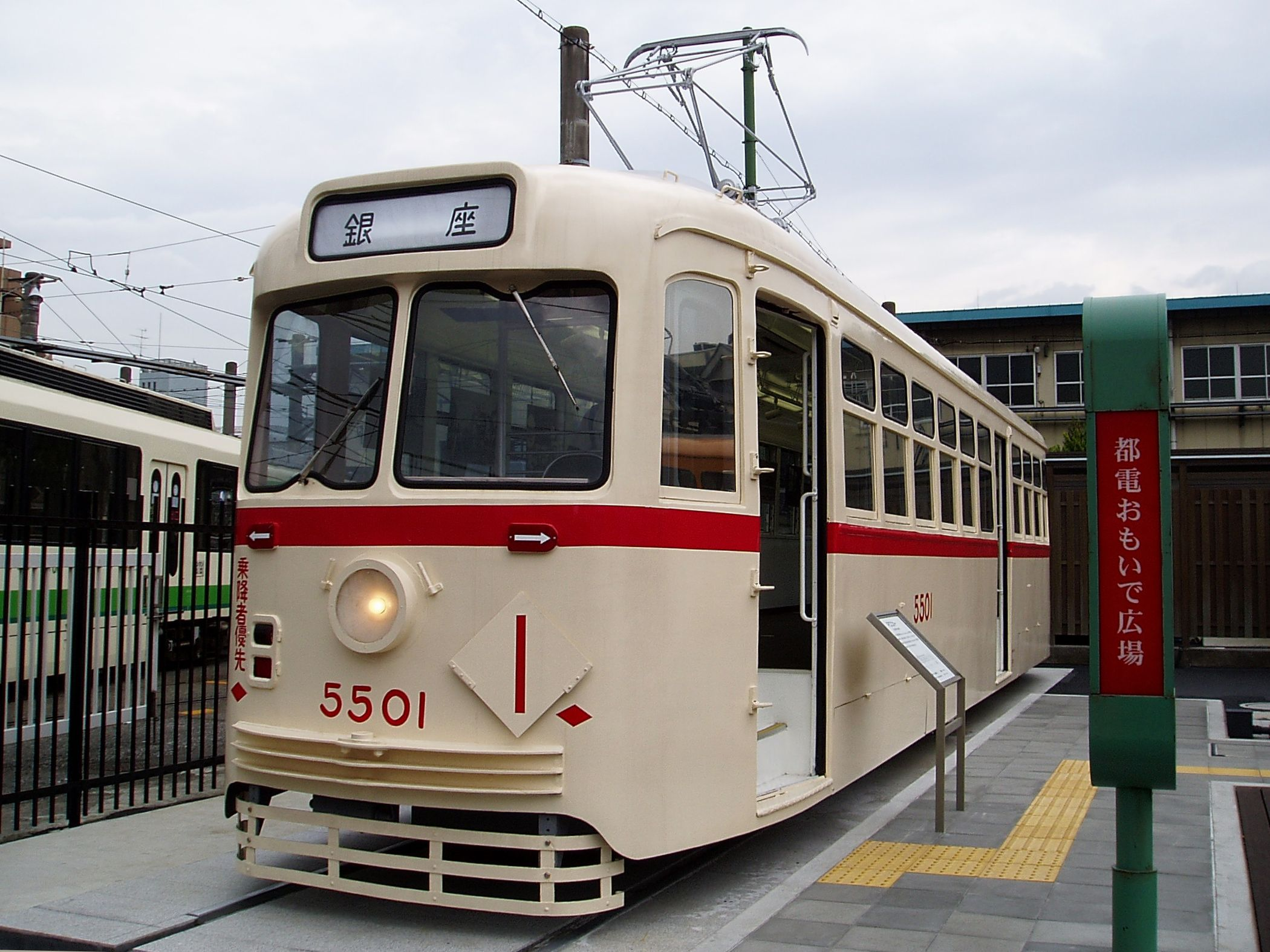
5500形（5501）